# Jimramov
Jimramov (německy moderně Ingrowitz) je městys rozkládající se po obou stranách historické zemské hranice Moravy a Čech, 14 km severovýchodně od Nového Města na Moravě v okrese Žďár nad Sázavou v Kraji Vysočina. Jádrová část městyse a část Ubušín se nacházejí na území Moravy, části Benátky, Trhonice a Sedliště spadají do Čech. Historické jádro městyse je městskou památkovou zónou. Žije zde přibližně 1 200 obyvatel. Jimramovu se také přezdívá „Merano Vysočiny“.

## Název
Původní název městyse bylo Jimramice či Jimramovice, což dokládá německá podoba jména (1361 Ingramycz, v novověku Ingerwitz či Ingrowitz), česky je vždy doloženo Jimramov. Bylo to pojmenování obyvatel vsi (původní zakončení bylo -ici) odvozené od osobního jména Jimram s významem "Jimramovi lidé". Záměna přípony -ice za -ov je doložena i u jiných sídel (Holešova, Prostějova, Tišnova).

## Historie

### Počátky existence

#### Počátky osidlování oblasti
Osadu založil podle jedné z tradovaných verzí během 13. století blíže neznámý Jimram, snad syn kolonizátora Štěpána z Medlova. Tento Jimram spolu s Hermanem z Letovic před rokem 1269 zabral území na českomoravském pomezí, na které si činil nárok klášter v Litomyšli. Opat si stěžoval u krále Přemysla Otakara II., jenž roku 1269 vydal listinu, v níž vymezil hranici mezi oběma stranami a zároveň tak určil hranici mezi Čechami a Moravou, která v oblasti Jimramova vedla řekou Svratkou a poté podél potoka "Strachwiow" (dnes Trhonický potok) a podél „bílých kamenů“ (pravděpodobně hraničníky) ke Svitavě. Listina zároveň dokládá, že v této době pronikali kolonisté až za dnešní Jimramov; ten ovšem přímo zmíněn není. Do dnešní doby se nedochovaly žádné prameny, které by pomohly určit přesnější dobu založení obce a její původní polohu.

#### Zakladatel
Jimramov tak mohl být založen již ve druhé polovině 13. století anebo během první poloviny 14. století, protože je dnes těžké určit, kdo byl jejím zakladatelem. Mohl jím být Jimram I. z Medlova (syn Štěpána I. z Medlova), Jimram (snad Jimram z Aueršperka; otec Geruše, o které se zmiňuje listina z roku 1325; z listiny z roku 1269), Jimram z Kamene (roku 1348 prodává majetek náležící k hradu Kameni) či Jimram z Pernštejna. Jisté je, že zakladateli nebyli Jimram z Kamene, který se objevuje na listině z roku 1297 (Bočkovo falzum), ani Jimram z kroniky Jindřicha Řezbáře k roku 1299, jenž byl pánem na Bystřici.
K zajímavému názoru dospěl historik a archeolog Ludvík Belcredi. Ten se na základě rozboru majetkových poměrů tehdejší osady (a také na základě již dříve založených nových osad v okolí hradu Skály) domnívá, že ji až v polovině 14. století společně založili Archleb ze Stařechovic a Jimram z Pernštejna – v tomto případě vychází z listiny z roku 1365, kdy Archleb odkoupil Jimramovu část. Příchozí osídlenci pak pravděpodobně pocházeli z okolí Stařechovic.

#### Počátky
První písemná zmínka o obci pochází z roku 1361, kdy Archleb ze Stařechovic zřizuje v Jimramově – tehdy se ještě jednalo o osadu – při kostele nadaci. Je zřejmé, že v té době zde byl nejen kostel a farář, ale také došlo ke zřízení místa kaplana a jelikož kaplana měly velké osady a střediska velkých obvodů, musel být Jimramov významný. Archleb ze Stařechovic vlastnil jen část Jimramova, neboť druhá část, snad polovina, patřila Jimramu z Pernštejna. Roku 1365 Archleb tuto část odkoupil za 10 hřiven pražských grošů a spojil do jednoho vlastnictví.
Rekonstrukce podoby a hlavně typologie osady je velice složitá a plná domněnek. Podle názoru Ludvíka Belcrediho se jednalo o lánovou ves záhumenicového typu. V nařízení, podle kterého takovéto vsi vznikaly, byla podmínka udělení jednoho franckého lánu každému z kolonistů. To by se v případě Jimramova mohlo jevit jako problém, nicméně do této podmínky spadaly i lesy, takže k jejímu naplnění pravděpodobně skutečně došlo.
Roku 1384 zdědili nedaleký hrad Skály spolu s Jimramovem a dalšími vesnicemi Archlebovi synové Erhart a Jan. O Janovi však chybí jakékoliv další prameny, takže můžeme předpokládat, že nedlouho poté zemřel. V roce 1391 nebo 1392 je na listině k příležitosti svatby Erharta ze Skal a jisté Kunky Jimramov uváděn jako městečko s tvrzí (... super municione (...) super opido Gimramow ...). Dále zde stál alodiální dvůr, mlýn a rybníky – všechny tyto objekty spolu s tvrzí nechal Erhart založit někdy mezi lety 1384–1391. Další zprávu o Jimramovu máme z roku 1398, kdy se Erhart oženil s Eliškou z Bludova a Bučovic a jako věno jí zapsal 375 hřiven grošů na Jimramově a Ubušíně. V roce 1407 pak Erhart označil za poručníka svých dětí v případě své smrti Erharta Pušku z Kunštátu.
V roce 1410 byl Erhart ze Skal pohnán Jindřichem z Jimramova, když si měl přivlastnit jeho rychtářská práva v Jimramově a na Javorku, žaloba však byla zamítnuta jako neopodstatněná. Přesto se Jindřich stává nejstarší historicky doloženou osobou z Jimramova. Zároveň se dozvídáme, že v této době měly obě vsi společnou rychtu. Ze starších zpráv se navíc dozvídáme, že v roce 1374 javorskou rychtu získal Archlebův panoš Vach, z čehož plyne, že Jindřich musel být buď jeho dědicem, nebo ji od něho či jeho dědiců odkoupit. V případě jimramovské rychty je zpráva z roku 1410 vůbec první zmínkou.
Po smrti Erharta ze Skal v roce 1415 (umírá patrně někdy v květnu toho roku, neboť v červnu je již zmiňována pouze vdova po něm) převzal správu panství Erhart Puška a následně přesunul na Skály svoji družinu. Kvůli jejich častým akcím máme zprávy o Jimramovu z let 1416–1419. Při podrobnějším studiu výslechů členů této družiny se dá říci, že Skály byly v této době z části opuštěné a lapkové hledali útočiště především v Jimramově a jeho bezprostředním okolí. Zda využívali jimramovskou tvrz a zda vůbec tato tvrz ještě existovala, není z dochovaných historických pramenů zřejmé. V rovině spekulací zůstávají možnosti, že lapkové sídlili přímo v Jimramově a obyvatelé vsi se k nim přidávali během výpadů. Stejně tak nemůžeme s určitostí říci, zda obyvatelé věděli, čím se tito lidé živí, kde sídlí, zda měli z jejich přítomnosti nějaký prospěch či zda je dokonce jejich přítomnost neinspirovala k podobným činům. Výslechové protokoly přináší jméno druhého doloženého obyvatele Jimramova, Mikoláše Nosatého. Z protokolů také víme, že se v Jimramově nezdržovali pouze Puškovi lidé, ale i členové jiných družin (např. Vítek ze Solenice) či tzv. lapkové na volné noze (Mikuláš Člupek). Erhart Puška v roce 1419 zemřel a Jimramov se stal předmětem dědických sporů, ze kterých vyšla vítězně dcera Erharta ze Skal a Elišky z Bludova a Bučovic (+ 1447) Žofie, manželka Jana Tovačovského z Cimburka.
V roce 1447 získala Žofie svůj zděděný majetek zpátky, ovšem již bez panských sídel, neboť Skály nechal v roce 1440 oblehnout a ještě ve stejný rok nebo v roce 1441 zbořit Hynek Ptáček z Pirkštejna, který jej měl původně převzít od Jana z Brezan, a tvrz v Jimramově zpustla a zanikla patrně někdy ve 20. letech 15. století. Dne 13. září 1462 pak Jan Tovačovský panství prodal Janu II. z Pernštejna. Ke vložení do zemských desk došlo v roce 1464 a při této příležitosti je zmiňováno městečko Jimramov se dvorem, patronátním právem a pobořeným hradem Skály a dále vsi Javorek, Ubušín, Sulkovec, Unčín a majetek v Pavlovicích a Pičulíně (Lhota). Jako odpůrce vkladu je zmiňován jistý Zich ze Svratky, který si nárokoval věno v Ubušíně.

### Jimramov za husitských válek
Zmínky o náboženském vyznání obyvatel Jimramova a okolí v období husitských válek se nám dochovaly ve farní katolické kronice. Zde je uveden následující záznam: „...celý kraj během náboženských a selských válek od katolické víry odpadl a částečně k Husitům, částečně Lutheránům přistoupil“. V té době vlastnil panství Erhart ze Skal, který byl, stejně jako jeho manželka Eliška z Bučovic a další příslušníci rodu pánů z Kunštátu, kališníkem. Proto katolíci Skály oblehli a pobořili. V této době katolíci napadli i Jimramov, ale ten zůstal kališnický. Zatímco v nedalekém Dalečíně se po válkách opět dařilo lupičství, zmínky o situaci na Jimramovsku z této doby chybí.

### Jimramov za Pernštejnů

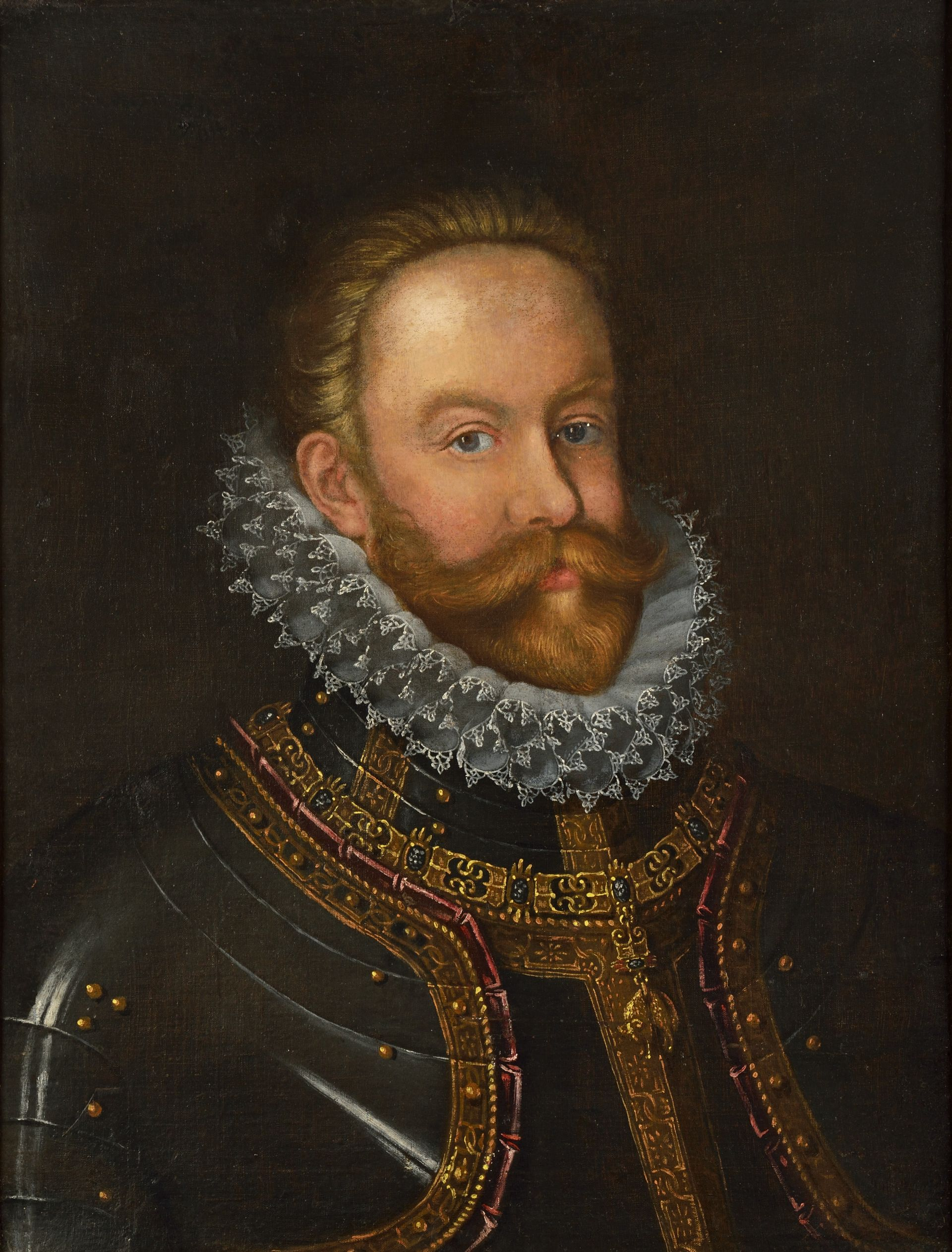
Vratislav II. z Pernštejna zv. Nádherný

Roku 1462 koupil Jan II. z Pernštejna Jimramov od Jana Tovačovského z Cimburka a právě za Pernštejnů začal rozvoj městečka. Tehdy jimramovské panství tvořilo městečko s kostelem a farou, hrad Skály (ten byl již zbořený) a obce Javorek, Ubušín, Sulkovec, Unčín, Pavlovice a Lhota. Význam obce vzrostl po roce 1475 za Viléma II. z Pernštejna, který roku 1500 rozdělil majetek na několik dílů, přičemž Jimramov se dostal do tzv. novoměstsko-jimramovského dílu, a jeho syna Jana, za nějž se začal vytvářet samostatný jimramovský díl. V roce 1537 získal Jimramov od císaře Ferdinanda I. právo pořádat dva osmidenní jarmarky s frejunkem, tedy dobou, kdy směli zboží nakupovat i kupci z jiných obcí – a to v pondělí před Povýšením sv. Kříže a ve čtvrtek na Boží vstoupení. Navíc dostal také právo pořádání týdenních trhů na každé pondělí. Zároveň také bylo potvrzeno povýšení Jimramova na městečko. Kdy k tomuto povýšení došlo, však není známo – Mons. František Havránek v knize Paměti městečka Jimramova uvádí rok 1350, který ovšem nemá podložený žádným historickým pramenem, v zemských deskách kraje brněnského (ZDB) je Jimramov takto označován v roce 1392. Janův syn Vratislav II. z Pernštejna připojil k Jimramovu 11 obcí, dále vydal obecní zřízení, právo várečné, právo výčepní, daroval lesy na Padělku, Prosičce a Holém vrchu a osvobodil obyvatele městečka od robot. Roku 1578 vrchnost jimramovským odsouhlasila vlastní pečeť, o deset let později prodali Jan V. a Maxmilián z Pernštejna panství Pavlu Katharinovi z Katharu, zemskému purkrabímu Markrabství moravského.

### Jimramov za dalších majitelů

#### Katharinové z Katharu a Dubští z Třebomyslic
Pavel Katharin z Katharu kromě Jimramova odkoupil také Pernštejn (1596) a Kunštát (1599), čímž se zařadil mezi nejbohatší feudály doby. Jelikož městečko bylo centrem panství, rozhodl se sem z Dalečína, kde předtím sídlil, přenést svoje sídlo. V roce 1589 velkou část městečka zničil požár, v následujícím roce Pavel Katharin potvrdil Jimramovu původní privilegia – pouze právo várečné postoupili jimramovští jemu – a městečku navíc daroval pozemek na stavbu nové radnice a stavební materiál na obnovu domů. Vybudováním šlechtického sídla stoupl význam Jimramova, který získal soudní pravomoc a také byla založena purkrechtní kniha. Po smrti Pavla Katharina roku 1600 došlo mezi jeho dědici ke sporům, od nichž panství v roce 1603 koupil za 18 000 zlatých Vilém Dubský z Třebomyslic.
Vilém Dubský z Třebomyslic pocházel z obce Třebomyslice u Horažďovic. Na Moravu se dostal roku 1570 a stal se zde nejvyšším sudím. V roce 1612 povýšil do panského stavu a v té době se řadil k nejbohatším moravským šlechticům. Kromě jimramovského panství vlastnil ještě Dačice, Nové Město na Moravě, Řečkovice, Biskupice, Drnovice, Lysice a Zdislavice. Správu Jimramova předal svému příbuznému Janu Dubskému (jejich vzájemný příbuzenský vztah není znám), který začal panství rozšiřovat, s čímž mu vydatně pomáhala jeho manželka Alina Zoubková ze Zdětína. V roce 1607 koupil horní mlýn a další pozemky, staral se ovšem také o další obce v panství. V Jimramovských Pavlovicích odkoupil a následně nechal rozšířit dvůr, roku 1614 Alina přikoupila rybník a hamry u Javorka, přičemž hamry nechala posléze zrušit a na jejich místě vybudovat mlýn. Kromě toho také provedl reformu trestního práva, když jako první feudál zavedl náhradní a podmíněné tresty. Zrušil tresty smrti a po přímluvě bezúhonných občanů, kteří se museli zavázat, že se zločinec polepší, trest zmírnil. Období rozkvětu trvalo až do Bílé hory, kdy Ferdinand II. Dubským majetek kvůli účasti na stavovském povstání zkonfiskoval.

#### Jimramov za třicetileté války
Novým majitelem panství se stal Štěpán Schmidt z Freyheffenu, ale nikdy za něj nezaplatil. Proto jej roku 1631 získala Anna Marie Šliková, ovšem už v následujícím roce jej od ní odkoupil hrabě Jiří z Náchoda.
Ze začátku třicetileté války se obyvatelé snažili zabránit pobytům vojsk pomocí uplácení velitelů posádek v okolí a udržování cest ve špatném stavu, někdy se však neváhali nepřátelům postavit se zbraní v ruce. V roce 1621 protáhli Jimramovem Poláci. Zámecký správce Václav Rychnovský z Louňovice se před nimi rozhodl utéct, ale u Věcova byl dostižen a zabit – dnes tuto událost připomíná pamětní deska na věcovské rychtě. Následně polská armáda pokračovala na Bystřici, proto bystřičtí požádali jimramovské o pomoc a společně Poláky vyhnali.
Tažení Poláků bylo prvním z plenění cizích vojsk za třicetileté války. V roce 1624 je následovali Španělé, ovšem už po týdnu se vrátili do Bystřice. Obyvatelé tehdy opevnili přístupy k městečku a u řeky vybudovali z dřevěných kůlů hrazení. Také drželi hlídky, které měly oznámit přepady cizích vojsk, jež se rozdělila na menší skupiny a v okolí hledala potravu pro koně a vojáky. Jimramov se snažil plenění bránit také pomocí uplácení velitelů oddílů. Během let 1640–1648 protáhlo městečkem pět armád, které jej přivedly téměř na mizinu. Pravděpodobně nejhorší situace byla 16. června 1643, kdy městečkem táhlo 1500 Švédů. Ti se zde nechali hostit, vybral úplatek za nevyplenění a poté Jimramov zapálili. Podle některých historiků došlo v této době také k zániku tvrze, ovšem jiní (např. Ludvík Belcredi) umisťují její zánik do období krátce po husitských válkách.
Celkem Jimramovem ve dnech 11. srpna 1640 – 27. dubna 1641, 7. září – 16. října 1642, 28. května – 23. prosince 1643, 28. září – 31. prosince 1645 a 10. listopadu 1647 – 8. ledna 1648 protáhlo 4772 jezdců a 1646 pěšáků. Jejich hoštění přišlo městečko na 1177 zlatých a 15 grošů. Obnova městečka po válce trvala řadu let a mnoho rodin se přitom zadlužilo.

#### Jimramov po třicetileté válce a za vlastnictví pánů z Náchoda a Gallasů
Po třicetileté válce došlo k velkým změnám v osídlení. Řada vesnic byla opuštěna a velkou spoustu z nich čekala několik let trvající obnova. Roku 1631 proběhl odhad jimramovského panství a u městečka je uváděno: 1 svobodný dvůr, 14 hospodářských usedlostí, 32 podsedků, 14 chalup, poddanský mlýn, kostel, fara a škola. Vrchnosti zde patřila tvrz, hospodářský dvůr, pivovar, prachovna a cihelna. Jak vyplývá z dalších listin, tak ještě v roce 1656 nebyla řada objektů znovu obydlena.
V roce 1650 se panství ujal hrabě Ferdinand Leopold z Náchoda. V pamětní knize jimramovské se o něm píše následující:
| „ | ... Na počátku jeho panování měli se poddaní velmi dobře, později však se vše zjinačilo a zacházel táž pán s poddanými velmi tvrdě, tak že mnozí, protože jeho útrap snášeti nemohli, z panství jeho a ne snad z vesnic, ale i z městečka Jimramova a i z jiných jeho panství z Bystřického, Kunštátského i Lysického utíkali, tak že větší díl z jimramovského a jiných jeho panství pustý zůstal. (...) Roku 1664 byl zmíněný pán rozkazem jeho milosti císaře na svém násilně chycen, do Vídně odvezen a tam sedm let žalářován, kdež také v roce 1674 v bídě zemřel. Tím vymřel znamenitý rod pánů z Náchoda. | “ |

Zatímco v roce 1656 bylo v Jimramově obydleno 74 domů, na konci vlastnictví panství pány z Náchoda jejich počet klesl na 63.
V roce 1664 Ferdinand Leopold postoupil jimramovské panství své manželce Terezii Františce z Gallasu. Hlavní zájmem jak pánů z Náchoda, tak následně Gallasů (zastoupených pouze manželkou Ferdinanda Leopolda), bylo získat z panství co nejvíce peněz bez ohledu na poddané, které silně poškodila třicetiletá válka. K roku 1664 měli představitelé jimramovského a dalečínského panství zaplatit Ferdinandu Leopoldovi dluh ve výši 344 zlatých, což se nestalo. Vzhledem k tomu, že to nebyla jediná dlužná část, nechal purkrabí zavřít jimramovského primátora do vězení a později převést do Kunštátu. Jimramovským se následně podařilo s velkými problémy sehnat 144 zlatých, zbytek dluhu spláceli v určených lhůtách.
Ferdinandovou smrtí v roce 1674 vymírá rod pánů z Náchoda, ovšem už v roce 1669 se novým majitelem panství stal Jan Václav Novohradský z Kolovrat.

#### Novohradští z Kolovrat, Bornstettové a Nübernové
Nedlouho po zakoupení panství se Jan Václav Novohradský z Kolovrat pustil do jeho obnovy. Ačkoliv postupně došlo k opravám všech usedlostí a obdělávání polí, ještě v roce 1674 nebyly všechny domy obydleny. V červenci roku 1680 zasáhla Jimramov morová rána, kdy během půl roku zemřelo 147 osob, na jejíž odvrácení byla v letech 1681–1688 postavena na svahu Padělka kaple sv. Matouše. V letech 1680–1687 nechal v Sedlištích převést koryto Svratky do současné polohy, aby došlo k posílení náhonu vody na Mostní mlýn, a původní koryto pod Kabačkou následně zrušit. V roce 1680 se novým majitelem stal Janův syn Filip Antonín Novohradský z Kolovrat. Ten panství zadlužil a tak muselo být v roce 1687 v dražbě prodáno, kde jej zakoupil rytíř Konrád Ferdinand z Bornstettu.
Konrád Ferdinand z Bornstettu byl vysoce postavený císařský úředník. Na soupisu panství k roku 1687 se objevuje zámek, pivovar, městečko Jimramov, dvory, mlýny, sklárna, železný hamr, slévárna a také vesnice Borovnice, Spělkov, Krásné, Javorek, Daňkovice, Pavlovice a Hutě (část dnešního Nového Jimramova). Roku 1691 Konrád zemřel a panství zdědila jeho manželka Anna Žofie z Bornstettu. Počátky její "vlády" jsou spojeny s řadou vlastnických sporů. Později se dostala do sporu s obyvateli Poličky. Jednalo se o spor o louky za řekou Svratkou, které si nárokovala jak Polička, tak i Jimramov. Když chtěli poličští pozemky obhospodařovat a sušit na nich seno, Anna Žofie proti nim vytáhla spolu s poddanými. V červnu 1702 poslala dopis do Vídně a císař roku 1707 rozhodl, že louky bude za poplatek využívat Jimramov. Poličští se sice snažili proces obnovit, ale bez úspěchu. K definitivnímu ukončení sporu došlo v roce 1711. Během doby, kdy byl spor veden, zde Polička postavila domy – v roce 1707 jich bylo 10 a žilo zde přibližně 80 obyvatel. Domy sice jimramovští zbourali, ale po ukončení sporu tu postavili 4 nové, které tvořily základ dnešních Benátek. V roce 1707 navíc zahájila barokní přestavbu kostela. Anna Žofie zemřela v dubnu 1720 a panství zdědila její dcera Marie Anna Anežka z Nübern.
Marie Anna Anežka z Nübern byla od roku 1697 manželkou polního zbrojmistra Ferdinanda Baltazara z Püran, který ovšem zemřel v roce 1700 (pohřben je v tzv. černé kapli v jimramovském kostele). Brzy poté se provdala za tajemníka moravského královského tribunálu, hraběte Jana Esaiáše z Nübern, který zemřel roku 1718. Za její "vlády" pokračoval ekonomický rozvoj Jimramova. Podařilo se jí naplnit obecní pokladnu, když pronajala panskou koželužnu, vinopalnu, Panský dům (zde byla zřízena první stálá hospoda), zřídila barvírnu (v čp. 20), mandlovnu, papírnu na Huti a draslovnu na Krásném. Ovšem v červenci 1714 zasáhla Jimramov povodeň, která strhla všechny tři mosty, roku 1741 zase vichřice vyvrátila všechny lesy mezi Herálcem a Jimramovem. Roku 1745 předala panství své neteři svobodné paní Marii Antonii z Waldorfu.

#### Jimramov v době válek o rakouské dědictví
Na počátku 40. let 18. století se Jimramovu nevyhnul další z válečných konfliktů, dnes označovaný výrazem Války o rakouské dědictví.
V letech 1741–1742 byla v městečku ubytována vojska a to pokladnu a poddané značně vyčerpalo. V dubnu 1741 se zde ubytovalo 2000 saských jezdců a 3000 pěšáků, které museli jimramovští platit. Z tohoto důvodu se obyvatelům nedostávaly peníze na zasetí, krmení pro dobytek ani na jídlo pro sebe. V roce 1742 zase pobyly v Jimramově dva pluky husarů. Ze zámecké jídelny si udělaly konírny a vyrabovaly sýpky a sklepy.
Ze záznamů víme, že dne 14. dubna 1742 museli jimramovští poslat Sasům 8000 porcí chleba, 1600 porcí sena, 1600 porcí ovsa, 12 sudů piva, 4 sudy kořalky, 27 kusů hovězího dobytka, 60 kusů ovcí, salámy, dále pak hrách, čočku, kroupy, zeleninu, sůl, máslo a koření. Už v únoru 1742 si reichenberský dragounský pluk na jimramovských vyžádal 242 dávek ovsa a 225 dávek sena. Mimo to museli do Olešnice odvádět 24 sudů piva a 200 měr ovsa a v roce 1741 přišlo do skladu v Brně z panství 46 měr pšenice, 60 měr ječmene, 41 centů sena a 20 kop slámy.

### Jimramov za Waldorfů
V roce 1745 se novou majitelkou panství stala Marie Antonie z Waldorfu, jejímž manželem byl František August z Waldorfu, který 30. dubna 1754 náhle zemřel (pochován je v jimramovském kostele u postranního oltáře). Marie Antonie byla poslední z trojice žen-majitelek panství a také za ní Jimramov nadále prosperoval. Nechala k zámku přistavět severní křídlo a nákladem baronky Marie Antonie z Bukůvky celý objekt prostřednictvím kryté chodby spojila s oratoří katolického kostela. V letech 1767–1769 nechala vystavět kapli sv. Matouše.
Kvůli tzv. sporu o cejchovnici si ovšem zhoršila vztahy s představiteli Jimramova. Vrchnost totiž obviňovala obec, že v lesích špatně hospodaří a žádala vydání cejchovnice, kterou se označovaly stromy určené k pokácení. Brněnský krajský úřad následně přikázal uložit cejchovnici na zámek do speciální schránky. Jeden klíč od schránky měl pak dostat i panský úředník. To by znemožnilo obci volně disponovat s majetkem a tak se proti tomuto rozhodnutí postavila. Dne 27. července 1781 bylo pět obecních starších hejtmanem povoláno na zámek, kde od nich chtěl vymoci cejchovnici a když odmítli, pohrozil povoláním vojska. Další události jsou popisovány následovně:
| „ | Odebrali se na radnici a vojákům poručeno srocující se občany rozehnat. Velitel poručil nabíjet zbraně. Sama majitelka, která dění před radnicí pozorovala z okna zámku, volala chatrnou češtinou: "Ščílet, ščílet!" Když to lidé uviděli, začali se ozbrojovat tím, co bylo po ruce, zvonili na poplach a situace se dále vyhrocovala. Po odchodu pánů z radnice se dav pomalu rozcházel. | “ |

Následujícího dne přibylo v městečku několik setnin vojáků, ale v Jimramově byl klid. Vojáci se tedy rozešli do domů, kde byli ubytováni. Vůdci vzpoury – primátor Jan Tománek, radní Jan Libra, Jan Vendolský, František Polívka, obecní starší Václav Andres, soused Martin Buřvala a dalších šest osob – byli zatčeni a uvězněni na Špilberku.
| „                                                              | Když se jimramovští dozvěděli, že císař Josef II. pojede do Čech přes Bystré, dali napsat učiteli a městskému písaři Kostrošicovi žádost o milost pro vězněné a poté 22 občanů spolu s manželkami vězněných odebral se na silnici k Bystrému. Zde čekali na císaře. Když se blížila dlouhá řada kočárů všichni se vrhli na kolena domnívajíce se, že hned v tom prvním je císař, ale nebyl. Hodnostář v tom kočáru sedící upozornil prosebníky, ve kterém kočáru císař jede. Na ten pak počkali. Kočár dojel. Jimramovští poklekli poznovu a učitel Kostrošic nejponíženěji podával supliku, krásně a opatrně sepsanou. Císař kázal zastavit, žádost přijal, zběžně ji prohlédl a dal se informovat. Dobrotivý ten zeměpán obrátil se pak k ženám vězněných usedavě plačícím a milostivě odpověděl: "Neplačte, vaši mužové přijdou domů. Odejděte s Pánem Bohem, pořídí se vám to." | “ |
| — Jiří Guth-Jarkovský, z článků o Jimramovu v časopise Turista | |   |

Ještě téhož dne poručil císař věc v Brně vyšetřit a 29. prosince 1781 rozhodl, že cejchovnice zůstane obci, ale vrchnost si udrží dozor nad správou lesů. Krajský hejtman dostal nařízeno, aby ihned propustil vězněné občany.
Marie Antonie z Waldorfu odkázala panství své neteři baronce Marii Theodoře z Freyenfelsu, manželce hraběte Antonína Belcrediho.

### Jimramov za Belcrediů

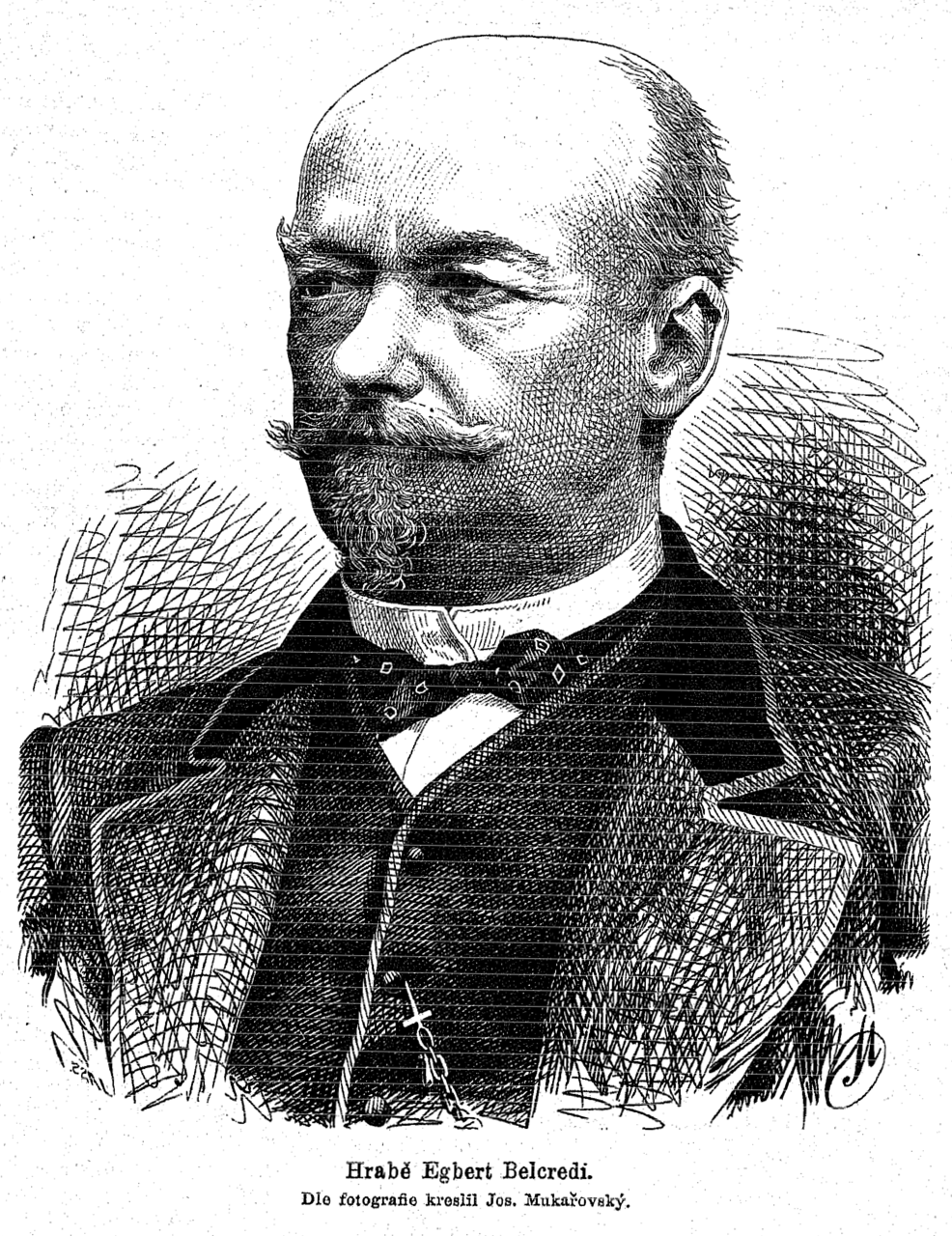
Egbert Belcredi

V roce 1778 získává Jimramov nový vlastník, rod Belcredi původem z Itálie. Majiteli panství se stali hrabě Antonín Belcredi a jeho manželka baronka Marie Theodora z Freyenfelsu. Jimramovské panství v té době zahrnovalo obce Jimramov, Borovnice, Spělkov, Krásné, Javorek, Daňkovice, Pavlovice, Nový Jimramov, Waldorf (dnes Podlesí), Široké Pole a Paseky. Antonín Belcredi nechal na náměstí roku 1801 postavit Horní školu. Ačkoliv měl celkem 12 dětí, nedožila se jich většina dospělosti. A tak se po jeho smrti roku 1812 majitelem stal jeho syn Eduard Belcredi.
Eduard nebyl, na rozdíl od svého otce, dobrý hospodář, naopak jako vášnivý hráč přišel o téměř všechen svůj majetek. V roce 1819 přenesl sídlo rodu do Líšně. Se svojí manželkou Marií z Fünfkirchenu měl pět dětí. Panství po něm v roce 1838 převzal jeho nejstarší syn Egbert.
Egbert Belcredi se řadil k významným osobnostem té doby. Na panství prosazoval nové metody hospodaření, mj. zavedl chov ovcí a pastevectví, a povolal odborníky na pěstování a zpracování lnu. Nechal zřídit přádelnickou školu (v provozu v letech 1846–1848) a pěstování a především zpracování lnu se stalo hlavní obživou obyvatel. Kromě toho se Egbert řadil k významným mecenášům umění a v Jimramově stál u zrodu Katolické politické jednoty. Jelikož zemřel bezdětný, stejně jako jeho bratr Edmund, ujal se v roce 1894 panství jejich nejmladší bratr Richard.
Richard Belcredi se, stejně jako Egbert, řadil mezi významné osobnosti doby. Byl vynikajícím řečníkem a dlouhá léta politikem, politice se věnoval i poté, co se majitelem jimramovského panství. Po jeho smrti v roce 1902 přešlo panství do rukou jeho syna Ludvíka.
Ludvík Belcredi nedosahoval v politice takových úspěchů jako jeho otec. V Jimramově přispěl na stavbu měšťanské školy. Se svojí manželkou Marií von Franckenstein měl 7 dětí. Po jeho smrti roku 1914 si jeho nejstarší synové rozdělili majetek – starší Richard Jiří sídlil v Jimramově, mladší Karel v Líšni.[zdroj?]
Protože se za druhé světové války Belcredi nepřihlásili k německému občanství, byla na jejich majetek uvalena nucená správa. Po válce stihli postavit v Jimramově cihelnu a opravit statek i se zámkem. V roce 1948 převzal majetek na krátkou dobu Ludvík Belcredi, synovec Richarda Jiřího. Po únoru 1948 odešla většina rodu do emigrace.

### Jimramov za první světové války

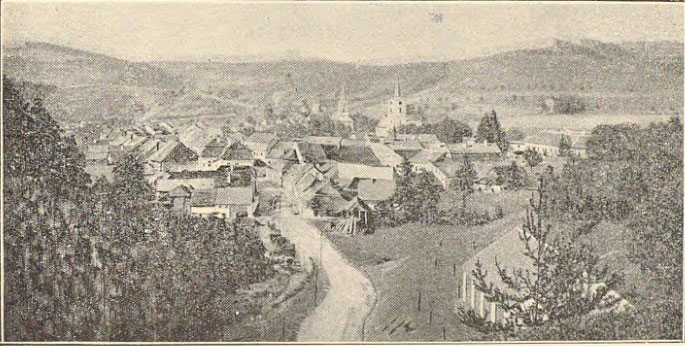
Jimramov na konci 19. století

Jimramovu se přímá válka vyhnula. Během konfliktu se nikdy neocitnul v místě fronty, tudíž nebyl poškozen válečnými akcemi. Nikdy nesloužil k přesunu vojska, ubytování vojska a ani nebyl využíván jako sanitní zařízení. Nevyhnula se mu však nutnost občanů narukovat do rakousko-uherské armády, přesný počet narukovaných ale není znám. V roce 1914 se jednalo minimálně o 161 mužů, v roce 1915 šlo minimálně o 38 mužů, o rok později narukovalo nejméně 25 obyvatel a v roce 1917 něco přes 20 mužů. Celkem tedy za tyto 4 roky narukovalo minimálně 244 mužů. Během bojů padlo, bylo zajato nebo se stalo nezvěstnými 34 jimramovský vojáků. Jimramovští však nebojovali jen na straně Rakouska-Uherska. Hned 11 se jich zúčastnilo bojů v ruských legiích, dva ve francouzských a dva v italských legiích.
Vzhledem k odchodu velké části mužské populace na frontu se projevil nedostatek pracovních sil, jenž byl nejzřetelnější v zemědělství. Usedlosti tak musely obdělávat především ženy, kterým pomáhali děti a případně i výměnkáři. Ženy musely zajišťovat orbu a setí, v době žní pak sekly, vázaly a mlátily. Děti, především deseti- až dvanáctiletí chlapci, se staraly o dobytek a koně. To se také projevilo na školní docházce, takže v této době bývala řada tříd poloprázdných. Na školách učily učitelky, případně jim pomáhali studenti – tzv. výpomocní učitelé. Také v dalších odvětvích hospodářství se válka negativně projevila na civilních obyvatelích. Z důvodů výrazného zvýšení cen si řada lidí nemohla dovolit slušné šaty či boty, takže nosily polopapírové hadry a dřeváky. Obnošené oblečení se tak neustále přešívalo, dokud se nerozpadlo.
Situace se projevila také v osvětlení. Pro nedostatek petroleje a svíček si tak lidé museli svítit karbinovými lampami, benzínem, olejovými lampičkami a loučemi. V roce 1914 sice představitelé Jimramova uvažovali o zavedení elektrického osvětlení od Krausova mlýna (dnešní Mostní mlýn) do obce, ovšem nakonec se od toho ustoupilo.
Politické perzekuce se sice jimramovským občanům vyhnuly, ale vojenské listiny u řady z nich, především učitelů, obsahovaly značku PV (politisch verdächtig).
Dne 7. května 1917 pak v Jimramově proběhla rekvizice zvonů katolického kostela. Jedním z nich byl i zvon, který v roce 1819 nechali ulít katolíci s protestanty, což dokládal nápis zbudován nákladem dobrodinců chrámu Páně jak katolíků, tak helvetů r. 1819. Tímto krokem tak došlo k zániku posledního „svědka“ klidného soužití jimramovských katolíků a protestantů na počátku 19. století. Další dva zvony byly odlity již dříve a v roce 1819 došlo k jejich přelití. K rekvisici posledního zvonu došlo 8. srpna 1918.
Po evakuaci Jižního Tyrolska se řada tamních obyvatel dostala do Čech a na Moravu. V Jimramově se usadili vystěhovalci z okolí Merana, kteří si tady rychle zvykli a usadili se zde. Děti přistěhovalců měly ve škole vlastní třídu a učila je italská učitelka.

### Jimramov za druhé světové války
Po přijetí Mnichovské dohody započali Němci s obsazováním oblasti Sudet a spolu s tím i se Svitavskem. Došlo k obsazení Poličky, Korouhve, Trhonic a Sedlišť. Jimramov se tehdy nacházel na hranici oblasti, takže sem bylo ukládáno zboží z Poličky a Svitav a na náměstí stroje z muniční továrny v Poličce. Později byly Polička a Korouhev z toho záboru vyjmuty. Ačkoliv zde byla situace oproti ostatním částem státu klidnější, docházelo i zde k výtržnostem Sudetských Němců, především pak Jedlováků.
Okupace a vlastní válka na soužití Čechů a Němců v Jimramově velký vliv neměla. Největším problémem býval především nedostatek zboží, dále pak problémy s dodávkami a časté kontroly. K perzekucím docházelo pouze ve výjimečných případech, za celou dobu okupace byl zatčen pouze odborný učitel Josef Mrštík, ovšem po krátké době byl propuštěn. Také nedocházelo k popravám obyvatel, ani k zabírání statků pro potřeby Němců. Ačkoliv se německé obyvatelstvo netěšilo příliš velkým sympatií, snažilo se k Čechům chovat tolerantně. Z českého obyvatelstva se během okupace nikdo nepřihlásil k německému občanství. Místní obyvatelé také dávali přednost rozhlasu z Londýna a Moskvy. Také došlo k rozpuštění spolků Sokol a Orel a v místním Kině Meran se promítaly propagandistické filmy. Kromě toho byly zakázány divadelní představení a zábavy. Učitelé, úředníci, četníci, kněží a lékaři pak byli donuceni chodit na přednášky němčiny a po jejich absolvování skládali před komisí zkoušky.
Pronásledování se ovšem nevyhnulo místním Židům, které roku 1943 odvezli do koncentračních táborů. Jednalo se o rodiny žijící v čp. 73 a 23 (Haasovi) a také rodiny, které se zde ukrývaly z Jihlavy (Langovi), Brna (Eisingerovi) a Svitav (Tichovi). Po skončení války se z nich vrátila pouze MUDr. M. Reinerová. V Jimramově zůstal pouze Vilém Ticho, jehož téměř celá rodina zemřela v koncentračním táboře; přežila pouze dcera, která v té době pobývala v Palestině.

#### Působení partyzánů v okolí Jimramova
Partyzáni se na Jimramovsku poprvé objevili v roce 1942. Tehdy se zdržovali především v okolí Veselí a Polomi, ale také u Koníkova a Odrance. Svoje spojky měli v jimramovském hospodářském družstvu a spolupracovala s nimi také dvojice československých četníků. Zaměřovali se především na pátračskou a záškodnickou činnost, jejich úkolem také bylo odstraňovat konfidenty a zrádce – jedním z nich byl hostinský Jaroslav Marek, který za své služby dostal od Němců vyznamenání. Při jedné z akcí byl u jednoho ze zastřelených partyzánů nalezen recept od MUDr. Jarmila Gragora z Jimramova, načež městys obklíčily jednotky SS z Dalečína a také četnictvo. Doktora sice četníci zatkli, ale brzy poté propustili. Krátkou dobu zde pobyli Vlasovci, kteří se vydávali za partyzány a posléze udávali lidi, u kterých se schovali. Na Koníkově pak došlo k boji mezi partyzány a Vlasovci.

#### Osvobozování
Po osvobození Brna 26. dubna 1945 se přes Jimramov a okolní obce začali hrnout němečtí vojáci, kteří se stahovali k Praze. Dne 5. května 1945 pak vypukly v Jimramově boje za osvobození. Jimramov se stal aktivním centrem Květnového povstání. V obraně proti ustupujícím německým jednotkám pomáhali i četní vojáci Maďarské královské armády, kteří se v té době nacházeli v obci.

### Jimramov po druhé světové válce
Dne 10. října 2006 byl obci vrácen status městyse. V roce 2011 uplynulo již 650 let od první zmínky o Jimramově.
V letech 2006–2010 působil jako starosta Pavel Kalášek, od roku 2010 tuto funkci vykonává Ing. Josef Homolka.

## Urbanistický vývoj Jimramova
Jak uvádí historik Ludvík Belcredi, můžeme na mapě Josefského katastru z 80. let 18. století najít zachycené pravděpodobné jádro původní osady. To se nacházelo na křižovatce cest od Nového Města, Poličky a Borovnice a mělo podobu trojúhelníkové návsi. Nedaleko ní pak byl při cestě na Borovnici, u Fryšávky, vystavěn hospodářský dvůr.
Nejstarší zástavba se nepochybně nacházela v blízkosti dnes již zcela zaniklé tvrze. O tom, kde se tvrz nacházela se však vedou spory. V nejbližším okolí Jimramova nenajdeme vhodné místo pro stavbu hradu či opevněné tvrz, ačkoliv částečně by tyto podmínky mohl splňovat nevelký pahorek nad dnešním soutokem Svratky a Fryšávky. Problém je, že tento soutok vznikl až v 17. století – do té doby se nacházel o něco dále pod skálou Kabačkou. Jisté je, že první osadníci museli tvořit i hospodářské zázemí obce. Z roku 1392 se dochovala zmínka o rybníku, jenž snad tvořil součást náhonu jednoho z jimramovských mlýnů. Je však možné, že také představoval součást obranné soustavy tvrze.

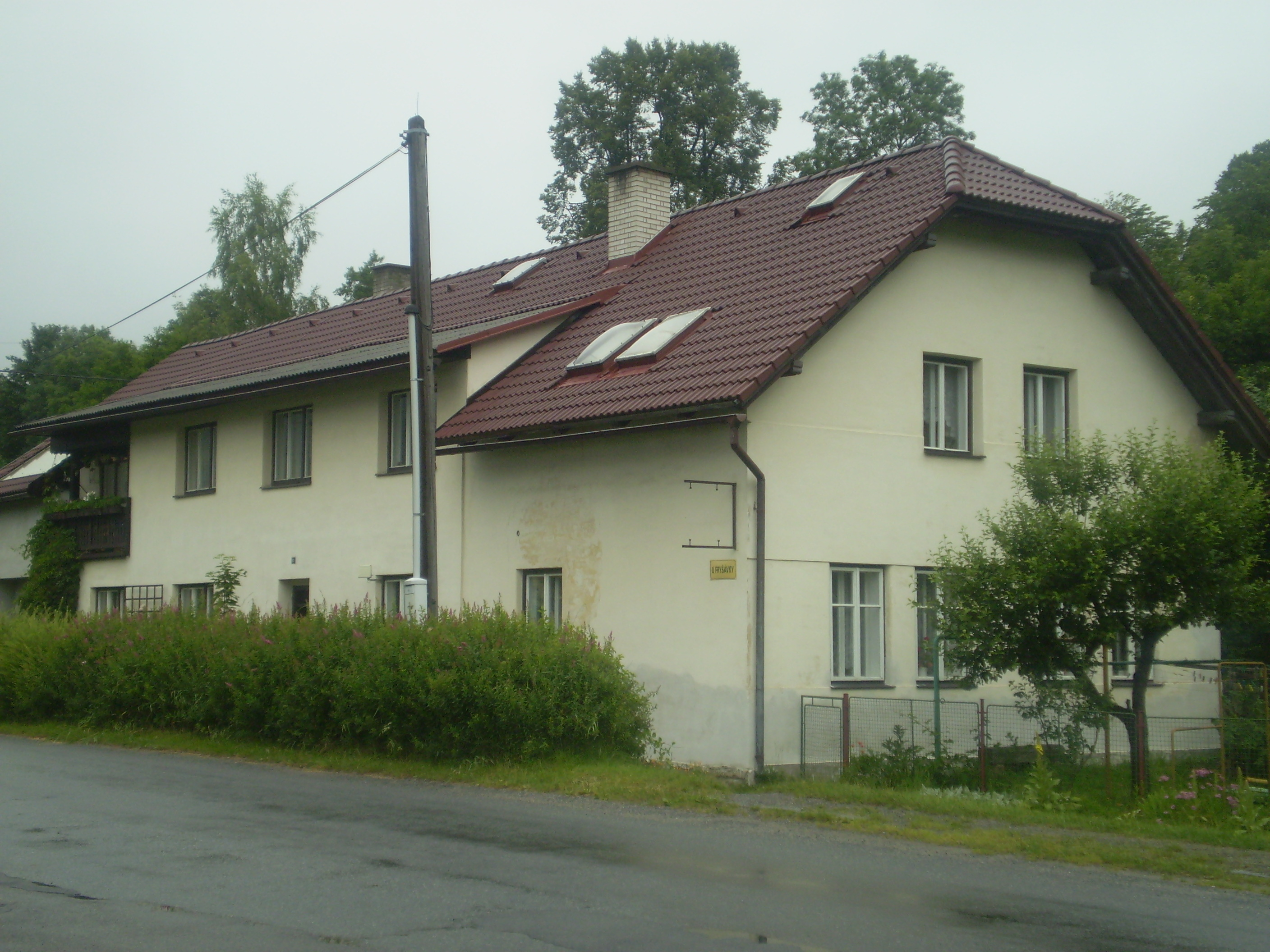
Dům čp. 53, bývalá lázeň

Pokus o rekonstrukci podoby zástavby Jimramova v době okolo roku 1450 učinil dr. Emil Čermák, jenž při tom vycházel z dochovaných záznamů v gruntovních knihách. Centrum obce představovaly tvrz s hospodářským dvorem, pivovar a mlýn s rybníkem. Dále zde stála kovárna (čp. 51), lázeň (čp. 53), rychta (čp. 56) a dvojice gruntů v místě dnešního parku Bludník. Následovala zástavba domů u řeky až k domu čp. 15, domy čp. 17, 18, 19, 20, 22, 24, 25, 26, 27, 28 a 29 a směrem k zámku domy čp. 37, 38, 39, 40 a 41. Ve druhé řadě směrem od zámku pak ještě stály domy čp. 66, 67, 68, 70, 72, 73 a 74 a kostel za čp. 72.

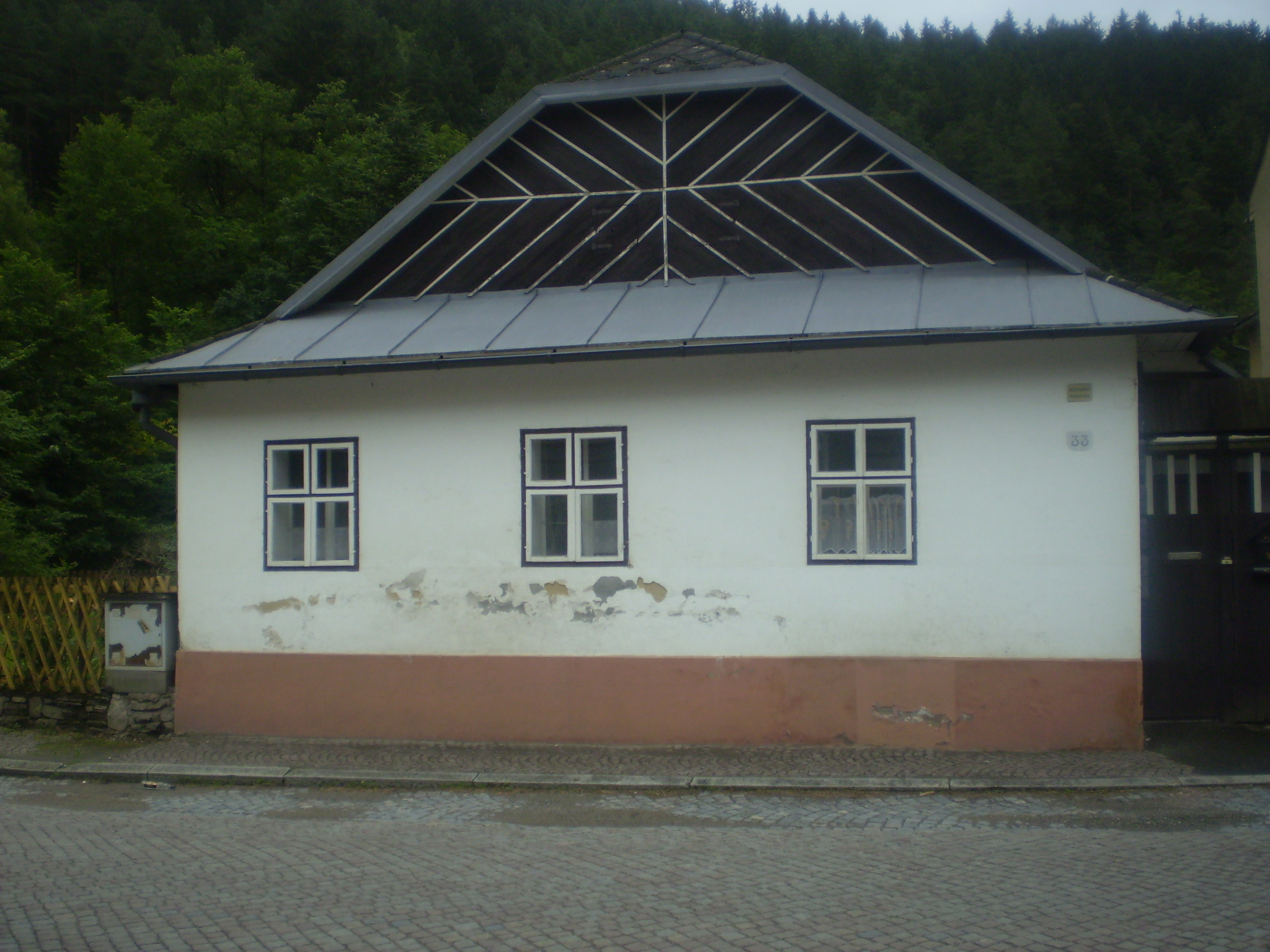
Dům čp. 33 v Mostní ulici

V průběhu 2. poloviny 15. a v 16. století se postupně zástavba Jimramova rozšiřovala, vznikla mj. dnešní Mostní ulice. Pod obcí byl v této době postaven dům čp. 99 a v současném parku Bludník zanikly grunty čp. 44 a 45. V prolukách již vystavěných domů vznikly další domy – čp. 14, 16, 23, 43, 55, 69 a 71 – nazývané podsedky. V Mostní ulici došlo k výstavbě domů čp. 30, 31, 32, 33 a Mostní mlýn (čp. 34). Přesná doba vzniku mlýna není přesně známa, poprvé se objevuje až v roce 1589. V řadě zástavby domů na náměstí pod kostelem byla postavena čp. 76, 77, 78, 80, 81, 82, 83 a 84 a v dolní části náměstí čp. 8, 9 a 10.

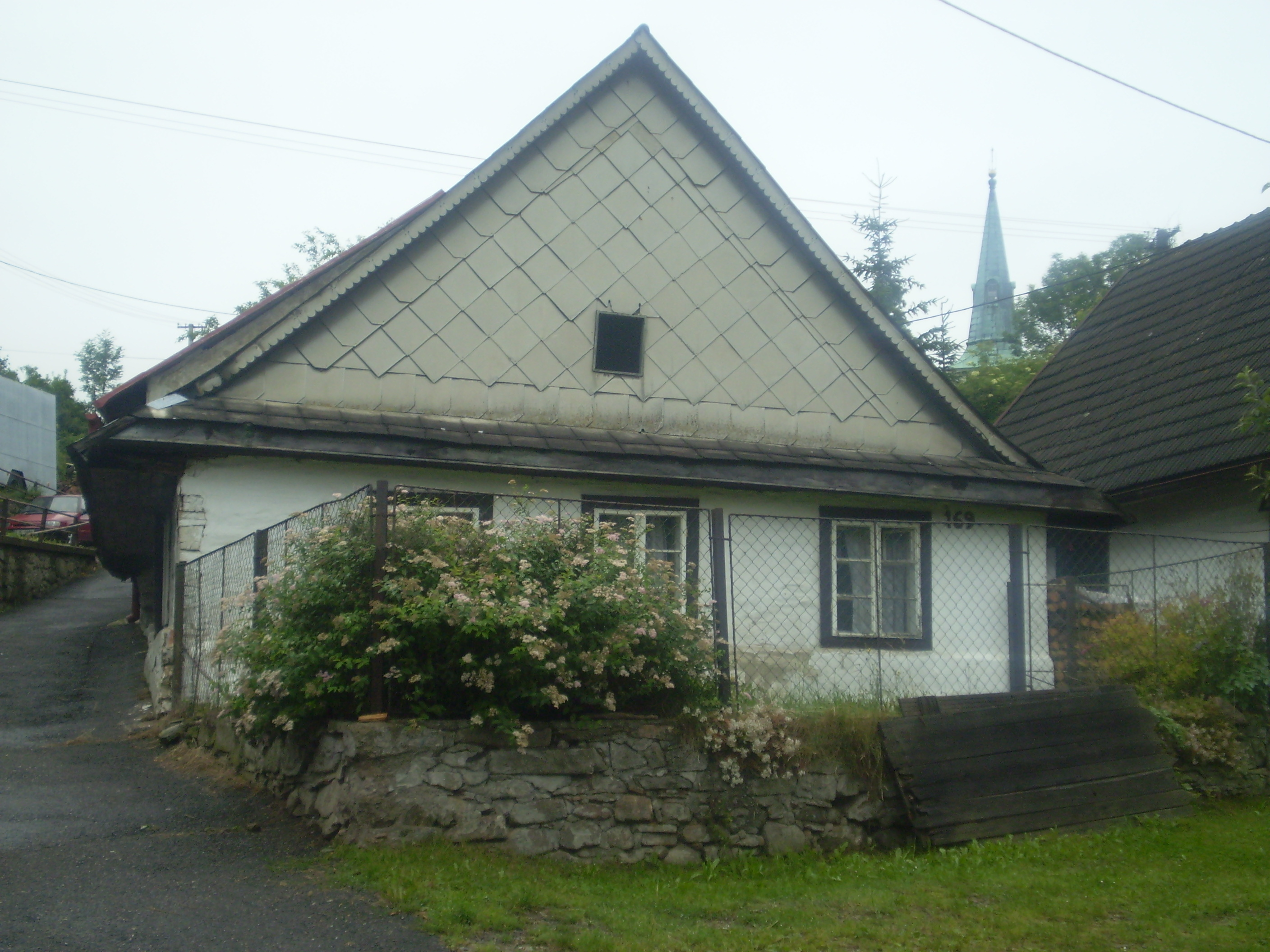
Dům čp. 169

Emil Čermák svůj výzkum zástavby dovedl až do roku 1590. Tento rok vybral záměrně, neboť dřívější záznamy o domech byly zničeny při požáru Jimramova v roce 1589. Pavel Katharin z Katharu nechal obnovit vedení gruntovních knih, takže majitele domů z následujících období již můžeme identifikovat mnohem spolehlivěji. V roce 1631 se na dlužním úpise uvádí přesný popis Jimramova v době třicetileté války. Tehdy zde stál svobodný dům Voršily Rychnovské z Louňovic, 14 hospodářských usedlostí, 32 podsedků a 14 chalup, kostel, fara a škola. Na plánku městečka z let 1746–1771 lze vidět zastavění dalších proluk, také vznikla dnešní Pavlovická ulice (tehdy zvaná Horní), Dolní ulice a zastavěn byl i prostor mezi nimi a domem čp. 99 (katovna). Na svahu Padělku nad kapličkou vznikl kostel sv. Matouše. Po vydání tolerančního patentu vznikl také evangelický kostel a v roce 1790 také hřbitov. V období 17. a 18. století vznikla řada domů, z nichž k nejzajímavějším patří domy čp. 13, 148, domy v Hliníku čp. 134, 149 a 169, představující doklad o podobě původní zástavby z konce 18. století, dále domy čp. 108, 145, 162, 190 a 153 u Sola.
Od počátku osídlení vznikala v okolí zámku řada stavení, v nichž bydleli lidé zajišťující provoz hospodářského dvora. Jednalo se tyto budovy:
- čp. 51 – panský sklep a kovárna
- čp. 57 – koželužna, poté kovárna
- čp. 59 – pivovar

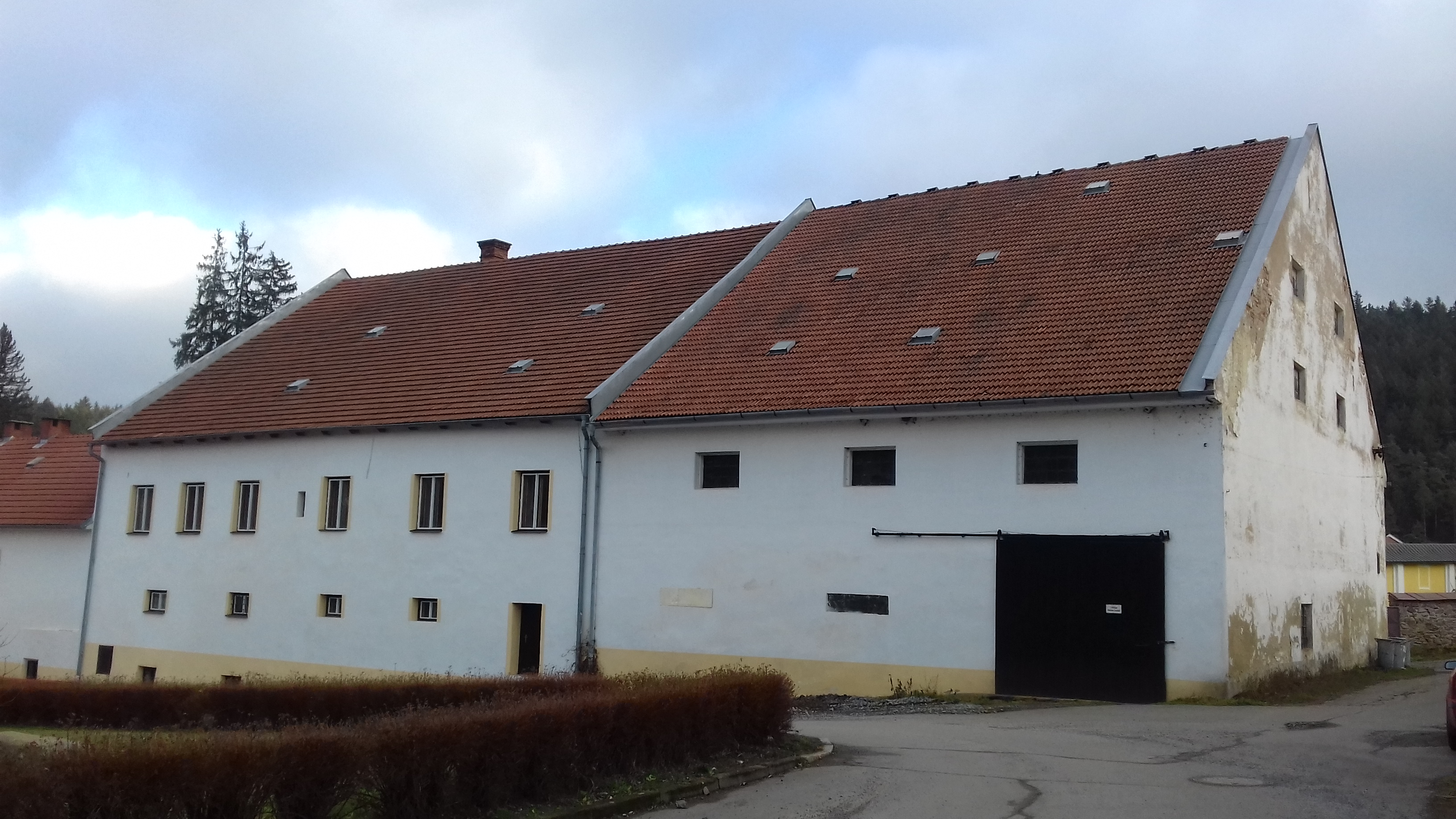
Budova bývalého pivovaru (čp. 59)

- čp. 60 – zámecký mlýn (dnes zaniklý)
- čp. 61 – stáje se stodolou, část později upravena na starou palírnu
- čp. 62 – kovárna
- čp. 63 – bednárna (v letech 1783–1800)
- čp. 64 – do roku 1733 obydlí panského zahradníka, poté panský sklep a sýpka U Floriána
- čp. 66 – nová palírna
- čp. 143 – dříve zámecký mlýn, později číslo přeneseno na stodolu u staré hasičské zbrojnice
- čp. 153 u Sola – byt panského myslivce, poté ovčáka
- čp. 165 – byt panského zvěrolékaře, poté zámečníka; do roku 1915 zde býval tzv. herberk (ubytovna vandrujících tovaryšů)
- čp. 183 – panská tírna a pazderna Kolotoč
- čp. 201 – obydlí šafáře.[33]

Z dalších objektů patřila vrchnosti také cihelna z 16. století, fungující do roku 1940 (s krátkým obnovením provozu po roce 1945) a také areál střelnice u Sola. K postavení střelnice došlo okolo roku 1820 a využíval ji jimramovský střelecký spolek a po roce 1848 i zdejší oddíl Národní gardy. Areál, jehož součástí byla i kuželna, sklep a přístřešek s výčepem, po zániku střeleckého spolku využívali jimramovští občané k zábavám. Po roce 1945 zchátralá budova střelnice zanikla. Dnes zpustlý areál využívala také tělocvičná jednota Orel jako letní cvičiště.

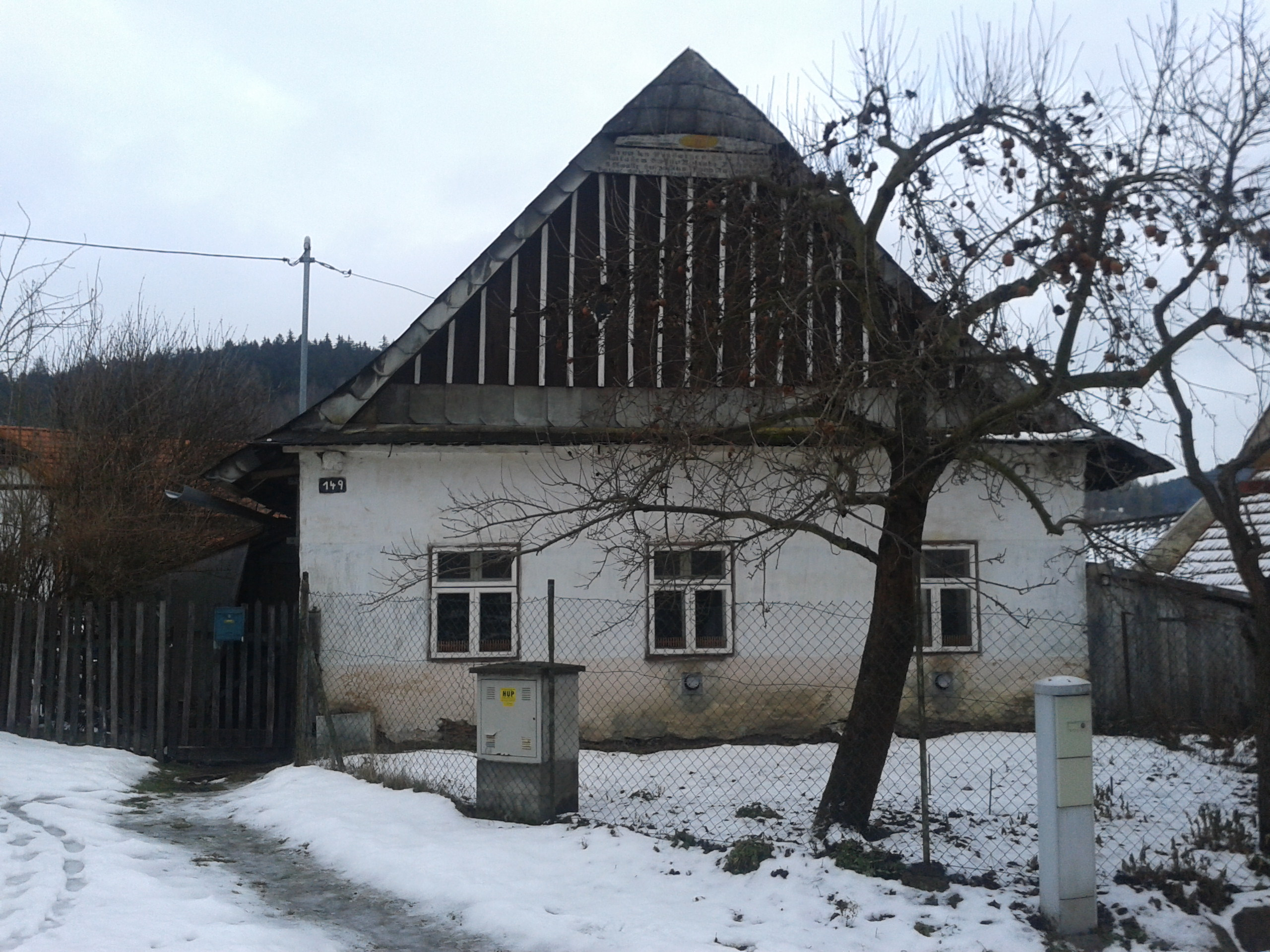
Dům čp. 149

Podobu Jimramova v polovině 18. století zachycuje obraz, dnes umístěný v Síni rodáků. Dominantou centra městečka byl zámek, v té době s přestavěným severním průčelím. Přestavěn byl i sousední katolický kostel, spojený se zámkem nadzemní chodbou. Jen málo staveb v centru mělo pevné zdivo. Jednalo se především o radnici a katolickou faru. Rozlohou se k největším řadily domy čp. 18 a 20. Panský dům byl v této době pouze přízemní, teprve v roce 1939 prošel přestavbou, při němž přibylo i první patro.
Osmnácté století bylo celkově velmi příznivé pro rozvoj Jimramova. Zatímco v roce 1700 zde stálo asi 80 domů, o sto let později jich bylo 158 a počet obyvatel se dostal přes jeden tisíc. Na konci století došlo také zastavění volných prostranství mezi jednotlivými domy na náměstí, čímž vznikla souvislá zástavba. Na řadě domů se do lomenic zapisovaly údaje o jejich stavbě. V Jimramově se dochovaly především u domů čp. 145 a 149.
V 70. letech 18. století se zavedlo číslování domů. Jelikož v této době vrchnost přijížděla do městečka cestou od Kunštátu, začalo se číslováním domů odtud. Číslo 1 tak nesla usedlost v Dolní ulici za mostem přes řeku Svratku.

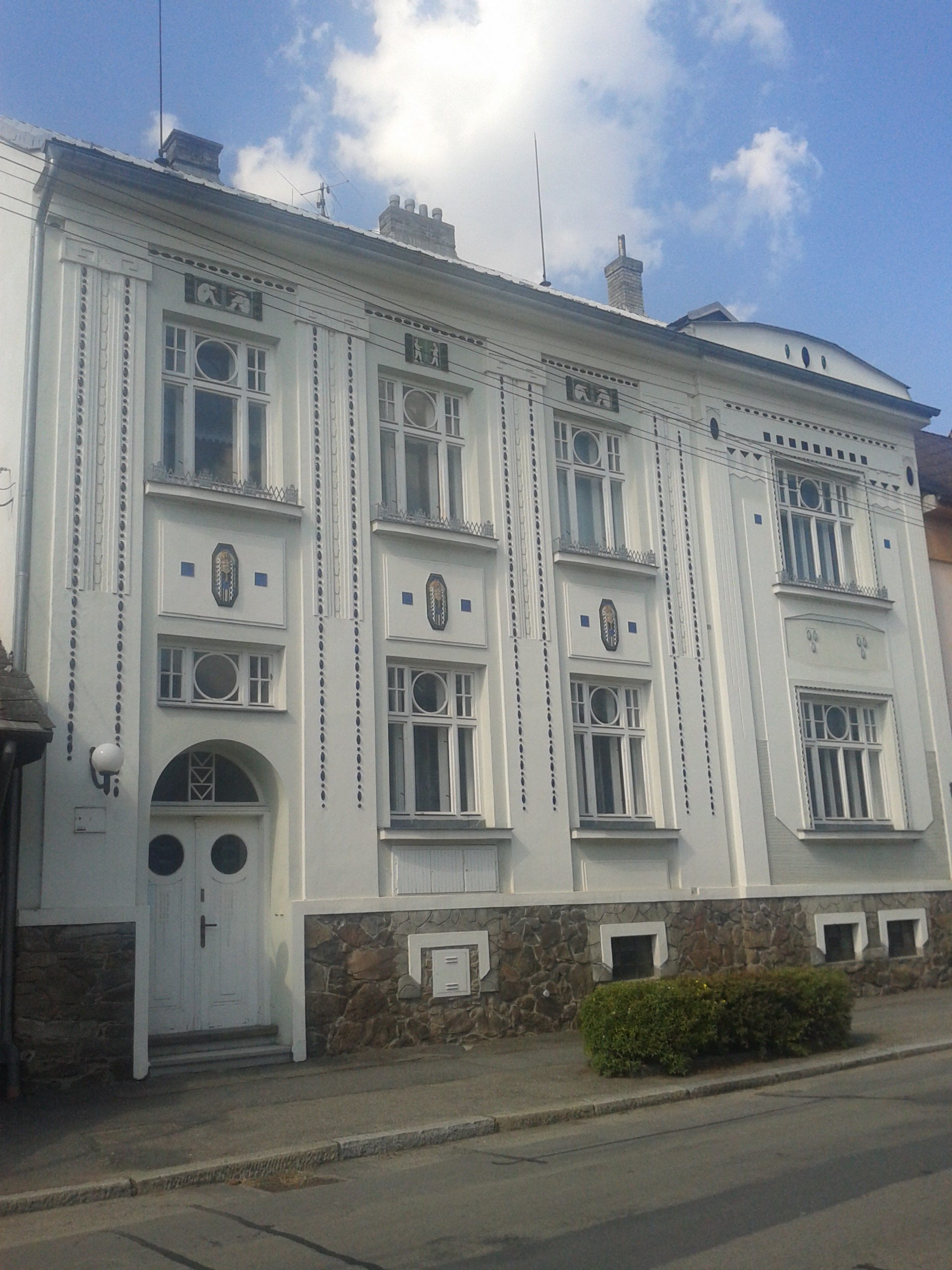
Dům čp. 93 stavitele Veselského

Další svědectví o vývoji zástavby Jimramova přináší katastrální mapa z roku 1835. Ta mimo jiné zachycuje výstavbu podél Svratky v lokalitě Žabárna a domy na kostelem u cesty při mlýnském náhonu k Hornímu mlýnu, které položily základ dnešní Panské ulici. Zdejší stavby jsou situovány do svahu, takže se jedná o tzv. polozemnice. Dnes již většina zdejších domů není trvale obydlena a řada z nich chátrá – v roce 2009 došlo k demolici domů (resp. dvojdomu) čp. 125 a 219. V tomto období také proběhla stavba domů v okolí kaple sv. Matouše a také dům čp. 115, zv. Špýchar. K jeho zřízení došlo za Josefa II. po roce 1780, aby v případě neúrody byly zajištěny zásoby pro obživu obyvatel. S rozvojem dopravy význam špýcharů klesal, takže ani tomu jimramovskému se nevyhnulo zrušení. Později prošel přestavbou na byty.
V roce 1907 započala stavba textilní továrny na Benátkách. Jako zázemí pro pracovníky továrny byla na poli za městečkem nad Horkou vystavěna dnešní osada Domky (čp. 221–229), tehdy nazývaná Židenice.
Zástavbu z počátku 20. století výrazně poznamenala secese. V roce 1910 vznikl za kaplí dům čp. 140, který si nechal postavit tehdejší ředitel měšťanské školy Josef Ondruška. Ve stejném roce a ve stejném slohu také vznikla budova měšťanské školy, tvořící základ dnešní základní školy. Řada domů prošla pouze secesními úpravami. Mezi ně patří např. dům čp. 93 stavitele Veselského z roku 1911 a dále domy čp. 40, 67 a 133.

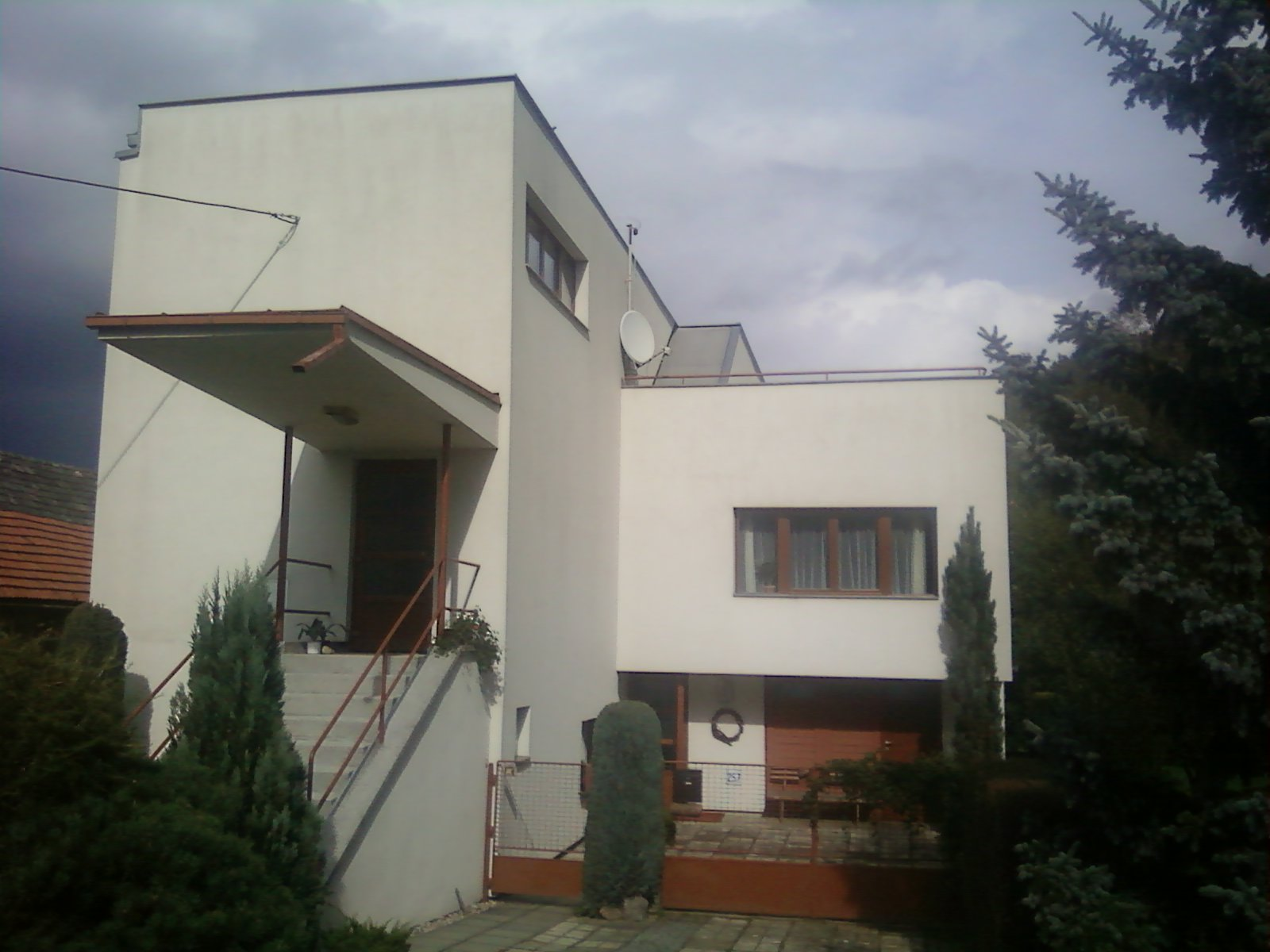
Vila Josefa Železného

Po regulaci Svratky v letech 1926–1927 došlo k uvolnění prostoru u řeky, díky čemuž ve 30. letech vznikly dnešní ulice Říční a Strachujovská. V této době byla postavena mimo jiné i funkcionalistická vila Josefa Železného s ocelovou konstrukcí. Jelikož však nedošlo k předpokládanému masovému rozšíření tohoto typu staveb, jedná se jedinou takovou stavbu mimo Prahu. Zároveň bývá vila řazena mezi nejhodnotnější funkcionalistické stavby v kraji. Až do začátku druhé světové války docházelo k postupným přestavbám domů na náměstí a k výstavbě nových domů v dnešní Borovnické ulici.
50. léta 20. století se opět nesla ve znamení rozšiřování jimramovské zástavby. Z té doby pochází především rodinné domky na Padělku ke hrobce Belcrediů a následně i ke školnímu areálu. Ten byl postupně rozšiřován až na konci století dostal současnou podobu. V 70. letech vznikla při silnici na Nový Jimramov čerpací stanice (čp. 315). Ve stejné době došlo k zastavění prostranství po trojici zaniklých domů naproti bývalé Koruně, kdy bylo postaveno nákupní středisko. Do přístavby (čp. 326) se přesunula lékárna, nacházející se dříve v domě čp. 11. Do konce 20. století přibyly nové domy v Sytinách a u Fryšávky.

## Jimramov na mapách
Jimramov se poprvé objevuje roku 1518 na Klaudiánově mapě Čech. Označen je zde jako Gimramow a nachází se vlevo uprostřed. Uveden byl hlavně díky tomu, že leží na zemské hranici a na křižovatce cest mezi Čechami a Moravou. Roku 1575 je na mapě poprvé uveden pod německým názvem Ingrowitz a pod stejným názvem se objevuje i na dalších mapách, např. na mapě Čech z roku 1585 od Bernarda Mercatora, na které je zakreslen hluboko na českém území. To vedlo k domněnkám, že se jedná o staré české město. Jimramov je také uveden na Komenského mapě Moravy ze 17. století a to pod českým i německým názvem.

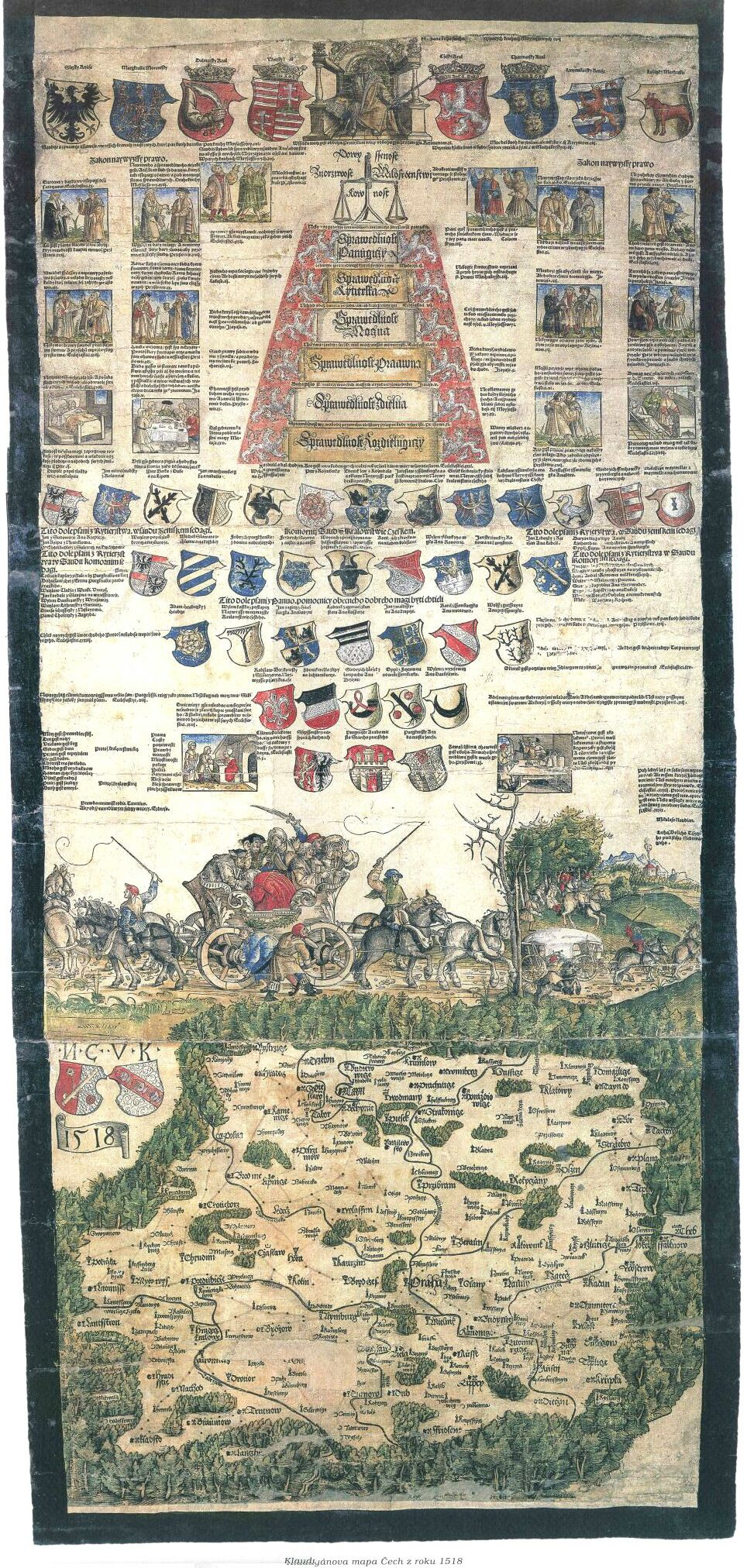
Klaudiánova mapa Čech
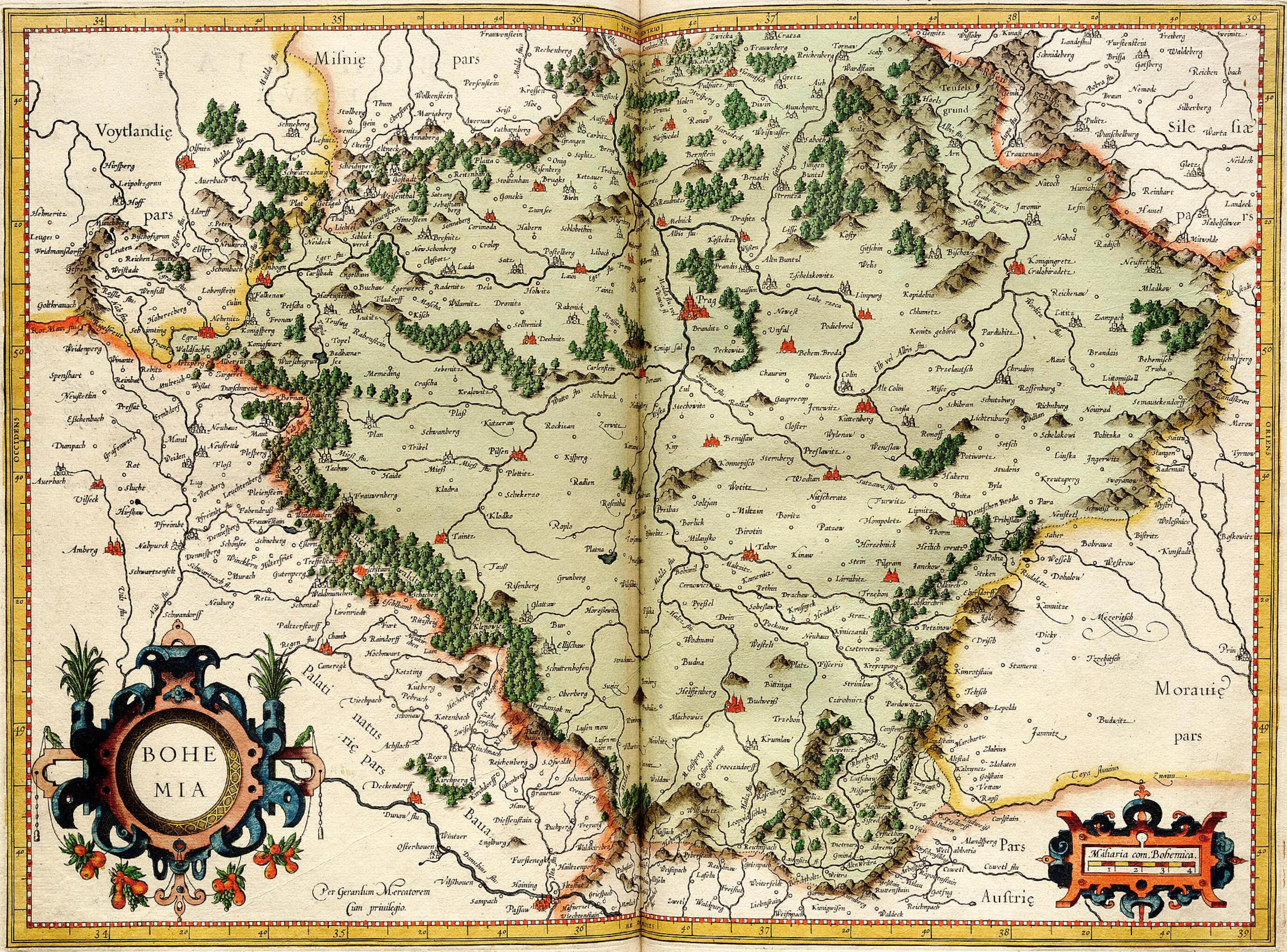
Mercatorova mapa
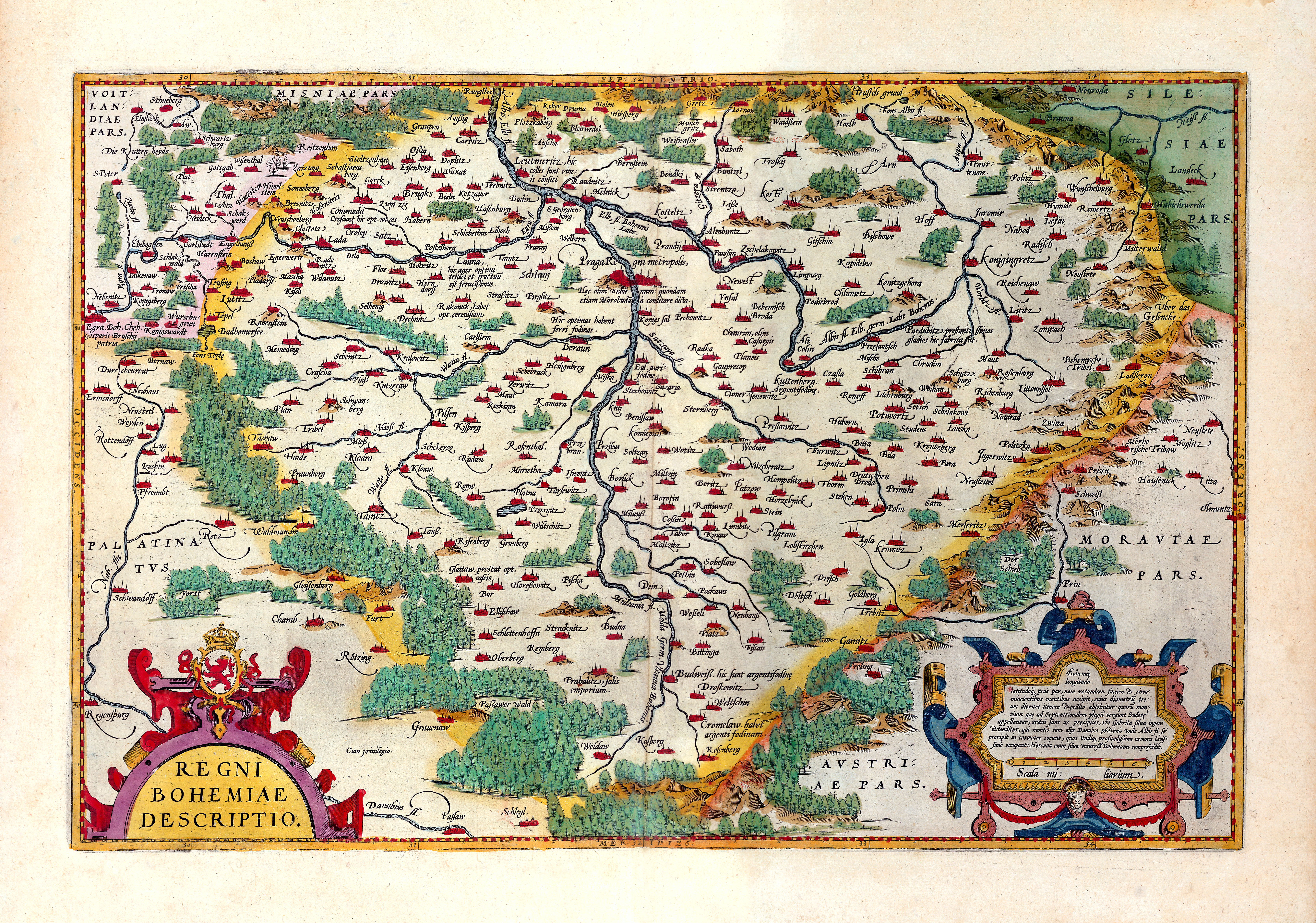
Mapa Čech (1590)
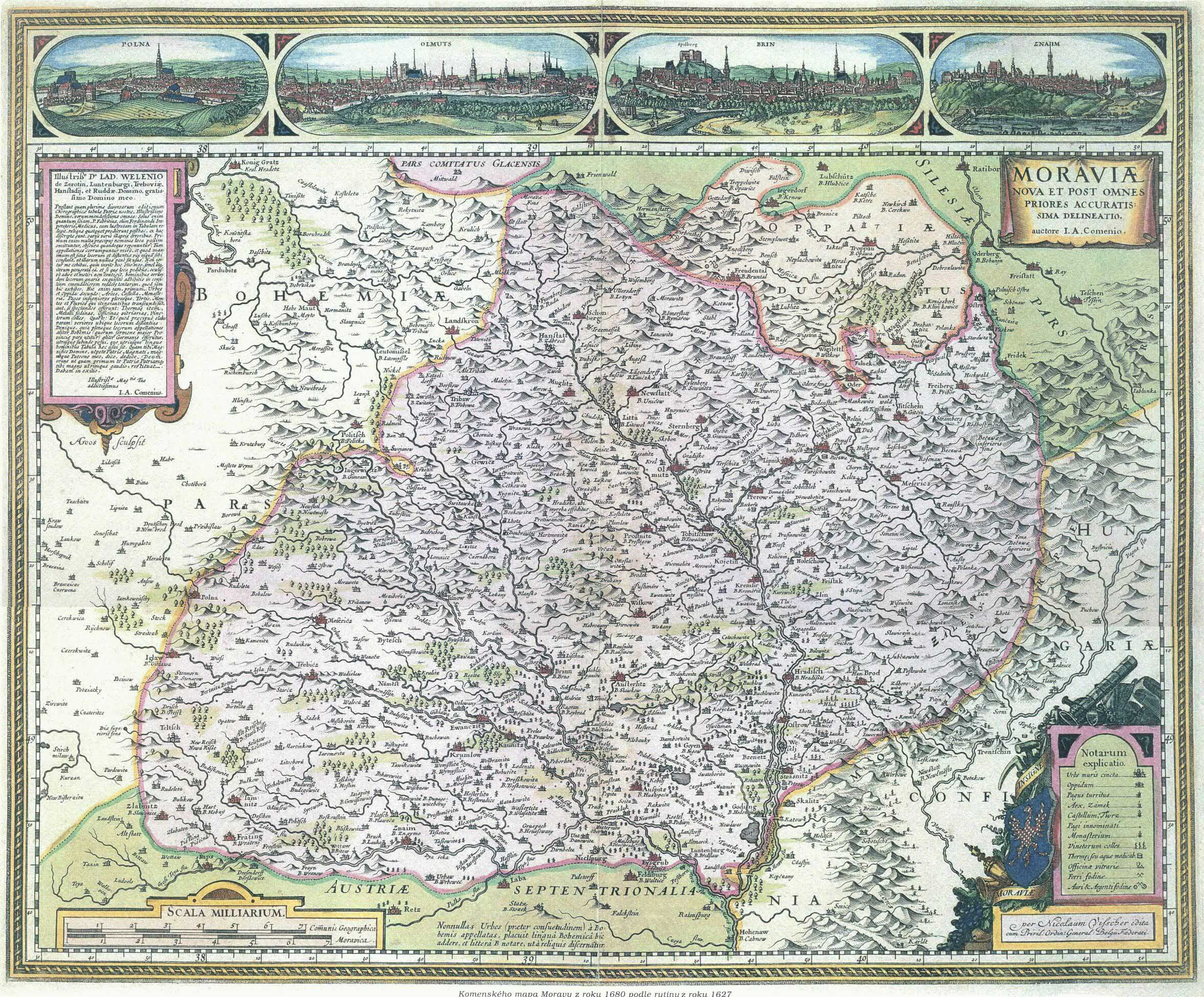
Komenského mapa Moravy

## Jimramovské kroniky

### Letopisy městyse Jimramova od roku 1924
Jedná se o oficiální kroniku Jimramova, zřízenou na základě zákona o pamětních knihách obecních 80/1920 Sb. K roku 2015 se skládala ze čtyř částí.
Oficiální kronika byla založena v roce 1924 a její titul stranu vyzdobil Emil Nečas. V tom roce však nebyl zvolen kronikář a proto radní Mgr. F. Polák do ní zapsal pouze seznam zemřelých a padlých vojáků za první světové války. Později do ní byl přidán nekrolog jimramovského rodáka Emila Mašíka. Ke zvolení kronikáře došlo až 9. února 1928 a byl jím vybrán náměstek starosty Karel Bukáček. Ten do kroniky na základě poznámek obecního úředníka doplnil události z let 1924–1928. Kronikářem zůstal do roku 1937 a poté ho na jeden rok vystřídal Josef Groulík. Během protektorátu nebyla kronika vedena, teprve po osvobození události dopsal Josef Pavelka (kronikářem do roku 1950). Posledním kronikářem první části byl ing. Josef Bím, který ji dovedl do roku 1955.
Od roku 1956 začal Josef Bím psát druhou část jimramovské kroniky, jejíž titulní list vyzdobil tehdejší ředitel jimramovské školy Ladislav Procházka, který kroniku po odchodu do důchodu v roce 1958 převzal a vedl ji do roku 1971. Následně se vystřídali další dva kronikáři – Zdeněk Uherka (1971–1973) a Stanislava Strouhalová (roz. Bímová; 1974–1977) – a druhou část v roce 1985 zakončil Jan Dědič (kronikářem od roku 1978).
Jan Dědič začal v roce 1986 psát i třetí část kroniky a dovedl ji do roku 1990. V letech 1991–1993 byl Jimramov bez kronikáře, události doplnil až v roce 1994 jmenovaný nový kronikář Pavel Novotný. Třetí část byla dovedena do roku 2006.
Zatím poslední část jimramovské kroniky se začala psát v roce 2007 a je vedena do současnosti. Jejím autorem je Pavel Novotný, titulní list pak vytvořil Josef Dobiáš.

### Další knihy s charakterem kroniky
Kromě oficiální jimramovské kroniky existuje řada knih, které se snažili zmapovat historii Jimramov formou kroniky. Patrně tou nejstarší je Kniha pamětní městečka Jimramova, k jejímuž založení došlo 10. listopadu 1821 a je dovedena do roku 1849. Dnes je uložena v okresním archivu ve Žďáru nad Sázavou. V roce 1899 poličské nakladatelství Popelka vydalo publikaci Paměti městečka Jimramova, kterou podle zápisků mons. J. Havránka sepsal F. Still. Když se v roce 1945 rozhodl jimramovský kronikář Josef Pavelka o sepsání mnohem širší kroniky, která by mapovala historii městyse od jeho založení, staly se právě Havránkovy paměti jedním z jeho zdrojů. Kromě toho čerpal i podkladů dr. Emila Čermáka, které byly později vydány pod názvem Kronika Zubří země, dále pak z Pamětí spisovatele Broučků od Jana Karafiáta, z kroniky Adolfa Ženatého z let 1859–1885 a především z farních a školních kronik a z Vlastivědy moravské. V Kronice zubří země se však neobjevili veškeré poznámky Emila Čermáka. Ty, pod názvem Velká kniha jimramovská, patrně opsal a rozšířil Karel Pohořelý.

## Přírodní poměry

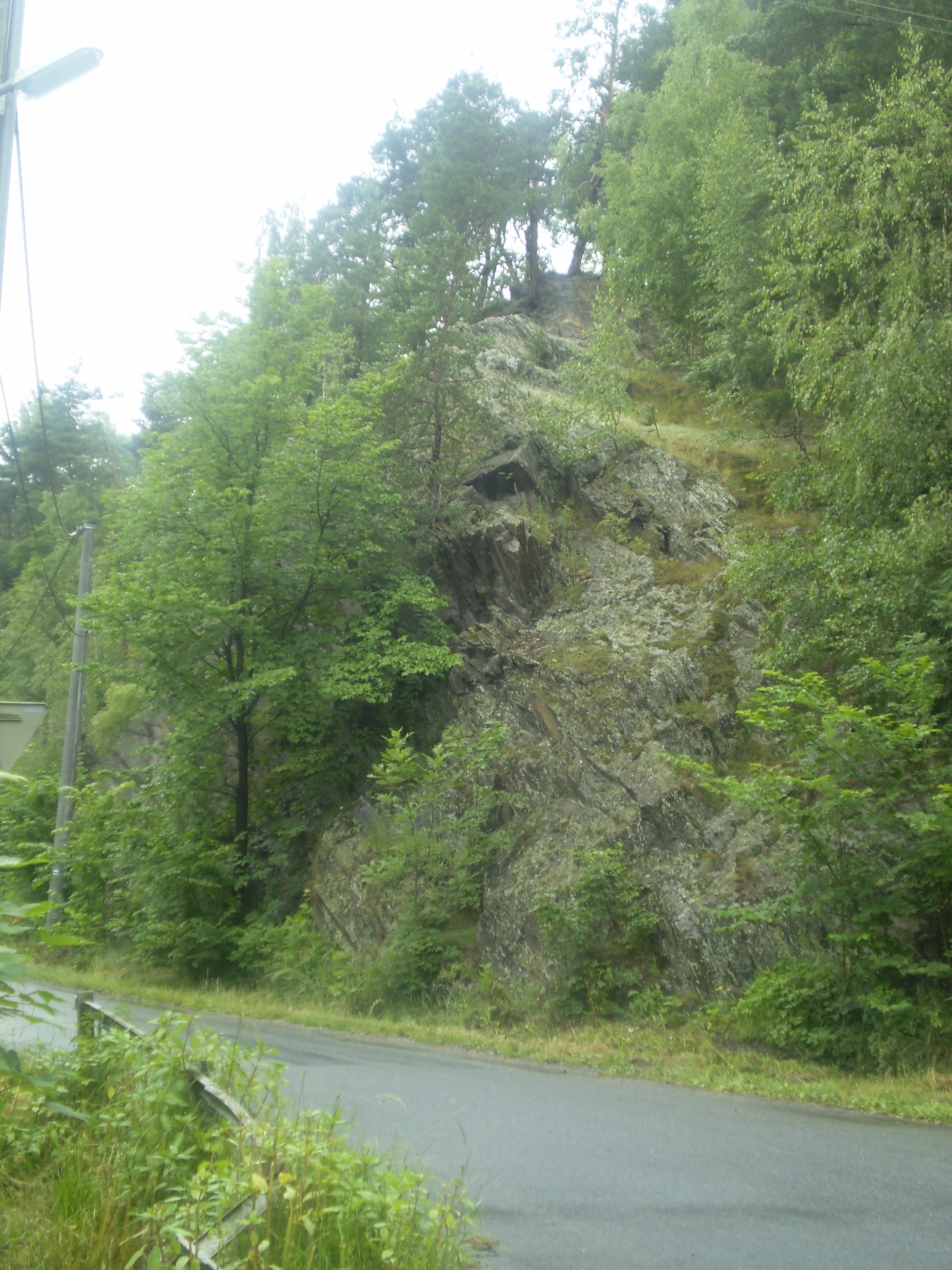
Skála Kabačka

Jimramov leží v údolí, nad kterým se tyčí řada vrcholů. Nejznámější je trojice Padělek, Prosička a Holý vrch, která se dostala do znaku města. Od Sedlišť je oddělen Kabačkou a od Trhonic Horou. Mezi osadou Domky, zahrádkářskou kolonií a Jimramovem najdeme Žákův kopec. K Jimramovu patří i samota V Bombaji (také uváděna pouze jako Bombaj), ležící v údolí bezejmenného přítoku Svratky a obklopená Holým vrchem, Chocholíkem a Mášovým kopcem.
Řada lokalit v Jimramově a jeho okolí nese pomístní označení a běžně se s nimi nesetkáme. Můžeme se s nimi však setkat např. v regionální či místní literatuře. Jednou z lokalit, kde se setkáváme s větším množstvím pomístních názvu, čímž dochází k rozdělení na části, je rozlehlý vrch Padělek. Jeho jednotlivé části nesou pojmenování Přední Padělek, Zadní Padělek a Pilničky; označení pro vrcholovou část (Na Hřebeni) a sráz spadající do údolí Fryšávky (Markova dolina) se dnes již nepoužívají. Často se také objevuje název Sytiny, označující východní svahy Holého vrchu. Svá pomístní označení nesou i některé skalní útvary. Asi nejznámějším takovým případem je skála Kabačka, pojmenovaná podle stejnojmenného kopce. Pro skálu ležící na protější straně potoka se užívá název Kotkovice a do poloviny 20. století se pro nedaleký okraj lesa běžně používal název Hana; obě lokality jsou spojeny s dnes již téměř zapomenutou pověstí o Haně. Pro skupinu skal ve Smrčinách, v údolí Fryšávky u Nového Jimramova, se vžilo pojmenování Vopičkovy skály. Jedním z nejstarších pomístních názvů je Pilátka, označující svah a návrší nad zahradnictvím. Název je odvozen od majitele Vávry Piláta, jenž zde hospodařil od roku 1629.

### Vzdychánky
Vzdychánky je staré, dnes již téměř zapomenuté, pojmenování údolí Malého Trhonického potoka (označovaného také jako Vzdychánek) mezi Kabačkou a Horou. Malý Trhonický potok má trojici pramenných větví – jedna přichází z jihovýchodních svahů Bezděku, druhá z olšin u Trhonic a třetí z lesů severně od Trhonic. Stékají se u kamenného mostku, stojícího v místech staré cesty z Jimramova na Korouhev. Potok následně teče širokým údolím, který se u Jimramova zužuje mezi svahy Kabačky a Hory. Dodnes potůček tvoří přirozenou hranici mezi katastrálními územími Trhonice a Sedliště.
V minulosti oblíbené výletní místo obyvatel Jimramova se zcela změnilo po vybudování nové silnice na Korouhev v letech 1936–1946. Ve spodní části potoka došlo k jeho narovnání a ke zpevnění břehů kamennou dlažbou. Následovala řada dalších úprav a oprav, především z důvodu narušení vozovky. Původní stav Vzdychánků zůstal pouze v délce asi 30 m nad mostkem (stav v roce 2005).
V údolí a v okolí potůčku roste řada druhů květin – prvosenky, sasanky, slezníky, kuklíky, oměje, dříve zde bylo možné najít i ocúny a pod Chládkovou vápenkou i vstavače. Nacházela se zde také jediná lokalita výskytu žluťuchy orlíčkolisté na Jimramovsku, dnes zachované spolu s lokalitou oměje v neupravené části nedaleko zmíněného mostku.

### Vodstvo

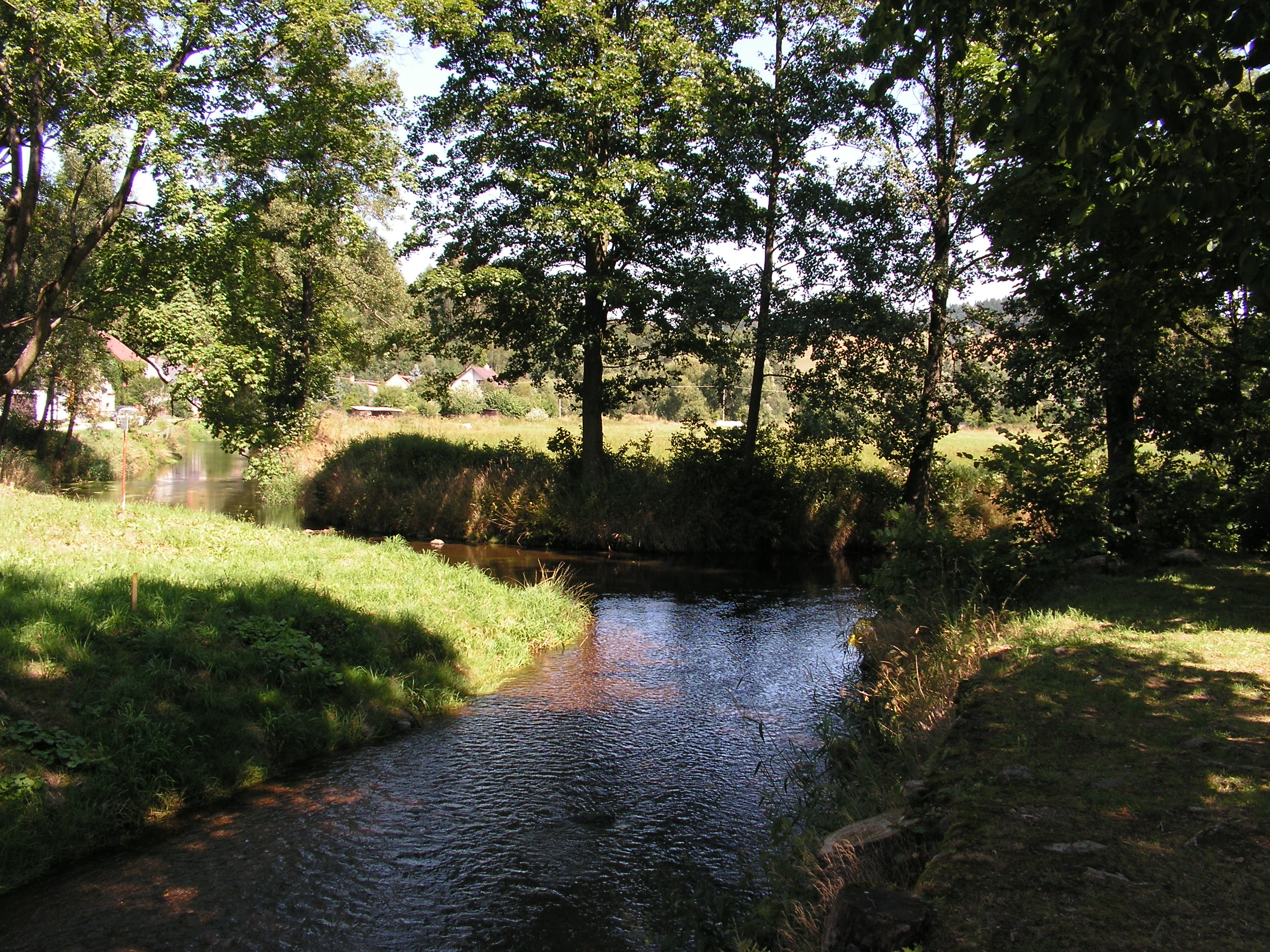
Soutok Svratky a Fryšávky od Bludníku

Nedaleko centra městysu, na okraji zámeckého parku Bludník, se nachází soutok Svratky a Fryšávky. Ten se až do období let 1680–1687 nacházel pod Kabačkou, v této době Filip Novohradský z Kolovrat nechal přeložit tok Svratky do současné podoby. Současnému korytu Svratky předcházel náhon, který přiváděl vodu na tzv. Mostní mlýn. Část tohoto náhonu je dodnes patrná pod Kabačkou. Kousek od současného soutoku Svratky a Fryšávky jsou viditelné poslední zbytky náhonu, který přiváděl vodu z Fryšávky na Horní a dnes již zaniklý Zámecký mlýn. Rozhodnutí o jeho zasypání bylo vydáno 11. února 1957, k realizaci došlo v 80. letech 20. století.
Kousek od lokality Žabárna se do Svratky vlévá Sedlišťský potok, přivádějící vodu ze svahu kopce Bezděk. Nedaleko Kabačky a Poličského mostu se vlévá Malý Trhonický potok (objevuje se také jako Hraniční potok, Vzdychánek, Trhonský potok či potok Vápenka, ačkoliv poslední název se objevuje pouze v jediném případě). Trhonický potok, ve 13. století nazýván Strachwiow, se do Svratky vlévá o něco dále po jejím proudu, nicméně tento potok protéká částí Benátky, tedy nikoliv Jimramovem. Posledním přítokem Svratky v Jimramově je Věcovský potok, ústící nedaleko zahrádkářské kolonie ve Strachujovské ulici a autobusové zastávky Jimramov, zahradnictví.
U Jimramova se také rozkládá dvojice rybníků, každý leží na jiném břehu Svratky. Bližší, nacházející přes řeku naproti zahrádkářské kolonie, se jmenuje Bukáčkův kout, byl vybudován v roce 2005, slouží jako přírodní koupaliště a využívá jej i jimramovský rybářský svaz. O něco dále směrem na Strachujov, na pravém břehu Svratky, najdeme Jimramovský rybník, kterým protéká Věcovský potok. Kousek od něho se nachází zbytky dalšího rybníka, momentálně vypuštěného. Také tímto místem protéká věcovský potok. V minulosti se přímo u zámeckého areálu nacházela řada dalších rybníků (jeden např. v místech dnešního dětského hřiště a stával u něho Zámecký mlýn, dalších v místech dnešního fotbalové hřiště), které pravděpodobně tvořily obrannou soustavu první jimramovské tvrze, jejíž lokace je dosud neznámá.

## Obyvatelstvo

### Vývoj počtu obyvatel
| Rok            | 1869 | 1880 | 1890 | 1900 | 1910 | 1921 | 1930 | 1950 | 1961 | 1970 | 1980 | 1991 | 2001 | 2011 |
| -------------- | ---- | ---- | ---- | ---- | ---- | ---- | ---- | ---- | ---- | ---- | ---- | ---- | ---- | ---- |
| Počet obyvatel | 2233 | 2307 | 2300 | 2328 | 2421 | 2332 | 2216 | 1723 | 1796 | 1628 | 1454 | 1290 | 1211 | 1169 |

### Náboženský život v Jimramově
Neoddělitelnou součástí historie i současnosti je náboženský život. Jan Dubský z Třebomyslic se během svých zahraničních cest setkával protestanty augsburského (luteránského) vyznání. Roku 1608 vydal církevní řád, tzv. Artikule, kde v sedmnácti bodech určil zásady církevního života, náboženské výchovy a vztahů mezi farářem a učitelem, včetně hmotné odpovědnosti. Tímto krokem se snažil předejít možným sporům mezi farářem a občany. Plné znění církevního řádu se v roce 1899 objevilo v díle Paměti městečka Jimramova od Msgr. J. Havránka. Dále ustanovil Sbor literátský, jehož úkolem bylo dohlížet na dodržování církevního řádu. Na financování církevních výdajů a na podporu nemajetných vedl sbor svoji pokladnici, která podle kronikáře Pavelky představovala jakousi první obdobu záložny. V roce 1631 došlo k jeho rozpuštění a zrušení artikulí, protože se podle císařské komise vztahovaly na luteránskou, tedy kacířskou, víru.
Za Jana Václava Novohradského z Kolovrat museli být poddaní stejné víry jako vrchnost, docházelo tedy k nuceným přechodům ke katolíkům. Jelikož řada z nich přechod pouze předstírala a na smrtelné posteli odmítali přijetí svátosti podle katolického obřadu, čímž jim byl odepřen církevní pohřeb. Příbuzní je následně pohřbívali na Padělku či na svých zahradách. Nekatolíci se scházeli na tajných bohoslužbách, uchovávali protestantské bible a náboženské spisy, které se do českých zemí šířily od emisarů ze Saska. Docházelo k pronásledování nekatolíků, byly jim zabavovány knihy a řada jich také byla zatčena.
K pronásledování protestantů docházelo i za Marie Anny Anežky z Nübern. Ačkoliv sama byla původně protestantka, stala se z ní horlivá katolička. Velmi aktivně, ale zároveň i nevybíravě, si v pronásledování počínal kaplan Ondřejec, který pro svoje (zejména verbální) útoky na protestanty musel nakonec městys opustit. Od roku 1723 probíhalo také v Jimramově pátrání po tzv. zapovězených knihách.
Na počátku 18. století bylo, na základě povolení papeže Klementa VI., založeno Bratrstvo sv. Barbory. V roce 1783 byl tento náboženský spolek na příkaz císaře Josefa II. zrušen.
K uvolnění situace došlo za Antonína Belcrediho. Ten rád vyhledával společnost obou jimramovských farářů, se kterými vedl diskuze. Údajně se měl zasadit o příchod evangelického faráře Michala Blažka, s nímž se seznámil v Líšni. Oba byli také členy zednářské lóže, která v Jimramově sídlila v domě Karafiátových (dnes Bistro); zda byl jejím členem také Jan Karafiát, není známo. Antonín Belcredi také přivedl do obce katolického faráře Matěje Josefa Sychru. Podle tehdejších předpisů nesměla mít evangelická modlitebna věž. Proto byl vyroben zvon z příspěvků obou církví, umístěn na věž katolického kostela a ten pak do roku 1916 svolával katolíky i evangelíky k bohoslužbám. Na zvoně se nacházel nápis: Od dobrodinců chrámu Páně jimramovského jak katolíků, tak helvetů dal se tento zvon odlít ve Sloupnici u Vaňka v roce 1819.

#### Katolická politická jednota

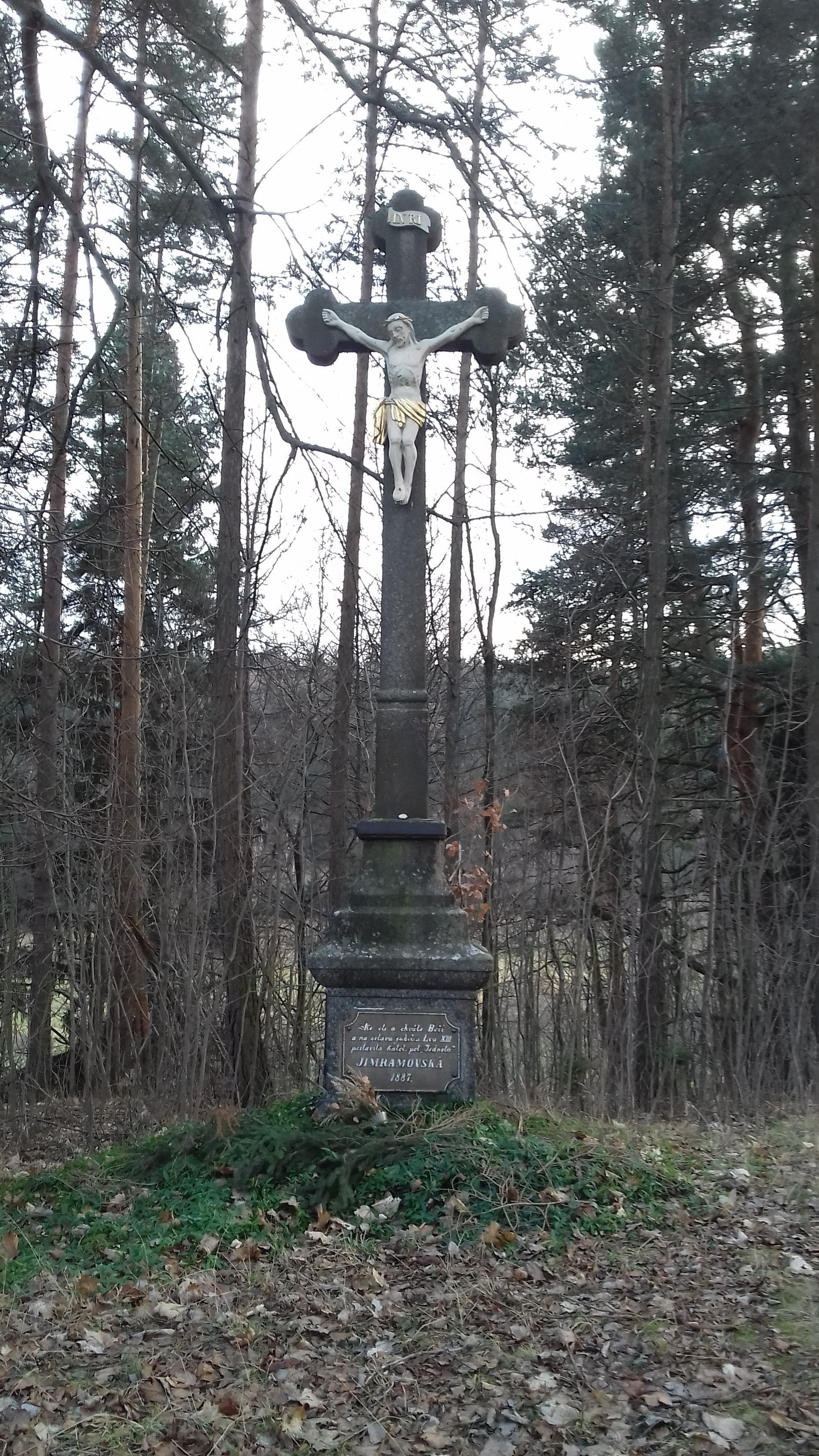
Kříž při staré silnici na Javorek, pozůstatek po činnosti Katolické politické jednoty

K založení Katolické politické jednoty došlo v Jimramově z popudu Mons. Havránka v roce 1870. První schůze se uskutečnila dne 18. prosince 1870. Brzy po založení měla více než 50 členů z Jimramova i okolních obcí. Projednávaly se zde všechny důležité otázky doby – převážně otázky školské, civilní sňatky či zakládání českých středních škol. Dále se členové věnovali politickému a státoprávnímu uspořádání Rakouska, především prosazování federalizace a zrovnoprávnění českého národa. Také byly vysílány deputace k zemskému sněmu a k říšské radě do Vídně. V roce 1873 se projednávalo zřízení akciové přádelny v Jimramově.
Velmi významné byla zdejší klubovna a čítárna, v níž se nacházelo velké množství časopisů, jako např. Hlas, Pokrok, Slovan, Humoristické listy, Svoboda, Obrana, Květy, Moravská orlice či Hospodářské noviny.
Jednota se také starala o pořádání slavností, pořádala lampionové průvody a organizovala náboženské slavnosti. Velkou zásluhu měla také na sepsání první kroniky Jimramova – Paměti městečka Jimramova. Původně jednota sídlila v patře pivovaru, od roku 1877 v panské budově u zámku. Po roce 1918 její činnost upadala až nakonec zanikla. Pozůstatkem její činnosti je kamenný kříž s deskou u staré silnice na Javorek nad údolím Fryšávky.

#### Zednářská lóže

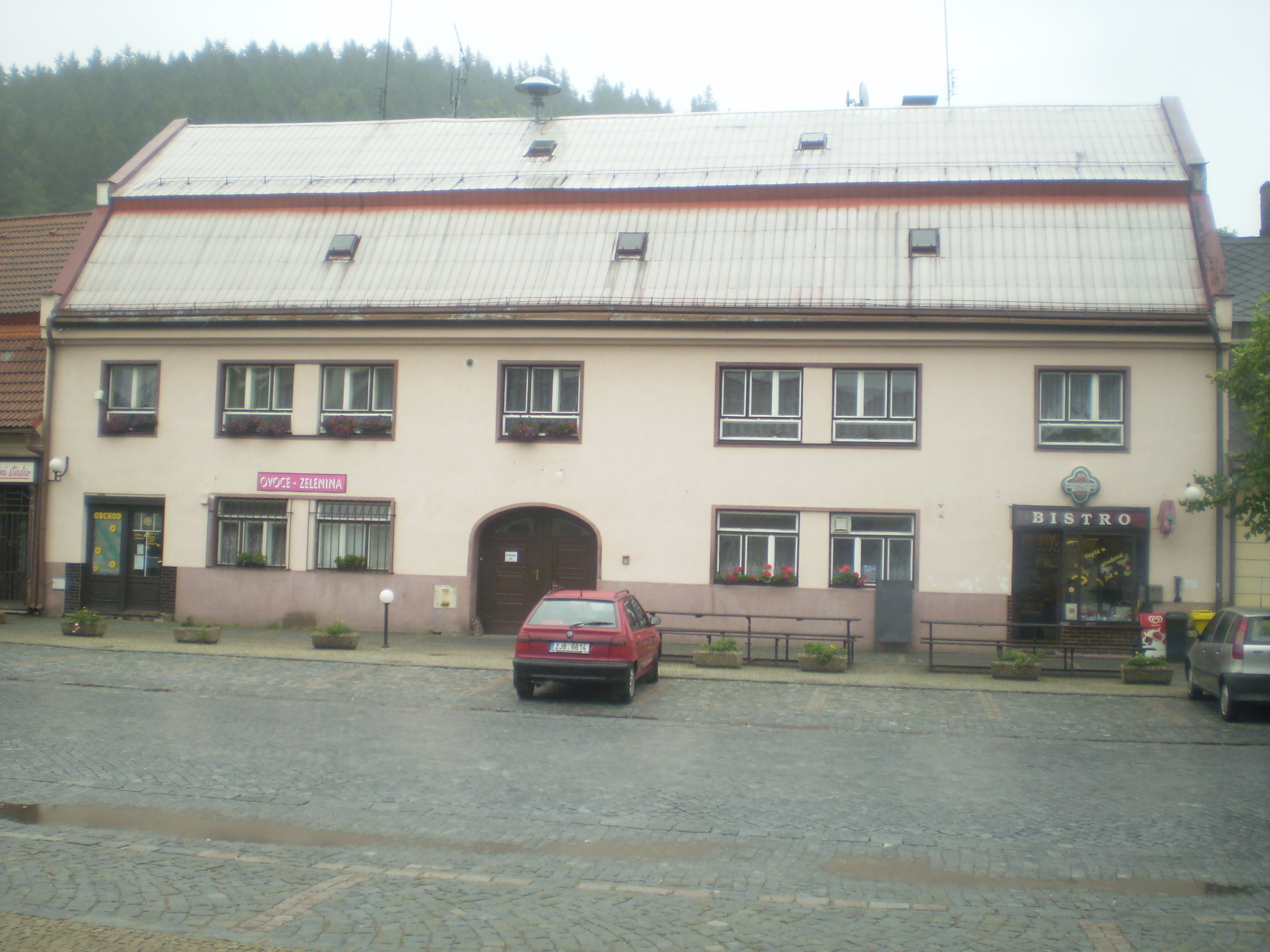
Budova čp. 18, kde sídlila zednářská lóže

Zednářská lóže byla založena kolem roku 1800 na popud Antonína Belcrediho. Mezi členy patřil i evangelický farář Michal Blažek. Sídlo lóže bylo v domě čp. 18 (dnes Bistro), který vlastnila rodina Karafiátových. Nacházelo se tu i kasino s časopisy a bohatě vybavenou knihovnou. Často sem chodil i Matěj Josef Sychra. Další osudy nejsou známy, proto se nedá s jistotou říci, zda existovala ještě v roce 1830, jak ji ve svých pamětech zmiňuje Jan Karafiát. Jisté je, že jeho rodina ještě v roce 1850 vlastnila obřadní knihu, roucho, meč a pečeť zednářského bratrstva.

## Obecní správa a politika

### Členění městyse

#### Katastrální území
- Jimramov
- Sedliště u Jimramova
- Trhonice
- Ubušín

#### Části
- Jimramov (k. ú. Jimramov)
- Ubušín (k. ú. Ubušín)
- Sedliště (k. ú. Sedliště u Jimramova)
- Trhonice (součást k. ú. Trhonice)
- Benátky (součást k. ú. Trhonice)

Z nich se na území Moravy nacházejí Jimramov a Ubušín, zatímco v Čechách Benátky, Trhonice a Sedliště.

### Zastupitelstvo a starosta
Jimramovské obecní zastupitelstvo má 15 členů, z toho 5 členů je zároveň členy obecní rady. V čele obce stojí starosta, kterého zastupuje zástupce starosty (místostarosta). V obci také funguje revizní komise a finanční komise.

#### Volby do obecního zastupitelstva 1990
Do obecních voleb 1990 postavila kandidátní listinu pouze trojice stran – Československá strana lidová (ČSL), Komunistická strana Československa (KSČ), Občanské fórum (OF) – a dvojice hnutí – Nezávislí kandidáti (NK) a Sdružení nezávislých kandidátů (SNK). Vítězem voleb se stalo OF (5 mandátů), druhé skončilo SNK (5 mandátů) a třetí ČSL (3 mandáty). Dva mandáty získala KSČ, NK ve volbách neuspěli. Starostou byl zvolen Jan Keller.
| Strana | Počet hlasů | %     | Mandáty | Mandáty z voleb 1990 | Bilance |
| ------ | ----------- | ----- | ------- | -------------------- | ------- |
| OF     | -           | 32,40 | 5       | -                    | -       |
| SNK    | -           | 29,50 | 5       | -                    | -       |
| ČSL    | -           | 22,40 | 3       | -                    | -       |
| KSČ    | -           | 14,40 | 2       | -                    | -       |
| NK     | -           | 1,20  | 0       | -                    | -       |

#### Volby do obecního zastupitelstva 1994
Do obecních voleb 1994 postavila kandidátní listinu pouze čtveřice stran – Křesťanská a demokratická unie – Československá strana lidová (KDU-ČSL; 15 kandidátů), Občanská demokratická strana (ODS; 15 kandidátů), SNK (15 kandidátů) a Česká strana sociálně demokratická (ČSSD; 6 kandidátů). Společnou kandidátku postavila Komunistická strana Čech a Moravy (KSČM) a NK (5 kandidátů). Vítězem voleb se stala ODS (5 mandátů), druhá skončila KDU-ČSL (4 mandáty) a třetí SNK (4 mandáty). Po jednom mandátu získali ČSSD a společná kandidátka KSČM a NK. Starostou byl znovu zvolen Jan Keller.
| Strana    | Počet hlasů | %     | Mandáty | Mandáty z voleb 1990 | Bilance |
| --------- | ----------- | ----- | ------- | -------------------- | ------- |
| ODS       | 3 683       | 32,04 | 5       | 0                    | +5      |
| KDU-ČSL   | 3 449       | 30,00 | 4       | 3                    | +1      |
| SNK       | 3 130       | 27,23 | 4       | 5                    | -1      |
| KSČM a NK | 815         | 7,09  | 1       | 0                    | +1      |
| ČSSD      | 418         | 3,64  | 1       | 0                    | +1      |

#### Volby do obecního zastupitelstva 1998
Do obecních voleb 1998 postavila kandidátní listinu pouze čtveřice stran – KDU-ČSL (15 kandidátů), ODS (15 kandidátů), SNK (10 kandidátů) a ČSSD (7 kandidátů). Josef Dobiáš kandidoval jako nezávislý. Volby vyhrála KDU-ČSL (6 mandátů), druhá skončila ODS (4 mandáty), třetí SNK (3 mandáty) a čtvrtá ČSSD (2 mandáty); Josef Dobiáš ve volbách neuspěl. Za starostu byl nově zvolen Pavel Kalášek, místostarostou Josef Mašík.
| Strana       | Počet hlasů | %     | Mandáty | Mandáty z voleb 1994 | Bilance |
| ------------ | ----------- | ----- | ------- | -------------------- | ------- |
| KDU-ČSL      | 3 743       | 41,18 | 6       | 4                    | +2      |
| ODS          | 2 088       | 22,97 | 4       | 5                    | -1      |
| SNK          | 1 708       | 18,79 | 3       | 4                    | -1      |
| ČSSD         | 1 265       | 13,92 | 2       | 1                    | 1       |
| Josef Dobiáš | 285         | 3,14  | 0       | 1                    | -1      |

#### Volby do obecního zastupitelstva 2002
Do obecních voleb 2002 postavily kandidátní listinu 2 strany a jeden subjekt – KDU-ČSL, ČSSD a Kandidáti místních částí Sedliště, Trhonice, Ubušín (KMČSTU). Obě kandidující strany postavily 15 kandidátů, subjekt pouze 12. Vítězem voleb se stala KDU-ČSL (8 mandátů), druhá skončila ČSSD (4 mandáty) a třetí Kandidáti místních částí (3 mandáty). Starostou byl zvolen Pavel Kalášek.
| Strana  | Počet hlasů | %     | Mandáty | Mandáty z voleb 1998 | Bilance |
| ------- | ----------- | ----- | ------- | -------------------- | ------- |
| KDU-ČSL | 4 082       | 47,47 | 8       | 6                    | +2      |
| ČSSD    | 2 519       | 29,29 | 4       | 2                    | +2      |
| KMČSTU  | 1 999       | 23,24 | 3       | 0                    | +3      |

#### Volby do obecního zastupitelstva 2006
V obecních volbách 2006 sestavila kandidátní listiny pouze dvojice stran a jeden subjekt – KDU-ČSL, ČSSD a Sdružení nezávislých kandidátů za Jimramov (SNKZJ). Všechny strany postavily 15 kandidátů. Vítězem voleb se stala KDU-ČSL (6 mandátů), druhá skončila ČSSD (5 mandátů) a třetí SNKZJ (4 mandáty). Starostou byl opětovně zvolen Pavel Kalášek.
| Strana  | Počet hlasů | %     | Mandáty | Mandáty z voleb 2002 | Bilance |
| ------- | ----------- | ----- | ------- | -------------------- | ------- |
| KDU-ČSL | 3 509       | 40,07 | 6       | 8                    | -2      |
| ČSSD    | 3 119       | 35,61 | 5       | 4                    | +1      |
| SNKZJ   | 2 130       | 24,32 | 4       | 0                    | +4      |

#### Volby do obecního zastupitelstva 2010
Také v obecních volbách 2010 sestavila kandidátní listiny pouze dvojice stran a jeden subjekt – KDU-ČSL, ČSSD a Nezávislí pro Jimramov (NPJ). KDU-ČSL postavila 15 kandidátů, ČSSD a NPJ 14. Vítězem voleb se stala KDU-ČSL (6 mandátů), druhá skončila ČSSD (5 mandátů) a o pouhý hlas třetí Nezávislí pro Jimramov (4 mandáty). Starostou byl nově zvolen Ing. Josef Homolka.
| Strana  | Počet hlasů | %     | Mandáty | Mandáty z voleb 2006 | Bilance |
| ------- | ----------- | ----- | ------- | -------------------- | ------- |
| KDU-ČSL | 3 156       | 39,62 | 6       | 6                    | 0       |
| ČSSD    | 2 405       | 30,19 | 5       | 5                    | 0       |
| NPJ     | 2 404       | 30,18 | 4       | 4                    | 0       |

#### Volby do obecního zastupitelstva 2014
Do voleb do zastupitelstva v roce 2014 nakonec kandidovala pouze jedna strana a jeden subjekt – KDU-ČSL a Nezávislí kandidáti (NK). Strana i hnutí zapsaly do voleb po 15 kandidátech. Vítězem se stala KDU-ČSL se ziskem 9 mandátů, Nezávislí kandidáti obdrželi mandátů 6. Starostou byl opětovně zvolen Ing. Josef Homolka.
| Strana  | Počet hlasů | %     | Mandáty | Mandáty z voleb 2010 | Bilance |
| ------- | ----------- | ----- | ------- | -------------------- | ------- |
| KDU-ČSL | 3 781       | 56,51 | 9       | 6                    | +3      |
| NK      | 2 910       | 43,49 | 6       | 4                    | +2      |

#### Volby do obecního zastupitelstva 2018
Do voleb do zastupitelstva v roce 2018 nakonec kandidovala pouze jedna strana – KDU-ČSL – a trojice uskupení – Nezávislí Jimramov (NJ), SNK ZA JIMRAMOV (SNK) a Změna pro Jimramov a jeho části (Změna). Strana i všechny uskupení zapsaly do voleb po 15 kandidátech. Vítězem se stala KDU-ČSL se ziskem 6 mandátů, Nezávislí Jimramov obdrželi mandáty 4, Změna pro Jimramov a jeho části 3 a SNK ZA JIMRAMOV mandáty 2. Starostou byl opětovně zvolen Ing. Josef Homolka.
| Strana  | Počet hlasů | %     | Mandáty | Mandáty z voleb 2014 | Bilance |
| ------- | ----------- | ----- | ------- | -------------------- | ------- |
| KDU-ČSL | 3 311       | 39,56 | 6       | 9                    | -3      |
| NJ      | 2 397       | 28,64 | 4       | 0                    | +4      |
| Změna   | 1 562       | 18,66 | 3       | 0                    | +3      |
| SNK     | 1 100       | 13,14 | 2       | 0                    | +2      |

#### Volby do obecního zastupitelstva 2022
Také do voleb do zastupitelstva v roce 2022 kandidovala pouze jedna strana – KDU-ČSL – a trojice uskupení – Nezávislí Jimramov (NJ), Za Jimramov a ZMĚNA PRO JIMRAMOV A JEHO ČÁSTI (Změna). Strana i dvojice uskupení zapsaly do voleb po 15 kandidátech, pouze uskupení Za Jimramov jich vyslalo 12. Vítězem se stala KDU-ČSL se ziskem 7 mandátů, ZMĚNA PRO JIMRAMOV A JEHO ČÁSTI obdržela mandáty 4, Nezávislý Jimramov 3 a Za Jimramov mandát 1. Starostou byl opětovně zvolen Ing. Josef Homolka.
| Strana      | Počet hlasů | %     | Mandáty | Mandáty z voleb 2018 | Bilance |
| ----------- | ----------- | ----- | ------- | -------------------- | ------- |
| KDU-ČSL     | 2 829       | 42,22 | 7       | 6                    | +1      |
| Změna       | 1 747       | 26,07 | 4       | 3                    | +1      |
| NJ          | 1 342       | 20,03 | 3       | 4                    | -1      |
| Za Jimramov | 782         | 11,67 | 1       | 0                    | +1      |

#### Jimramovští starostové
V roce 1850 došlo ke zrušení funkce purkmistra, kterého v čele obce nahradil starosta. První starosta tak plynule pokračoval z funkce purkmistrovské. Titul purkmistr se ovšem neoficiálně udržel až do roku 1900.
Seznam jimramovských starostů (v závorce s uvedenou dobou ve funkci):
- Josef Maršálek (do 1851)
- Josef Čermák (1851–1864)
- Ignác Ptáčkovský (1864–1867)
- Vincenc Zástěra (1867–1870)
- Jan Marzy (1870–1873)
- František Mašík (1873–1881)
- Jan Bukáček (1881–1888)
- Vincenc Kryštof (1888–1901)
- František Mašík ml. (1901–1927)
- Ph.Mr. František Polák (1927–1930)
- Karel Bukáček (1930–1938)
- Alois Horák (1938–1945)

Po roce 1945 tuto funkci převzal předseda místního národního výboru:
- Josef Mrštík (1945)[58]
- strážmistr Mičák (1945)
- mjr. v.v. Josef Hortvík (1945)
- Alois Horák (1945–1948)[59]
- Miroslav Hošpes (1948)
- Julie Železná (1948–1949)
- Josef Halva (1949–1964)
- Hynek Fajmon (1964–1971; z Trhonic)
- Karel Zezula (1971–1980; ze Sedlišť)
- Jaroslav Nebola (1980–1986)
- Josef Kovář (1986–1990)

V roce 1989, po změně politického režimu, došlo i k navrácení funkce starosty:
- Jan Keller (1990–1998)[60]
- Pavel Kalášek (1998[61]–2010)
- Ing. Josef Homolka (od 2010)

### Znak

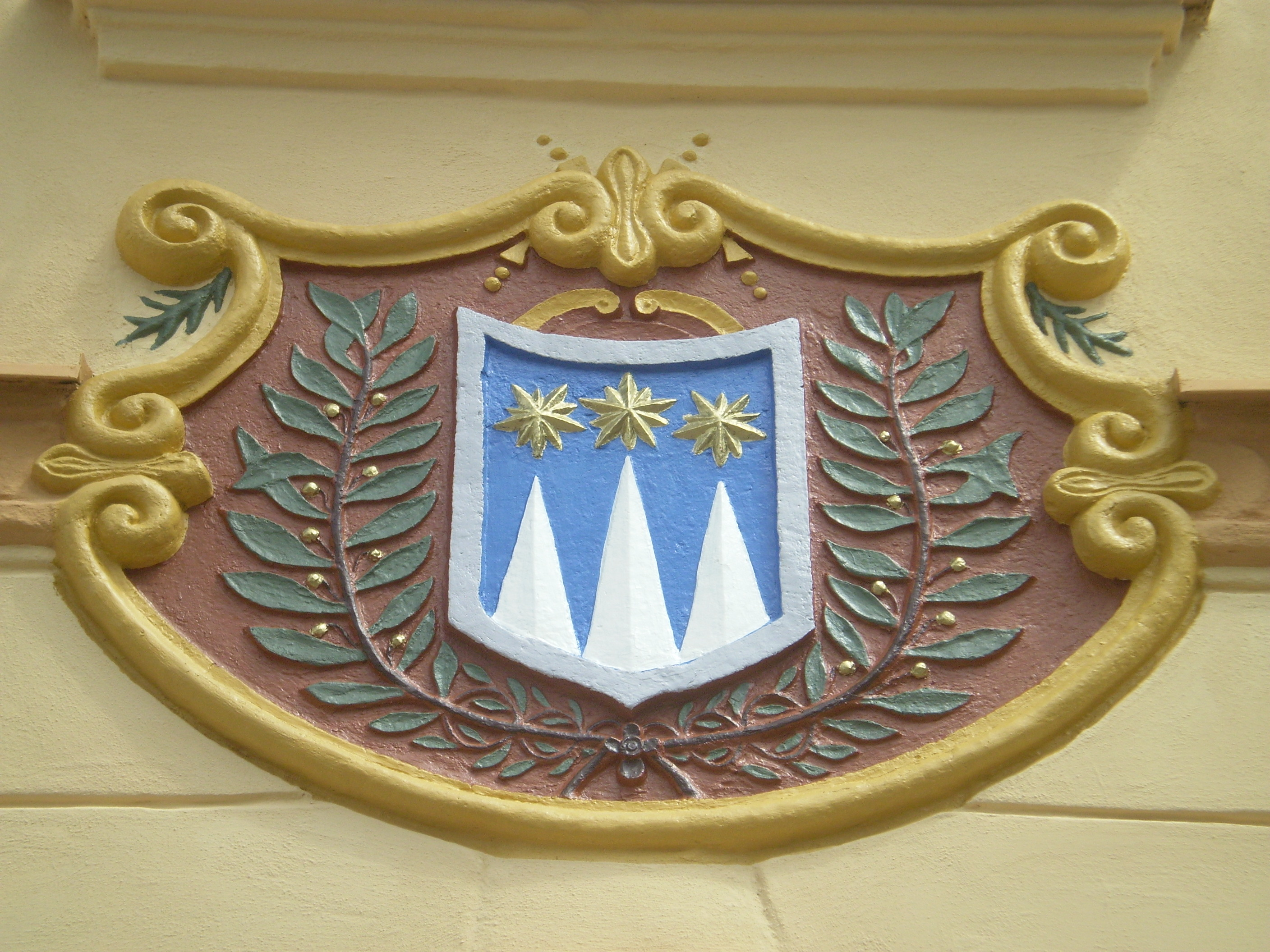
Znak městyse umístěný na radnici

Znak městyse tvoří tři stříbrné hroty v modrém poli, nad nimiž jsou tři zlaté hvězdy. Hroty představují tři okolní kopce – Padělek, Prosičku a Holý vrch. Tyto hroty Jimramov získal již za Pernštejnů a symbolizují užívání zmíněných vrchů a lesů k užitku obce. Později k nim přibylo modré pole a v polovině 18. století jako ozdoba i trojice hvězd. Ještě v první polovině 19. století jej obec směla používat pouze se souhlasem panovníka. Dne 20. dubna 2000 obdržela obec z rukou tehdejšího předsedy Poslanecké sněmovny Parlamentu České republiky Václava Klause vlastní prapor.

#### Jimramovská pečeť
Vlastní pečeť získal Jimramov v roce 1578. V pečetním poli se nacházel renesanční štít a v něm trojice hrotů obrácených vzhůru. Nad štítem se nacházel letopočet 1578 a nápis: PECZETH MIESTECZKA GIMRAMOVA. Stejný znak, ale v barevném provedení, se nachází na jimramovské radnici. Od 18. století se zde objevují ještě tři hvězdy. Až do poloviny 19. století neměl podpis listiny význam, ten jí dodávala pouze pečeť červeným voskem, dokazující pravost dané listiny.

## Doprava

### Silniční síť
Jimramov se nachází na křižovatce několika silnic. Od Nového Města na Moravě sem přichází silnice II/360, pokračující na Poličku, a od Bystřice nad Pernštejnem silnice II/357, směřující na Borovnici. Ze silnic II. třídy tudy vede i silnice II/375 na Nyklovice. Z dalších silnic je pak pro městys důležitá silnice III/35726, která jej spojuje se Sněžným.
Počátky současné sítě silnic procházejících Jimramovem je třeba hledat ve 13. století. K těm nejfrekventovanějším cestám vždy patřily stezky vedoucí k sídlům panství – na přelomu 14. a 15. století se jednalo především o stezky na Kunštát a přes Javorek na hrad Skály (Štarkov), později za Pernštejnů především cesta na Bystřici a po rozdělení pernštejnského panství na díly bystřický a novoměstsko-jimramovský stoupl význam spojení na Nové Město, velkou důležitost měla také spojnice s královským městem Polička.
K dokončení vytvoření základní sítě cest došlo až na konci 16. století po vzniku samostatného jimramovského panství za Pavla Katharina z Katharu. Kvalita tehdejších cest ovšem ani zdaleka nedosahovala kvality dnešních silnic II. či III. tříd, jednalo se pouze o zpevněné cesty, vedené jako nejkratší spojnice obcí a osad bez ohledu na vhodnost terénu. Velký problém pak pro cesty znamenalo překonávání vodních toků. Zpočátku je překonávaly prostřednictvím brodů, které v pozdějších dobách nahradily mosty. Nejstarší záznam, dokládající existenci mostu v Jimramově, pochází z roku 1587, kdy je v jimramovských účtech zmínka o výnosu mýtného z mostu u mlýna.
Ještě v roce 1756 můžeme v případě spojnice Poličky a Nového Města hovořit o upravené vozové cestě. K rozšíření a upravení části této cesty, vedoucí z Jimramova na Poličku, došlo nedlouho před rokem 1800. Během těchto úprav proběhlo zesílení povrchu, takže tudy mohly jezdit i těžké formanské vozy. V roce 1819 následovala výstavba silnice na Nové Město, která po roce 1831 prošla úpravou.
V roce 1839 přibyla silnice od Kunštátu přes Ubušín, z Jimramova pokračující přes Javorek do Německého (dnes Sněžné). Původně měla být tato silnice, dnes nesoucí číslo 375, vedena údolím Trhonického potoka, ale po protestech majitelů zdejších pozemků a luk došlo k jejímu přeložení na svahy Pavlova kopce (v lokalitě Ochozy). Po roce 1900 přibyla silnice údolím Fryšávky do Nového Jimramova a dále na Sněžné, čímž se doplnila hlavní silniční síť do dnešního stavu.
Nejdéle na své silniční spojení s Jimramovem čekala obec Sedliště. Už roce 1925 zdejší občané navrhovali výstavbu nové silnice, která by vedla z Jimramova přes Sedliště do Borovnice. Na dalším jednání v roce 1931 byla obec vyzvána k výkupu pozemků, ale pro odpor některých majitelů k realizaci nedošlo. Později také padly snahy o vedení nově stavěné silnice č. 360 právě přes Sedliště.
V průběhu 20. století prošly silnice postupnou modernizací. V roce 1936 začala stavba nové silnice na Poličku, ovšem do roku 1938 se stihl dokončit pouze úsek mezi Poličkou a Korouhví. Zbývající část do Jimramova byla pouze rozpracována a v roce 1940 z důvodu německé okupace a války zastavena. K jejímu dokončení došlo až v roce 1947 a součástí byl i nový most přes Svratku a odbočka do Sedlišť. K původně plánované nové silnici údolím Věcovského potoka na Nové Město již nedošlo. V roce 1940 se uvažovalo i o výstavbě nové silnice, která by spojovala Vysoké Mýto, Proseč a Jimramov a dále měla pokračovat údolím Svratky na Brno. Tato nová silnice o parametrech silnice I. třídy měla nahradit Sudetami v okolí Svitav přerušenou silnici z Hradce Králové na Brno, k její realizaci však nedošlo; na jimramovsku měla nahradit dnešní silnici II/357. V letech 1955 a 1956 proběhla výstavba přeložky silnice na Sněžné, čímž došlo k odklonění dopravy z Panské ulice a dnes již neexistují „Urbanovy uličky“.

### Železniční a autobusová doprava

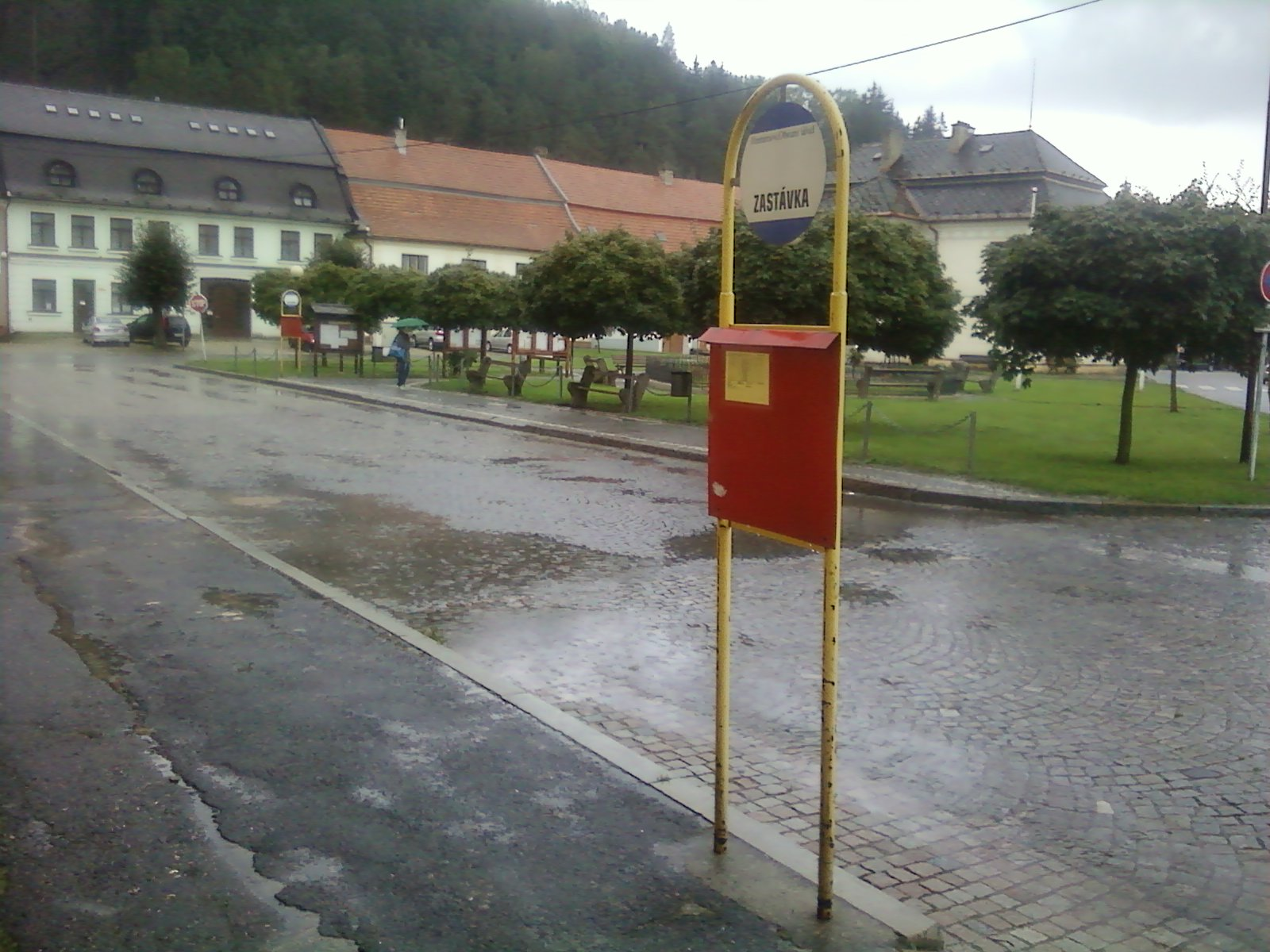
Zastávka Obecní úřad na jimramovském náměstí Jana Karafiáta

Železniční doprava do městysu nikdy zavedena nebyla, ačkoliv se uvažovalo o vytvoření trati spojující Nové Město na Moravě a Poličku. V plánu bylo i vybudování jimramovského vlakového nádraží v lokalitě Žabárna.
Co se týká autobusové dopravy, tak autobusy ve vlastním Jimramově staví na třech zastávkách. Zastávka Jimramov, nové domky se nachází na okraji Jimramova, nedaleko odbočky na osadu Domky. Druhá zastávka Jimramov, Obecní úřad je umístěna přímo v centru městysu na náměstí Jana Karafiáta. Třetí zastávku Jimramov, zahradnictví najdeme na Strachujovské ulici, nedaleko zahrádkářské kolonie, mezi dvojicí ramen Věcovského potoka, které se nedaleko od ní vlévají do Svratky, resp. Jimramovského rybníka. Zastávka Jimramov, GAMA se již nachází v místní části Benátky na katastrálním území Trhonice.

### Cyklotrasy

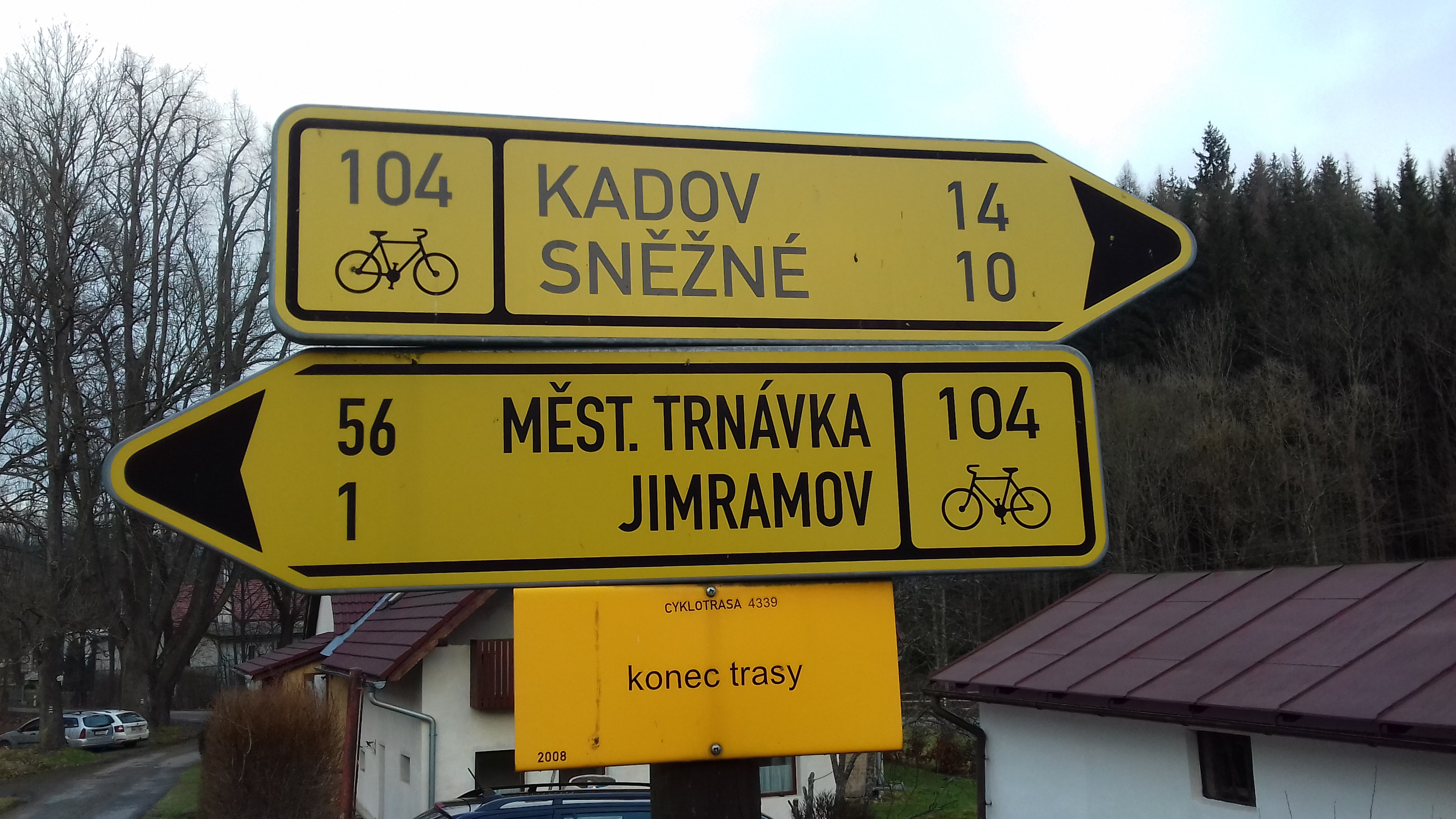
křižovatka cyklotras na okraji Jimramova

Cyklisty sem přivádí řada cyklotras. Po silnici II/375 přichází cyklotrasa 104, mířící podél Fryšávky po silnici na Sněžné. Od Dalečína sem vede cyklotrasa 4025 (směrem na Borovnici), od Jimramovských Pavlovic přes Domky cyklotrasa 4344 a začíná zde cyklotrasa 4339, pokračující na Javorek.

### Jimramovské mosty
Jimramov leží na soutoku Fryšávky a Svratky, do které dále postupně ústí Malý Trhonický (zv. také Vzdychánek), Trhonický a Věcovský potok. Na Fryšávce se celkově nachází 5 mostů (Borovnický, Starý a Nový most u Sola a dva mosty ve Smrčinách u Nového Jimramova), další dva na Svratce (Poličský a Benátský) a po jednom na Trhonickém a Věcovském potoce. Trhonický potok ovšem neprotéká Jimramovem, ale jeho místní částí Benátky.
Předchůdcem mostů bývaly brody, ze kterých se v Jimramově minimálně do roku 2006 dochoval jediný. Začíná u mostu u Bludníku a proti proudu Fryšávky pokračuje na levý břeh, kde pokračuje vozová cesta na Holý vrch. Nejstarší známá vyobrazení jimramovských mostů jsou na obraze Jimramova z roku 1750, umístěném v Síni rodáků.

#### Mosty přes Svratku

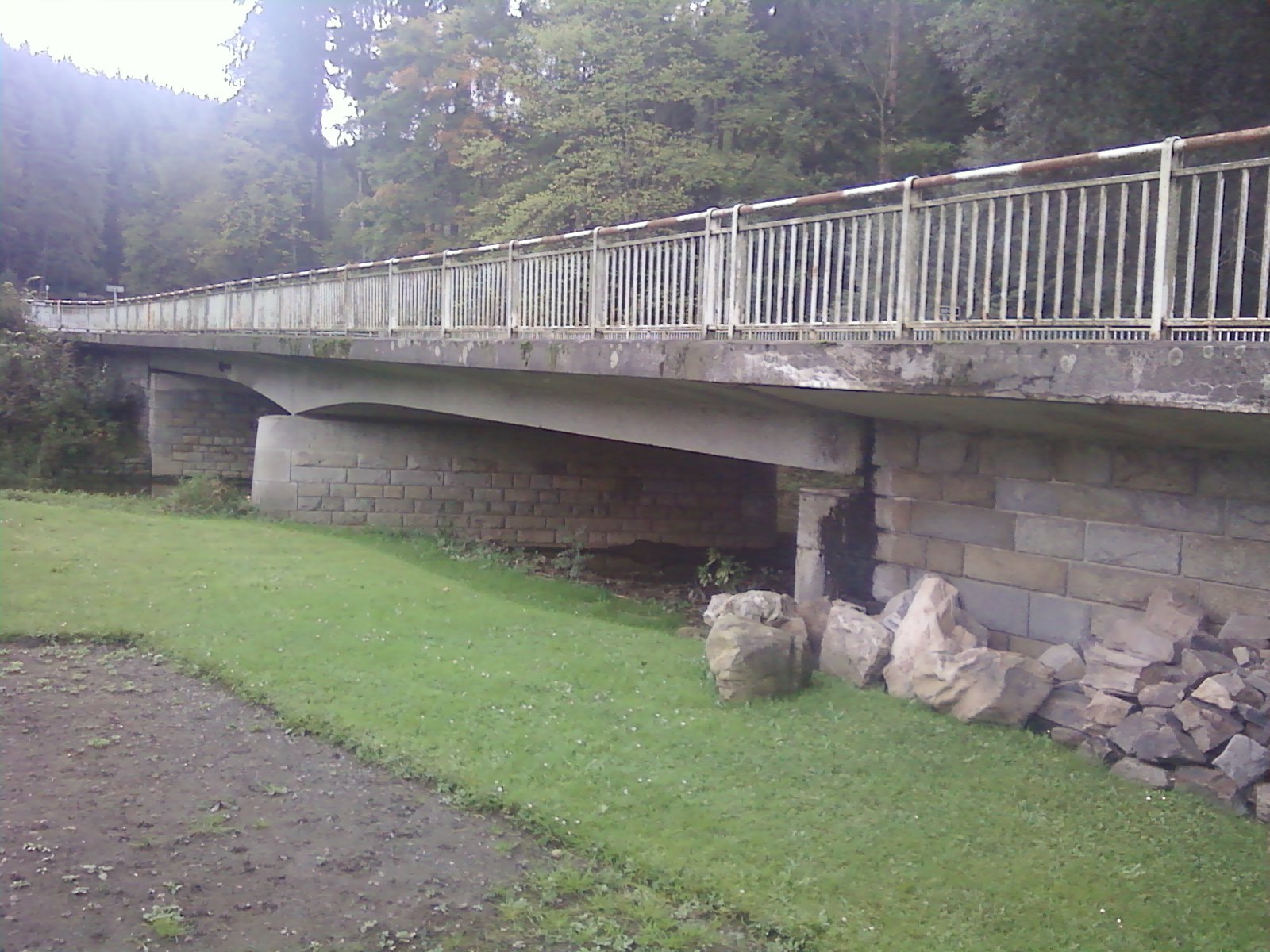
Poličský most

Poličský most najdeme pod skálou Kabačkou na dnešní silnici spojující Jimramov s Poličkou v ulici Mostní. Jeho původní podoba není známa, zřejmě býval dřevěný, stejně jako ostatní jimramovské mosty. V kronikách se můžeme dočíst, že býval zakončen branou a ta se na noc zavírala. V roce 1848 jej povodeň strhla a musel být nahrazen novým. Na obraze z roku 1750 je nakreslen jako krátký jednoobloukový kamenný most. Na obraze je zároveň zachyceno nové koryto Svratky, kdy se obloukem odklání od Kabačky ke mlýnu. Jednalo se však pouze o dočasnou změnu koryta, k čemuž docházelo poměrně často po povodních. Při přestavbě po roce 1880 už byla řeka ve svém původním korytě. Po této přestavbě se z něho stal nejdelší jimramovský most; měl pět kamenných pilířů a typologicky spadal mezi traverzové mosty. Jelikož však byl velice úzký a nevyhovoval tak požadavkům automobilové dopravy 20. století, bylo v rámci výstavby silnice na Poličku rozhodnuto taktéž o radikálně přestavbě mostu, resp. výstavbě nového mostu. Se stavbou se započalo v roce 1939, část původního mostu se ubourala, vytvořili se základy nových pilířů a také došlo k vystavění opěrné zdi při Vzdychánku (Malý Trhonický potok). V roce 1941 došlo k přerušení stavby, obnovena byla v letech 1947–1948 a zrealizována firmou Ing. Fanta – Kutnohorský.

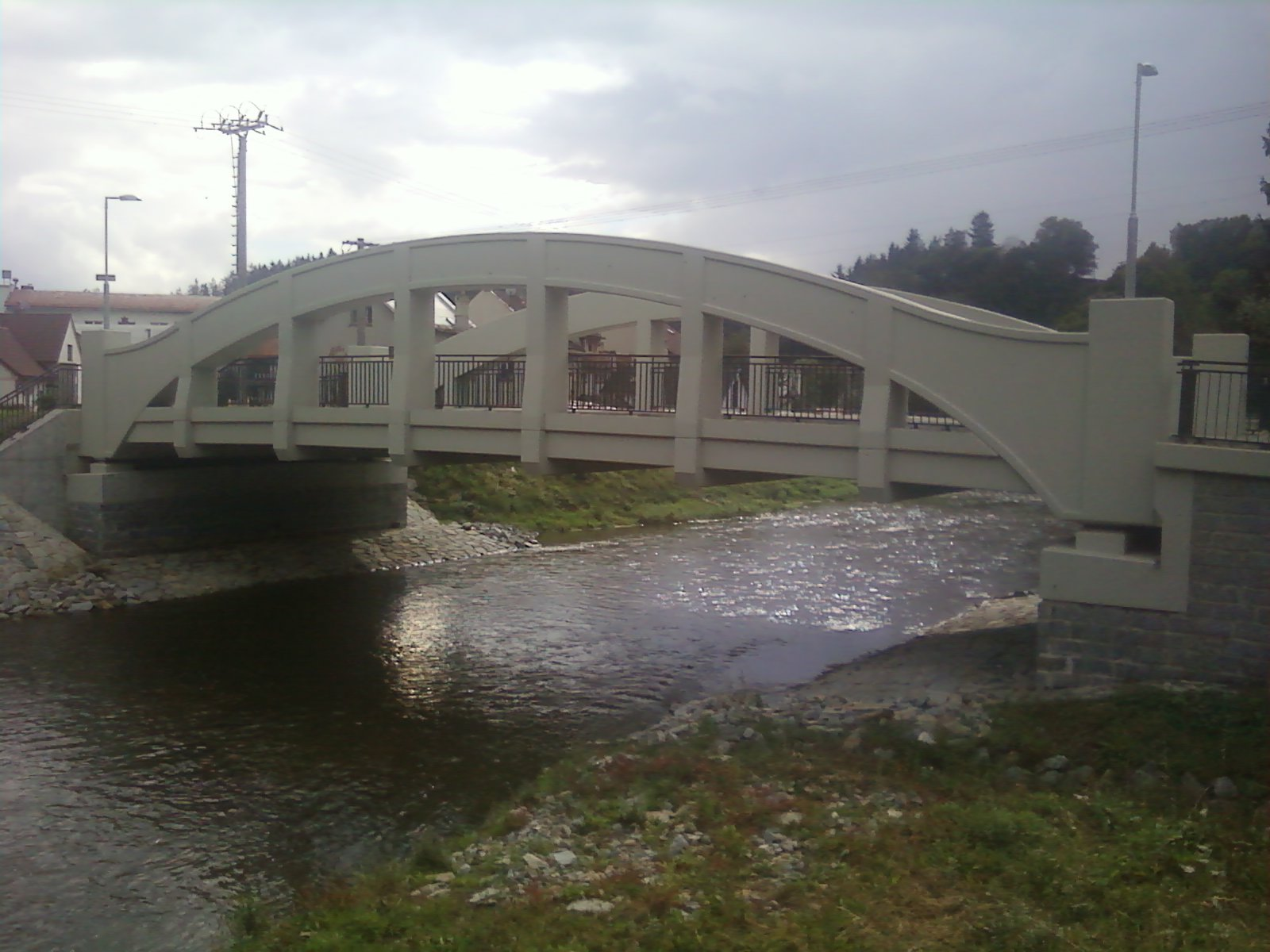
Nový Benátský most

Druhý jimramovský most přes Svratku se nazývá Benátský. Jak už název napovídá, spojuje Jimramov s místní částí Benátky, resp. ulici Dolní s Ubušínskou. Dlouhou dobu se jednalo o dřevěný most, jak je zachycen i na výše zmíněném obraze. O původních dvou mostech se informace nedochovaly, třetí byl stržen povodní v roce 1861 a čtvrtý v roce 1875. Po jedné z dalších povodní jej nahradil provizorní most o dvou polích se středovým rizalitem. V průběhu regulace řeky v letech 1925–1926 ho nahradil obloukový železobetonový most. 26. dubna 1945 jej partyzáni poškodili výbuchem nálože, kterou umístili na pilíř na levém břehu. Výsledkem toho bylo naklonění mostu o půl metru. Po válce se sice dočkal rekonstrukce, ale stopy po výbuchu ve formě trhlin zůstaly a postupně se rozšiřovaly. Proto došlo v roce 2013 k jeho rozebrání a vystavění nového mostu.

#### Mosty přes Fryšávku

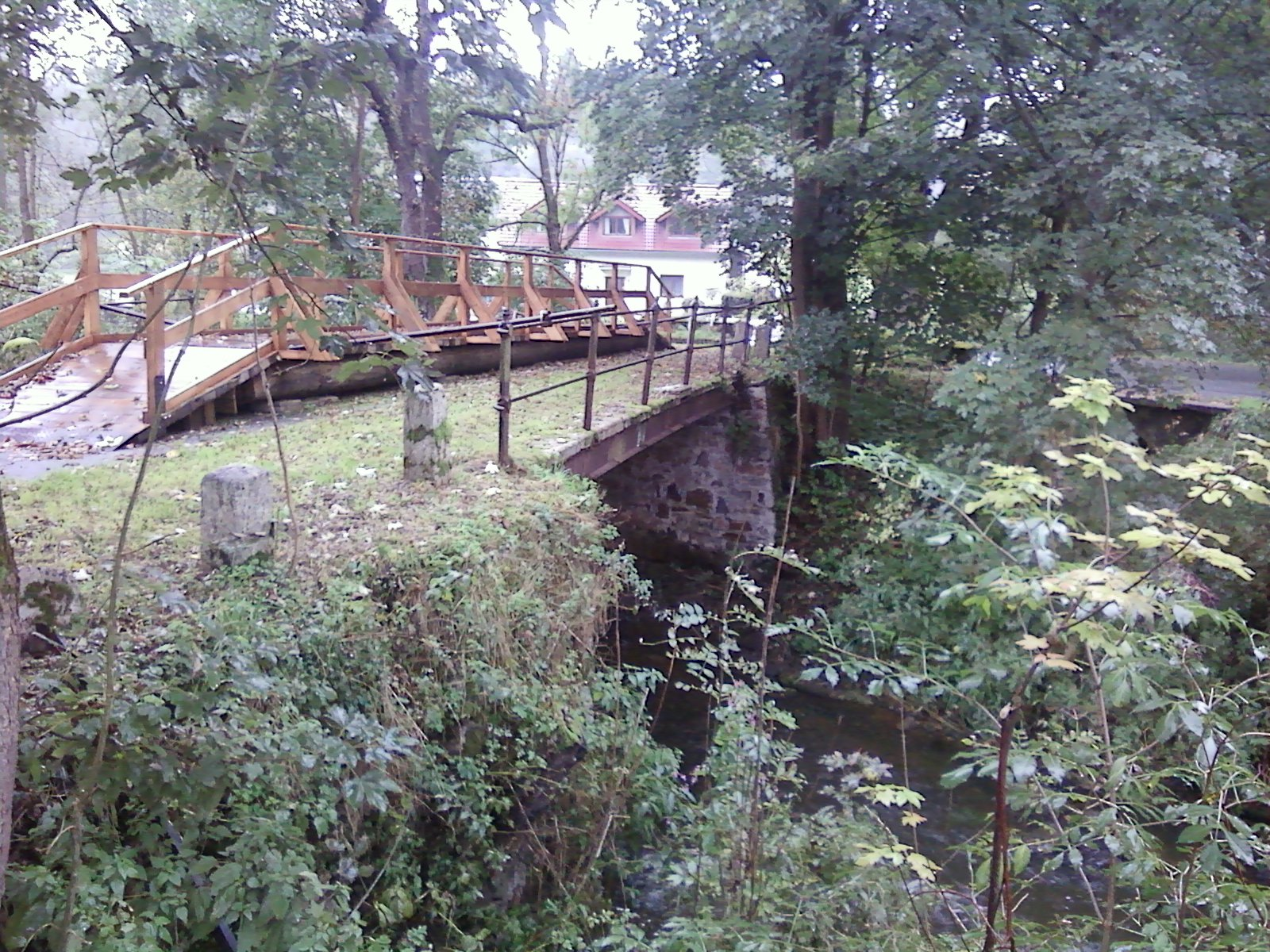
Starý most u Sola

Nejstarším most vedoucí přes Fryšávku najdeme nedaleko jejího soutoku se Svratkou. Nazývá se Borovnický a na základě zmíněného vyobrazení můžeme říci, že původně býval dřevěný se střechou. Po roce 1885 přešel přestavbou na traverzový most. Při přestavbě byly na pilíře položeny ocelové nosníky a na ně 10 cm silné kamenné desky. Most pak doplňovalo ocelové zábradlí. Další přestavbou prošel v 80. letech 20. století, kdy se dočkal výměny nosníků a mostovky; zároveň přibyly po obou stranách chodníky pro pěší.
V místech vyústění Panské ulice do ulice U Fryšávky stojí tzv. Starý most u Sola. K jeho vybudování došlo patrně již za pánů ze Stařechovic ve 14. století a představoval spojnici Jimramova s hradem Skály a Javorkem. Původní podoba není známa, ale s největší pravděpodobností se jednalo o dřevěný most. Na přelomu 19. a 20. století prošel přestavbou do současné podoby. Až do vybudování přeložky silnice III/35726 tudy vedla cesta na Sněžné. Z důvodu havarijního stavu jej dnes mohou využívat pouze pěší.

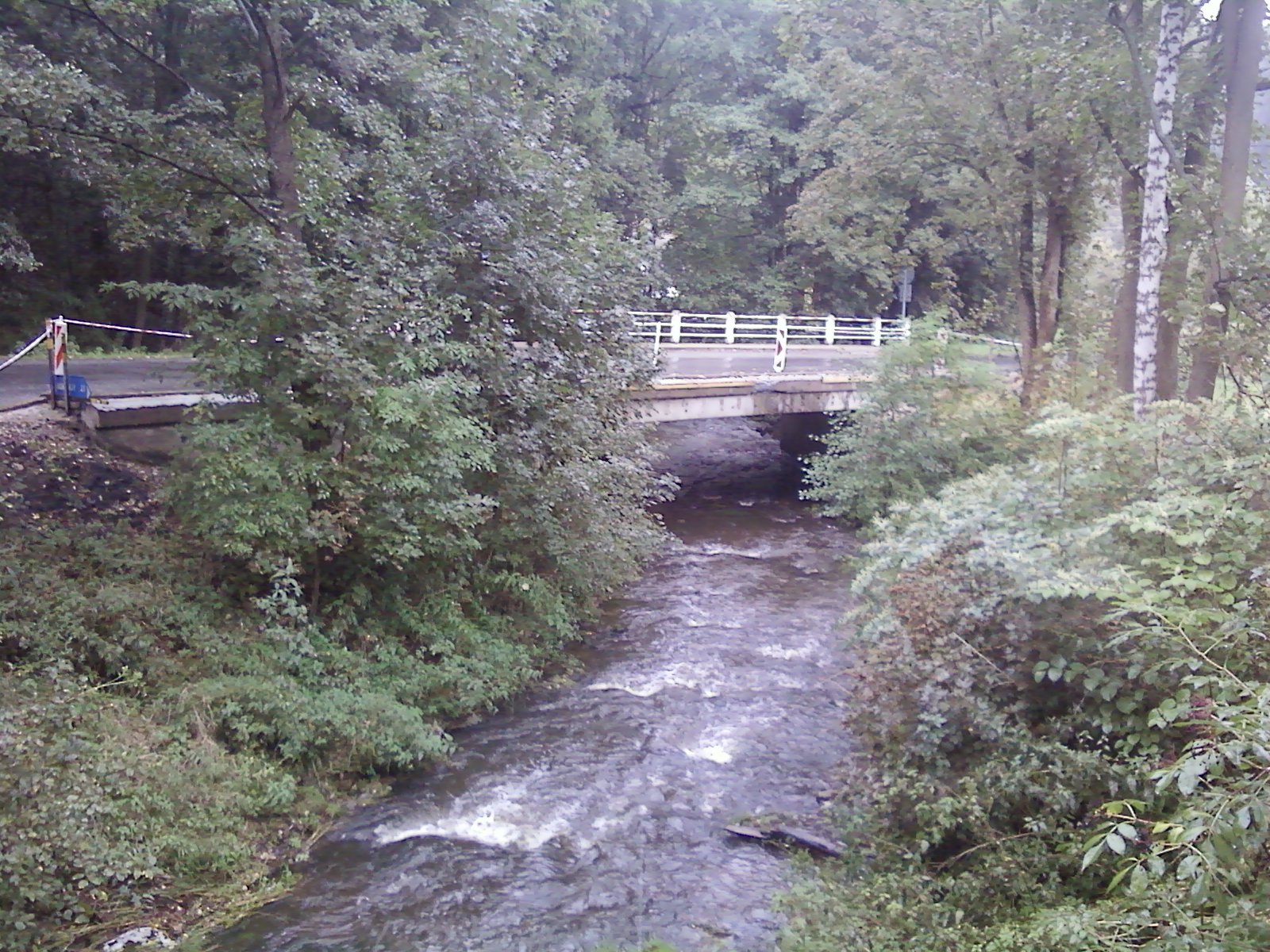
Nový most u Sola

Nový most u Sola vznikl až po vybudování přeložky silnice na Sněžné do dnešních míst. K přeložení silnice došlo v letech 1955–1956 a doprava tak byla odvedena z velice úzké uličky mezi bývalým pivovarem a Zámeckým mlýnem (dnes zbořený).
Poslední dvojice mostů přes Fryšávku se nenachází přímo v Jimramově, nýbrž až v tzv. Smrčinách, kousek od Nového Jimramova. Jejich vznik je zasazen do doby okolo roku 1900, kdy došlo k vystavění silnice na Nový Jimramov. Jednalo se o traverzové mosty, v 90. letech 20. století při rozšiřování silnice zmodernizované.

### Jimramovské ulice
Centrálním místech v Jimramově je náměstí Jana Karafiáta, na němž se nachází mj. i radnice. Z náměstí pak vybíhá šest ulici, přičemž pět z nich lze považovat za páteřní. První z nich je Pavlovická ulice, která kopíruje silnici II/360 a přichází ze směru od Nového Města na Moravě. Původně se měla jmenovat Novoměstská, ale v průběhu jednání v roce 1999 došlo k jejímu přejmenování. Nad domem čp. 252 se od ní odpojuje Strachujovská ulice, následující silnici II/357 na Bystřici nad Pernštejnem. Druhou páteřní ulicí, vycházející z náměstí, je Dolní, která pokračuje směrem na Benátky. Za Benátským mostem se z ní stává Ubušínská ulice. Obě ulice se z náměstí oddělují u bývalého hotelu Koruna. U bývalého kláštera Christianeum opouští náměstí Mostní ulice, míří po silnici II/360 směrem na Poličku, přičemž vlastní ulice končí kousek z Poličským mostem u odbočky na Sedliště. Poslední dvě páteřní ulice se od náměstí oddělují za zámkem. První vede rovně po silnici III/35726 na Sněžné a nese název U Fryšávky. Vpravo přes Borovnický most pak míří Borovnická ulice, kterou prochází silnice II/357 na Borovnici (s malou odbočkou k domu čp. 263).
Zůstaneme-li ještě chvíli v části ze Borovnickým mostem, najdeme zde další dvě ulici. Ulice Žabárna vede od mostu proti proudu Svratky a v minulosti zde mělo stát plánované jimramovské nádraží. U domu čp. 281 zahýbá vlevo ulice V Sytinách.

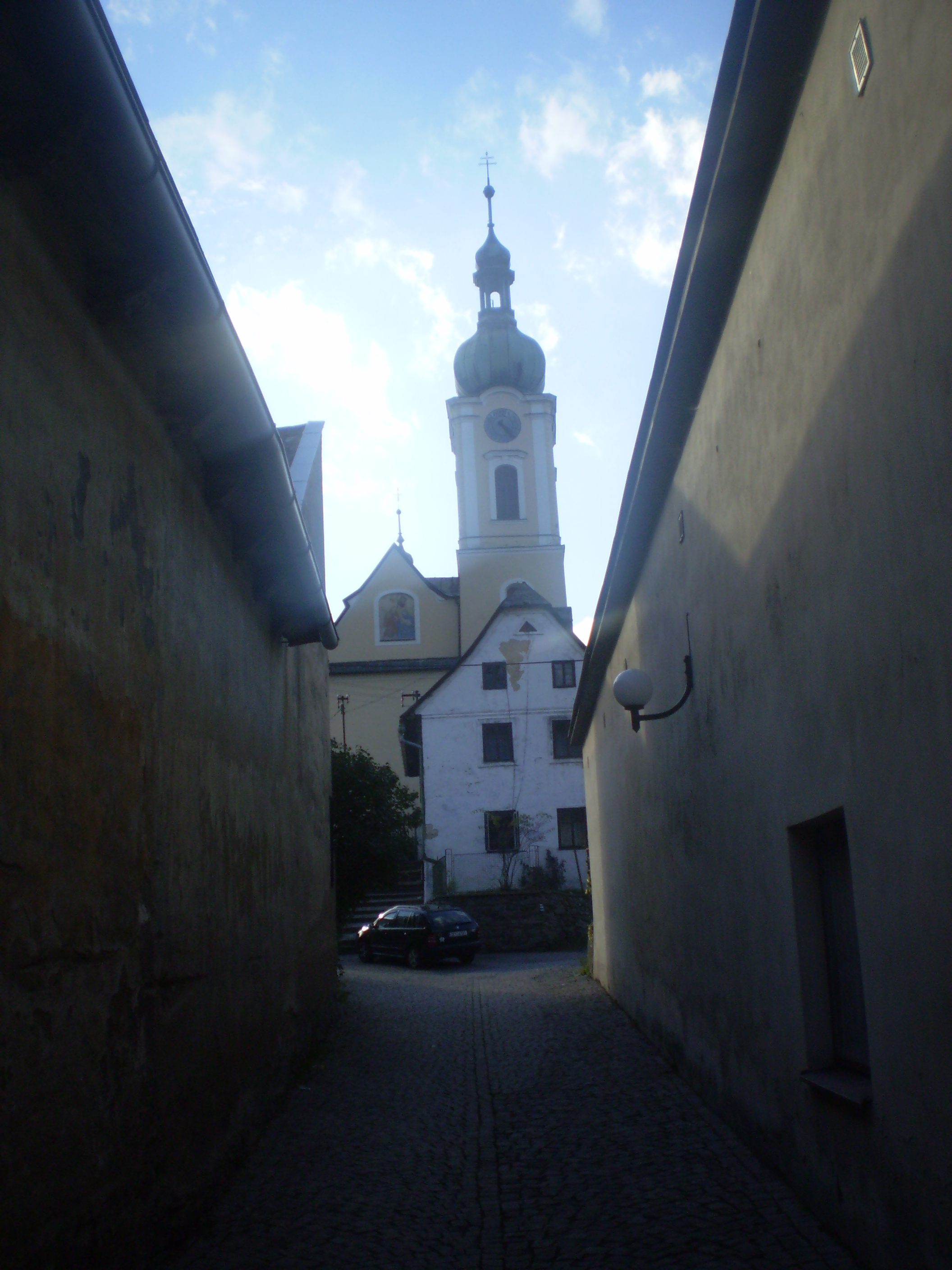
Kostelní ulička s nejstarší jimramovskou školou

Na svazích vrchu Padělek je trojice páteřních ulic. Ulice Panská vychází z ulice U Fryšávky pomocí starého mostu U Sola, vede nad fotbalovým hřištěm a zámkem až téměř k evangelickému kostelu. Tady volně přechází do ulice zv. Hliník. Součástí panské ulice je i krátká spojnice od domu čp. 124 k Borovnickému mostu. Ulice Hliník vede od evangelického kostela rovně, přičemž po chvíli se větví na horní (okolo domů čp. 90 a 146) a dolní část. Obě části se brzy znovu setkávají v části spojující Padělek a Pavlovickou ulici. Součástí ulice je i krátká spojnice s domem čp. 233. Pro část nad katolickým a evangelickým hřbitovem byly původně navrhovány názvy Nad hřbitovy či Nad Kostely, nakonec ale došlo k rozdělení mezi ulice Panská a Hliník. Zbývající ulice na svahu vrchu nesou název Padělek, kromě ulice pod bývalou kaplí sv. Matouše, pojmenovanou U Kaple. Spojnice mezi Panskou ulicí a náměstím, vedoucí okolo katolického kostela, nese název Kostelní a spojnice Pavlovické ulice s osadou Domky je pojmenovaná po osadě, tedy nese název Domky.
Poslední ulicí ve vlastním Jimramově je trojice ulic mezi ulicemi Pavlovická a Dolní, nesoucí označení Říční. Podle původního návrhu měla nést název U Porážky, proti čemuž se vznesla vlna kritiky jimramovských obyvatel. Z následné diskuzi zazněly návrhy na názvy Za Vodou, Říční a Pod Vodou, narážející na povodně 1997. Zastupitelé nakonec vybrali právě označení ulice Říční.

## Společnost

### Jimramovské školy
V Jimramově existuje několik budov, ve kterých byla umístěna škola. Dodnes stojí všechny, ale budova nejstarší školy je dnes ve velmi špatném stavu. Od roku 1958 je Horní škola chráněna jako kulturní památka, od roku 2010 i budova nejstarší jimramovské školy. V prostorách zámku navíc v minulosti fungovalo i železniční učiliště.

#### Nejstarší škola

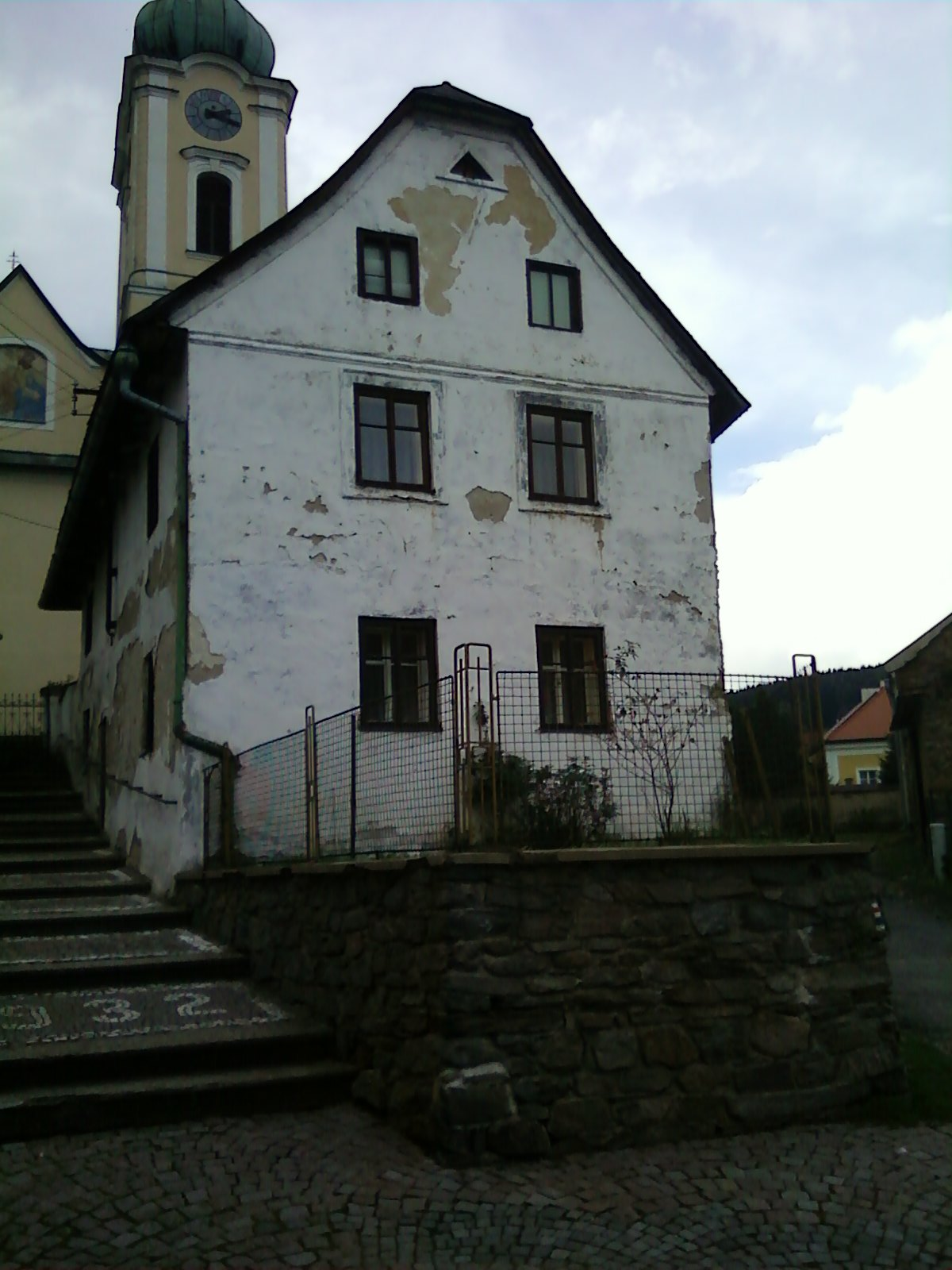
Pohled na průčelí nejstarší jimramovské školy

Učitel je v Jimramově poprvé zmiňován roku 1559 a od obce dostával plat ve výši 3 groše. První nepřímá zmínka o jimramovské škole pochází z roku 1565, kdy majitel rychty v Sedlištích, vladyka Václav Újezdecký z Morašic, věnoval jimramovským louku s podmínkou, že hospodář Havel Klečků nechá postavit školu. V roce 1602 se tehdejší učitel Bohuslav dostal do sporu s farářem o plat. Jako reakci na tento spor vytvořil Jan Dubský z Třebomyslic tzv. Pořádek církevní obsahující 18 artikulů. Roku 1605 byla vydána další listina, v níž představitelé obce stanovili povinnosti pro učitele, a v roce 1606 smlouva, podle které měli faráři dávat rektorům 6 zlatých (ze svého desátku) za stravu. V roce 1609 byla na místě fary nákladem sedlišťského mlynáře Karla Klečky postavena škola. V následujícím roce pak vydala městská rada Řád pro školní správce. Až do roku 1620 byla protestantská, poté ji zabrali katolíci. Učilo se v jedné místnosti, kde také bydlel učitel, který byl do roku 1867 podřízen faráři.
V době pobělohorské docházelo k častému střídání učitelů i farářů v Jimramově – v letech 1677–1680 byl zcela bez faráře a v této době se o školy nikdo nestaral. K roku 1650 jsou uvedeny farní školy v Bystřici, Jimramově, Novém Městě, Žďáře, Olešnici a Poličce. Tento stav vydržel až do roku 1781, kdy byl vydán toleranční patent.
Nejstarší jimramovská škola se nacházela v současném domě čp. 72, který stojí ve svahu u kostela Narození Panny Marie a přilehlého hřbitova. Zděný štít stavby, jejíž půdorys má podobu lichoběžníka, směřuje k náměstí Jana Karafiáta, zatímco dřevěný bedněný štít s polovalbou ke kostelu. Objekt je zčásti podsklepený s valenou klenbou sklepa. Většina budovy je z kamene, pouze část druhého patra se dochovala roubená. Střechu pokrývá eternit, pod nímž se dochovala původní šindelová krytina. V současné době je objekt neudržovaný a postupně chátrá.

#### Horní škola

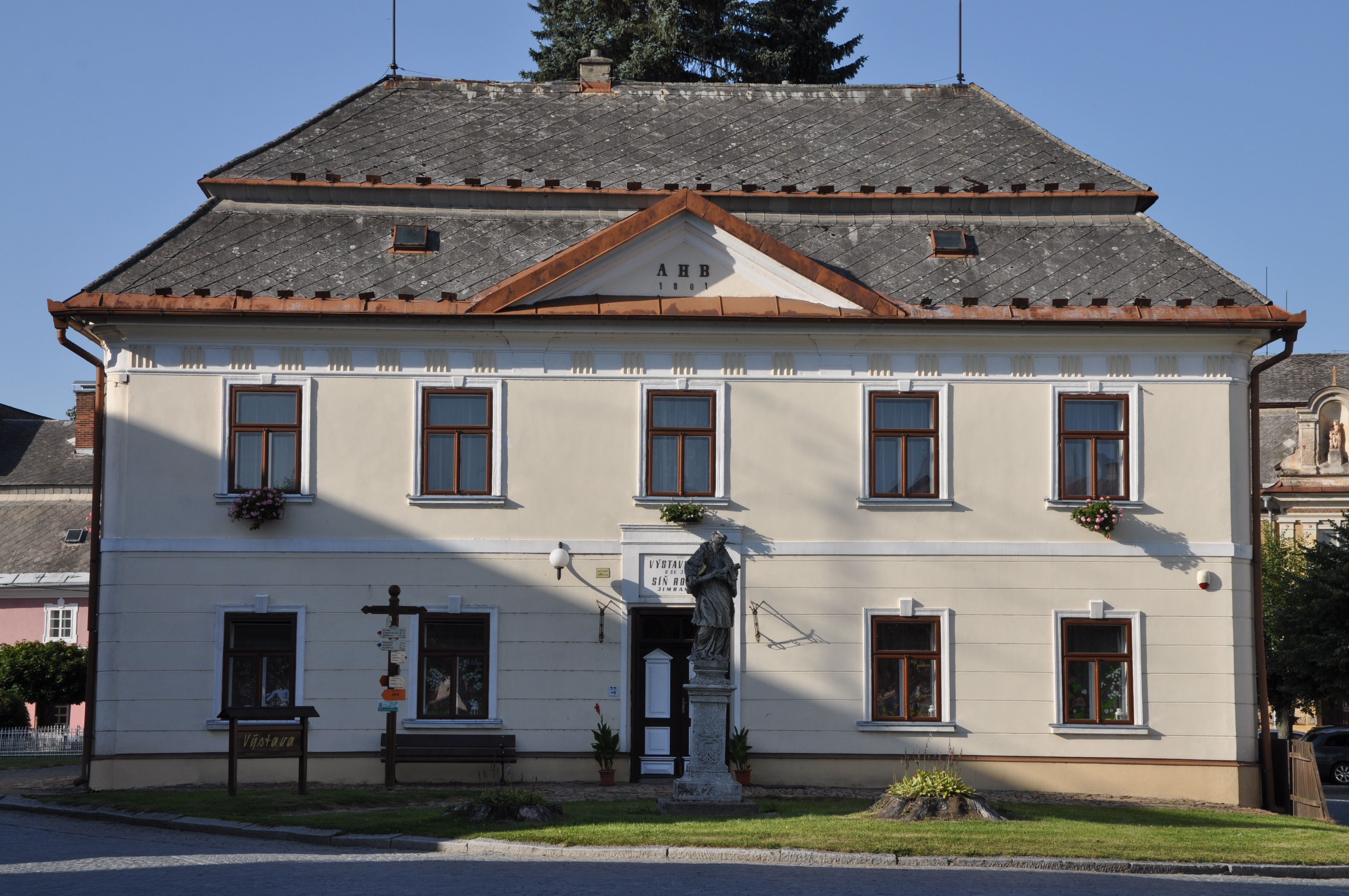
Horní škola

Horní škola byla vybudována na popud hraběte Antonína Belcrediho v letech 1800–1801. O jejím vystavění bylo rozhodnuto z důvodu nedostačující kapacity staré školy. Uvažovalo se o více lokalitách, nakonec se však vybralo místo uprostřed náměstí. Původně se jednalo o dvoutřídní školu, od roku 1884 měla tři třídy a po zrušení bytu řídícího v roce 1886 čtyři. Od roku 1867 nesla název Obecná škola katolická. Do roku 1842 se zde učilo česky i německy, poté jen česky. Prvním správce se stal Václav Kostrošic, jenž na tomto postu zůstal do svého odchodu do důchodu v roce 1842. Místo po něm převzal jeho zeť Josef Wolf z Horní Bobrové, jenž zde od roku 1833 působil jako podučitel. Po odchodu do důchodu v roce 1884 ho nahradil Karel Bastl z Nového Města na Moravě.
Ještě v témže roce do Jimramova přišel učitel František Still. Jimramovský rodák studoval v letech 1875–1879 v Brně a před svým příchodem do Jimramova krátce učil v Nové Vsi. V roce 1899 se podílel na vydání kroniky Paměti městečka Jimramov, kterou sestavil ze zápisků mons. Jana Havránka. V roce 1890 odešel do Dalečína.
Novým učitelem se stal Josef Kheil, jenž se narodil 18. března 1866 ve Žďáře nad Sázavou. Stejně jako Still studoval v Brně, poté učil v Německém a v Novém Městě na Moravě. Jelikož pocházel z hudebnické rodiny, chopil se zde rozvíjení talentu hudebně nadaných žáků, které učil hře na různé hudební nástroje. Také měl výrazný podíl na vytvoření hudební akademie a jeho žáci tvořili základ jimramovského orchestru. Kromě toho byl také fotografem. Řada jeho fotografií se zachovala díky článkům dr. Jiřího Gutha-Jarkovského v časopise Turista.
Na konci 19. století pod ní spadaly také školy ve Věcově, Borovnici a Javorku. Škola ovšem postupně přestávala vyhovovat, třídy bývaly přeplněné a někteří rodiče kvůli tomu odmítali své děti do školy posílat. Ve školní kronice se dochoval popis z roku 1886:
| „ | Školní budova nalézající se uprostřed náměstí, bez dvorku, zahrady a vedlejších budov, nalézá se v současné době ve velmi chatrném stavu. Tři školní světnice nepostačovaly počtu žáků navštěvujících školu. Zejména byl nepostačující počet záchodů pro veškeré žáky, počtem nalézaly se pouze dva záchody v přízemí, jenž pro úzkou k nim vedoucí chodbičku byly žákům téměř nepřístupné. Následkem toho byla chodba i předsíň značně znečišťována. Chodba v přízemí byla dlážděna hrubými neopracovanými kameny, naproti vchodu jsou záchodové dveře, další dveře průchodné mezi boudy na záď školy. Vpravo na konci chodby je úzké, strmé schodiště do poschodí. Světnice školní po levé straně od vchodu – II. třída – 80 žáků, vpravo I. třída menší pro 90 žáků. Za ní je značně vlhký kabinet a příklonek přístupný z chodby vedle schodů. V I. poschodí je chodba oddělená dřevěnou stěnou se zasklenými dveřmi, vpravo za schodištěm je přestavěný dřevěný záchod, přes něj vedou velmi příkré schody na půdu. Naproti schodům jsou dveře do kuchyně a za ní je malá komůrka. Vpravo je školní světnice III. třída – 90 žáků. Vlevo od vchodu je příbytek sestávající z jedné místnosti a příklenku. V té době zde bydlela industriální učitelka se svojí matkou, která obstarávala úklid a topení. | “ |

#### Evangelická škola a Dolní škola

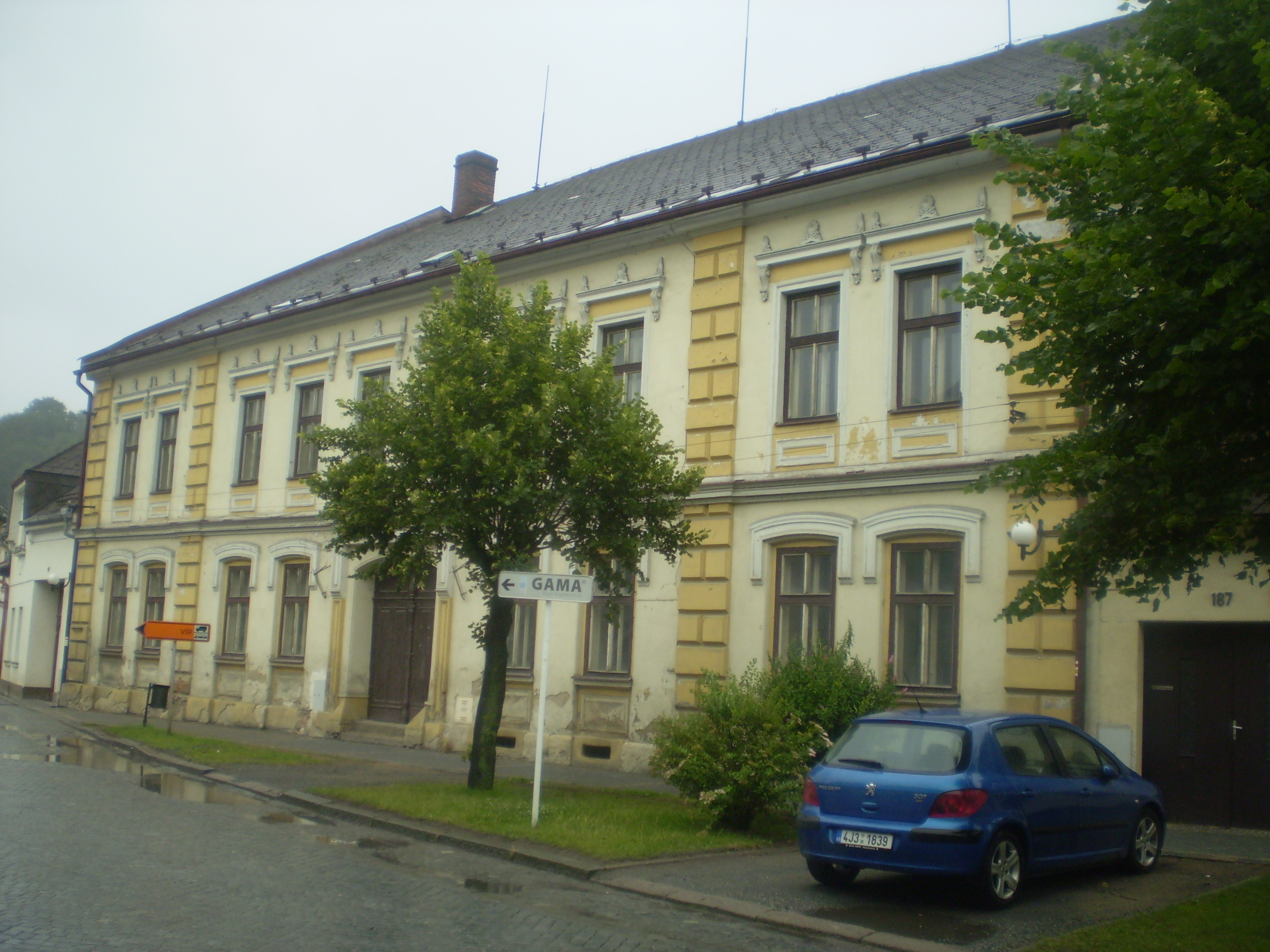
Budova bývalé tzv. Dolní školy v Jimramově

Evangelická škola byla postavena roku 1782, krátce po vydání tolerančního patentu. Prvním známým učitelem byl Jan Mašík, zv. Vřava. Nejprve se učilo v bytě, po roce 1792 v nově postavené společné budově školy a fary.
V roce 1870 došlo k otevření nové dvoutřídní školy, tzv. Dolní školy, na jejíž stavbu přispěl 500 zlatými i císař František Josef I. Roku 1873 došlo k rozšíření na trojtřídní. V roce 1931 budova vyhořela, ale došlo k jejímu obnovení.
V roce 1922 byly obě školy spojeny do pětitřídní obecné školy. Správcem se stal učitel Josef Kheil a vyučování probíhalo v obou budovách. Vzhledem k narůstajícímu počtu žáků, přestaly školy kapacitně vyhovovat, a proto se v roce 1905 katolická a evangelická školní rady rozhodly k vybudování nové Měšťanské školy.

#### Měšťanská škola

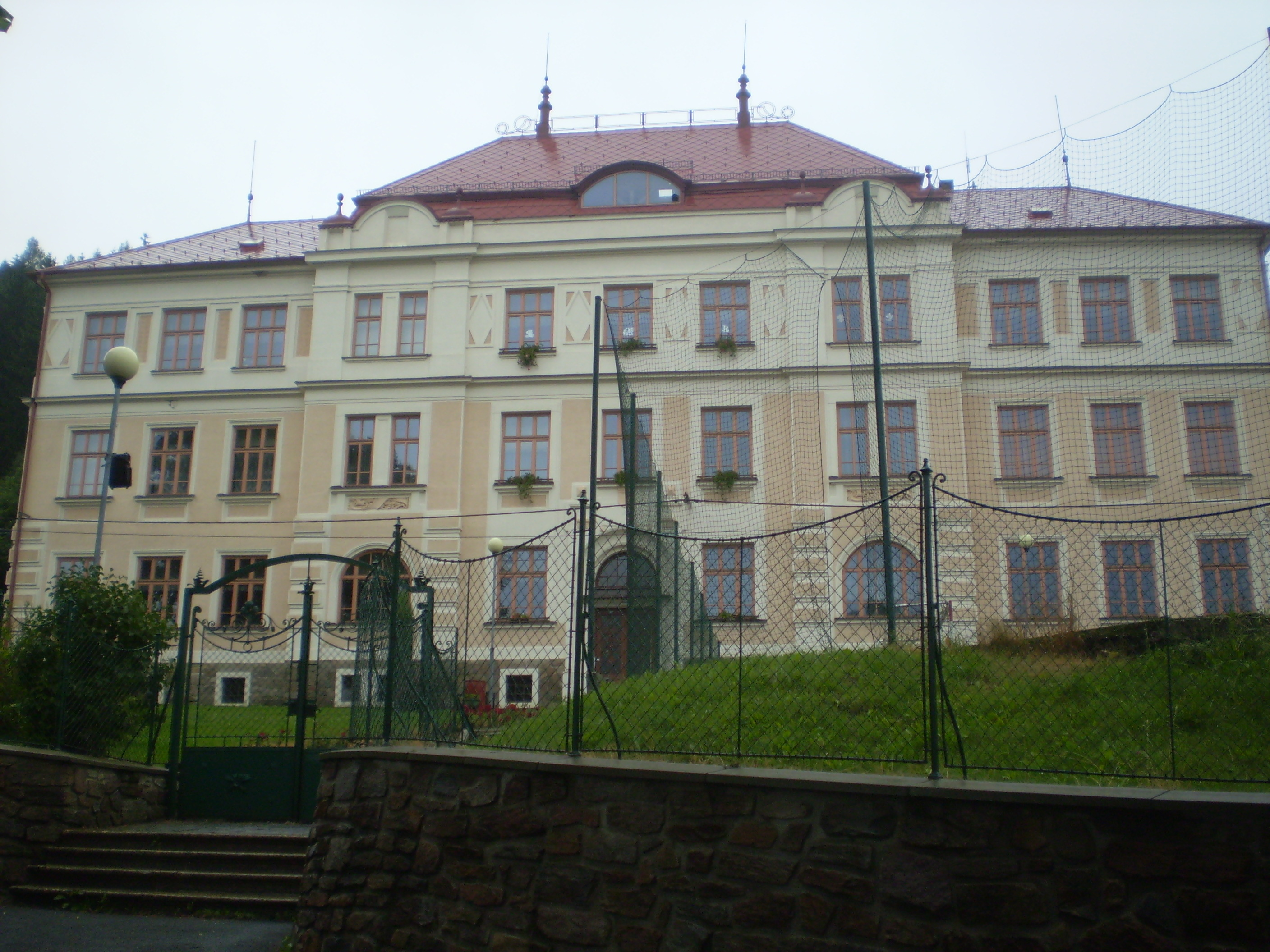
Měšťanská a zároveň současná škola

Vybudování měšťanské školy bylo domluveno v roce 1905. V roce 1906 podaly místní školní rady žádost na c.k. okresní školní radě v Novém Městě na Moravě a dne 8. října 1907 proběhlo na jimramovské radnici komisionální řízení. V něm se obce Sedliště, Trhonice, Jimramovské Pavlovice a společnosti Občanská záložna, Cyrilometodějská záložna a Sousedské lesy zavázaly k finančním příspěvkům na stavbu školy. Další obce – Nový Jimramov, Javorek, Borovnice, Ubušín a Věcov – se zavázaly poskytnout potahy na dovoz stavebního materiálu. Dále bylo domluveno, že provoz školy bude platit Jimramov, obecné školy budou rozděleny podle náboženství a žádná nebude spadat pod měšťanskou školu a měšťanská škola bude mít vlastní školní radu. Dne 27. dubna 1908 bylo povoleno zřízení trojtřídní měšťanské školy, která dočasně sídlila v domě u Obručníků. Prozatímním ředitelem jmenovali Bohdana Hejduka, dalším učitelem je znám František Vítek. Dne 16. září 1908 v 8 hodin zahájili bohoslužby v kostelích první školní rok. Učil se zde zeměpis, dějepis, počty, měřičství, rýsování, čeština, přírodopis, přírodozpyt, kreslení, psaní, zpěv, tělocvik a němčina.
Současně probíhala jednání o vybudování budovy školy. Vytvořením plánů pověřili ing. Vladimíra Fischera z Brna. Ten navrhl postavit dvě jednopatrové budovy, vzdálené 10 m od sebe. V jedné budově měly mít ředitel a školník své byty, do druhé se měly umístit 3 učebny a sociální zařízení. Po upozornění ředitele Hejduka, že se v současné době zřizují čtyřtřídní měšťanské školy a také se staví dívčí školy a kapacita by tak nemusela stačit, došlo ke změně plánů. Dne 14. října 1908 byly odsouhlaseny nové plány, podle kterých se vybudovala jen jedna budova. V ní měly být umístěny 4 učebny, učebna ručních prací, kreslírna s kabinetem, tělocvična, šatny, dva kabinety, sborovna, ředitelna, sociální zařízení, byt ředitele se třemi pokoji a příslušenstvím a byt školníka s kuchyní a pokojem, přičemž oba byty měly mít samostatný vchod. V projektu byly také vyznačeny zahrady, cvičiště, dvůr, studny, ploty, příjezdová cesta a na dvoře dřevník, kurník, a chlívek pro husy a černý dobytek. Zároveň bylo vybráno místo pro stavbu, pozemek hraběte Belcrediho na Padělku, jenž škole daroval. Okresní školní rada jako ředitele definitivně vybrala Bohdana Hejduka, odborným učitelem se stal František Ondruška. Dne 31. března 1909 schválilo ministerstvo přejmenování školy na nový název – Jubilejní měšťanská škola Jeho Veličenstva císaře a krále Františka Josefa I.

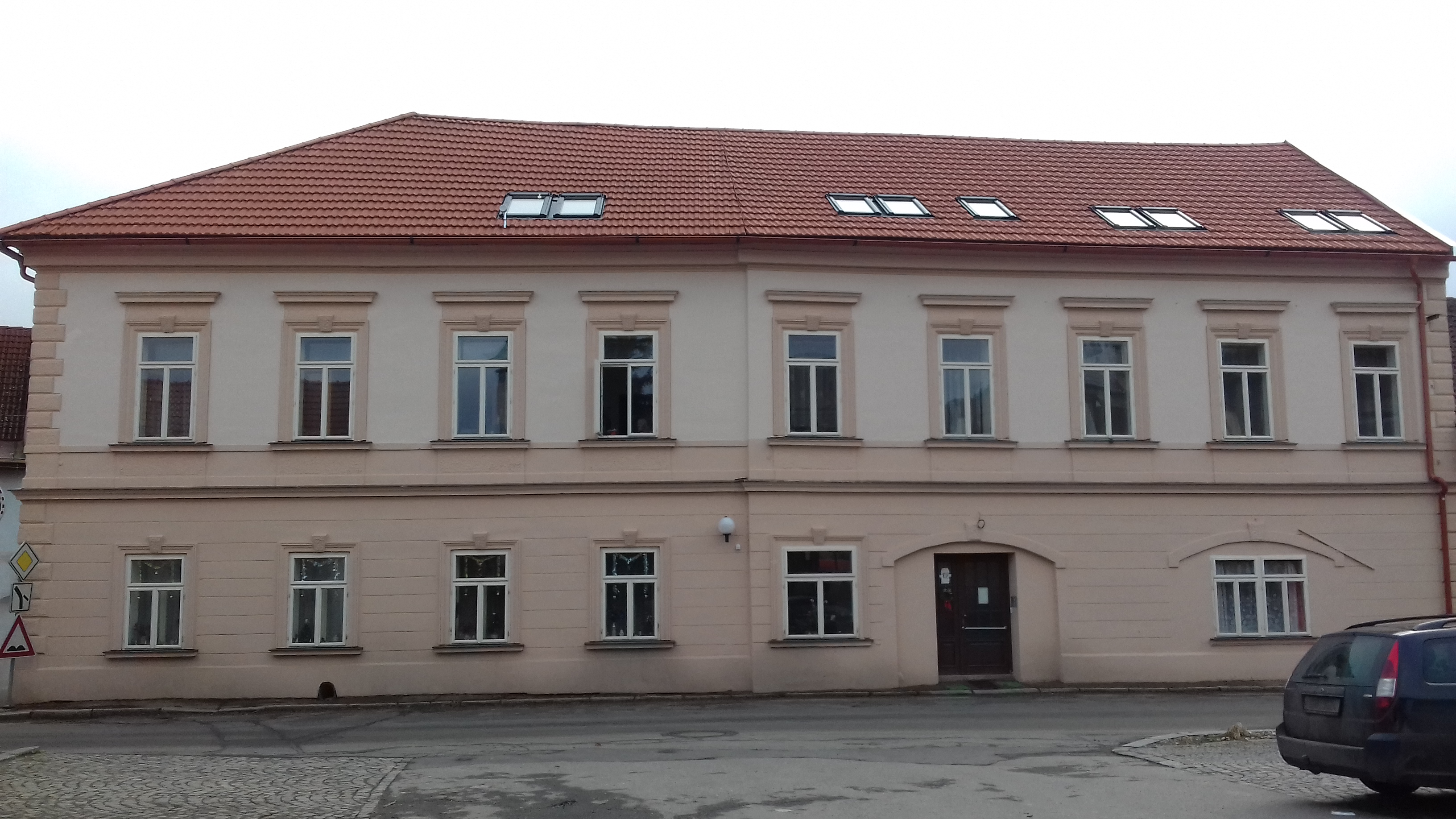
Budova bývalého hotelu Koruna, kde se ve školním roce 1909/1910 nacházela 2. třída měšťanské školy

Dne 4. dubna 1909 schválilo vedení městečka výstavbu školy v ceně 123 000 korun a dne 18. dubna obdrželo stavební povolení. Stavbou byla pověřena jimramovská firma Čeňka a Josefa Veselských, kteří cenu stanovili na 110 085 korun. 16. května byla podána žádost o zřízení dívčí školy, ovšem kvůli špatné ekonomické situaci země došlo k jejímu zamítnutí. Stavba chlapecké školy začala 17. května 1909. Školní rok 1909/1910 znamenal otevření 2. třídy, která se nacházela v patře hostince Koruna. Dne 6. září 1910 byla budova měšťanské školy za asistence c.k. okresního hejtmanství v Novém Městě na Moravě zkolaudována a výuka zde byla 8. září povolena.
Školní rok, první v nové budově, byl zahájen 16. září 1910 bohoslužbami v kostelích. Zároveň byla otevřena 3. třída. Výnos ministerstva povolil se zúčastnit výuky také dívkách (jako hospitantky). Žáci byli přijímáni od 11 let a vyučovalo se zde náboženství, čeština, zeměpis, dějepis, přírodopis, přírodozpyt, počty, měřičství, rýsování, kreslení, krasopis, zpěv, tělocvik a nepovinně pak němčina a ženské ruční práce. Kromě toho byli hodnoceni také za mravy, pilnost a úpravu písemných prací. V roce 1919 se své první třídy na měšťanské škole dočkaly také dívky. Roku 1920 byla otevřena živnostenská škola pokračovací.
Po roce 1948 byl několikrát změněn nejen vzdělávací systém, ale také školská vzdělávací soustava. V roce 1953 došlo k zavedení povinné osmileté školní docházky od 6 do 14 let. V roce 1960 došlo k prodloužení na devět let a v roce 1980 dokonce na deset let, přičemž základní škola byla na osm let. V roce 1996 došlo k návratu na devítiletou školní docházku.

#### Současná škola
Současná škola je pokračovatelkou měšťanské školy. Už počátkem 80. let začaly snahy o vybudování přístavby, kam by se přesunuli žáci z nevyhovujících prostor škol na náměstí. Dne 6. května 1983 byl položen základní kámen přístavby školy. Ke slavnostnímu otevření došlo 28. srpna 1986 a přemístili se sem třídy 2. stupně. V roce 2001 přibyla budova se školní jídelnou a kotelnou a v roce 2003 komplex uzavřela čtvrtá budova s tělocvičnou a venkovní hřiště.

#### Železniční učiliště

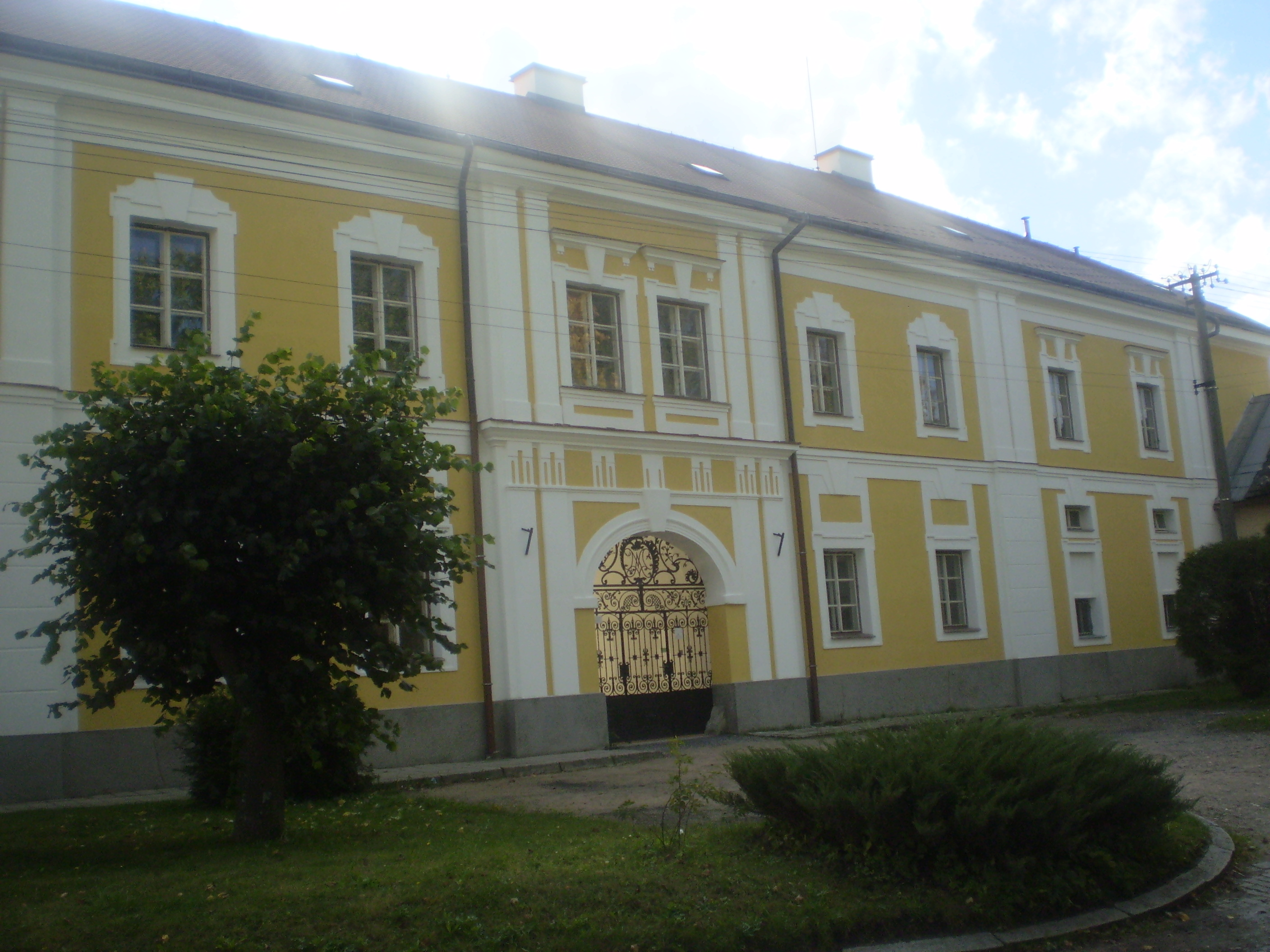
Zámek, v jehož prostorách sídlilo železniční učiliště

Od roku 1962 nebo 1963 se v prostorách jimramovského zámku nacházelo železniční učiliště (tehdy pod názvem Železniční odborné učiliště Jimramov). Škola zde fungovala do roku 1998, pak byla přesunuta do Nového Města na Moravě. Za dobu své existence několikrát změnila název – Odborné učiliště železniční Jimramov (1965–1980), Střední odborné učiliště železniční Jimramov (1980–1994) a Integrovaná střední škola dopravy a zasílatelství Jimramov (1994–1998).

### Kultura
V místním parku Bludník se každoročně na konci srpna koná hudební festival Otevřeno Jimramov, který organizuje Klub Sluníčko – Unijazz. Kromě toho zde funguje či fungovala řada dalších spolků a lidé se sdružovali v různých organizacích (rybáři, včelaři, zahrádkáři …)

#### Spolek divadelních ochotníků
Spolek roku 1875 založil vlastenec a zámecký důchodní Josef Pavelka. Ten kolem sebe sdružil několik mladých lidí a spolu zřídili v panské palírně jeviště. Hráli zde různé hry, jako např. drama Loupežníci od Friedricha Schillera. V roce 1884 při požáru zámku vyhořela také palírna, kde bylo uložené jeviště a kulisy. Členové, doplnění o studenty, se pustili do obnovy jeviště. Dne 2. srpna 1844 uspořádali u střelnice slavnost, které se zúčastnil také nedávno založený pěvecký sbor pod vedením učitele Bastla, a místní dechová hudba zde zahrála úryvky z Prodané nevěsty. Vybrané peníze posloužily na obnovu jeviště. S obnovou pomohl pozdější šéf malírny Národního divadla v Praze akademický malíř Jan Holzer, jenž ochotníkům daroval oponu s pohledem na Hradčany a několik kulis. Po stranách portálu se nacházely portréty Josefa Kajetána Tyla a Václava Klimenta Klicpery a nad oponou znak Jimramova v lipovém věnci se stuhami v barvách slovanské trikolory. Toto jeviště sloužilo do roku 1896, kdy se po postavení hostince Koruna přesunulo do sálu v prvním patře budovy. Od roku 1890 spolek vedl učitel Josef Kheil a vydržel zde až do jeho ukončení za první světové války. Po válce se očekávalo obnovení, ale nový majitel hostince dal spolku výpověď a ten poté ukončil činnost.

##### Pověst o Haně
V roce 1922 nastudovali ochotníci pod vedením Josefa Kheila dramatizaci místní pověsti. Autorem této dramatizace byl právě Kheil, jenž zde také působil jako herec a režisér. Pověst vypráví o místní služce, která na Velký pátek vstoupila do skály Kotkovice a domů se vrátila až za 100 let. Dnes je již pověst téměř zapomenutá. Text divadelního provedení se nenávratně ztratil spolu s archivem po zániku spolku. Představení mělo obrovský ohlas nejen mezi místními obyvateli, ale recenze se objevila také v novinách:
| „                              | Jsme velice vděčni autorovi za tak vzácné dílo, kterým jsme skutečně překvapeni. Kéž dostane se autorovi zasloužené přízně za mile upravenou s předvedenou část jimramovských dějin. Bylo mnohým z nás toužebným přáním, zvěčniti ty naše milé, kteří za tou zídkou dřímají věčný sen, ten ryzí duch těch charakterů, na které my rádi vzpomínáme. Překvapil jste nás, pane autore, žádná kniha by tolik nepůsobila. Obdařil jste městečko naše dílem, za něž budeme Vás navždy vzpomínat. | “ |
| — Josef Šťastný, Horácké listy | |   |

#### Orel
Orel se stal po Sokolu druhou tělovýchovnou organizací v Jimramově. K ustavení došlo dne 2. února 1921. Starostou byl jmenován konsistorní rada Jan Máchal a činnost řídil dvanáctičlenný sbor. Od samého začátku provozu se potýkali s problémem, kde budou činnost provozovat. Dočasné útočiště nalezli v budově střelnice u Sola, kde se také konala divadelní představení. V areálu bylo dále zřízeno cvičiště a postaven hudební pavilon. Jelikož areál byl využitelný pouze v letních měsících, snažili se proto získat vlastní budovu. Po jednáních s majiteli zámku se přesunuli do přestavěné bývalé budovy palírny. Zde byl vytvořen sál s jevištěm a Orel zde působil od roku 1933. Po únorovém převratu v roce 1948 musela být činnost ukončena. V roce 1968 spolek svou činnost obnovil, ale už v následujícím roce došlo k opětovnému rozpuštění. Druhého obnovení provozu se Orel dočkal až po revoluci, roku 1991.

#### Klub filatelistů Jimramov
Klub filatelistů založili v roce 1962 František Dobiáš a Miloslav Fučík pod názvem Filatelistický kroužek při Železničním učilišti Jimramov, brzy ale došlo k přeměně na Klub filatelistů 06-85. Největší rozmach zažil v 70. letech 20. století, kdy měl 32 členů, a ve stejnou dobu uspořádal propagační výstavu na radnici. V letech 1971–2001 fungoval při základní škole také kroužek mladých filatelistů, jehož členem bylo až 15 žáků. Ti se také několikrát zúčastnili krajského kola filatelistické olympiády v Brně.
Ani jimramovskému klubu se nevyhnula moderní éra, kdy dochází k postupnému úpadku klasické pošty a jejímu nahrazení poštou elektronickou. To mělo za následek postupný úbytek počtu členů klubu, který v roce 2011 dosahoval počtu 7 členů. Jimramovský klub postupně navázal spolupráci s Klubem filatelistů 06-10 ze Žďáru nad Sázavou a účastní se jejich akcí. Ten se také podílí na propagaci Jimramova, když v jejich zpravodaji např. vytiskli článek o historii jimramovské pošty či v roce 2004 vydali obrazovou dopisnici s portrétem Matěje Josefa Sychry, který je neodmyslitelně spojen se Žďárem i Jimramovem. V roce 2006 vyšla také obrazová dopisnice ke 160. výročí narození Jana Karafiáta a ke 130. výročí prvního vydání Broučků. Ve spolupráci se správou CHKO Žďárské vrchy proběhl 19. června 2010 křest známky vydané při příležitosti 40. výročí CHKO a jejíž motivem je Prosička. Zároveň se při té příležitosti používalo razítko jimramovské pošty s tolií bahenní, která je symbolem CHKO.

#### Další spolky

##### Zaniklé spolky
Kromě výše zmíněných zde existovaly také další spolky. Tyto spolky však dnes již nefungují, o některých z nich se dochovalo minimum informací.
- Střelecký spolek

Vznikl pravděpodobně ve 20. letech 19. století a sídlil v areálu střelnice U Sola. Členy byli vrchnostenští úředníci, zaměstnanci velkostatku a místní občané vykonávající vojenskou službu. Spolek se vyznačoval vojenskou organizací, členové nosili uniformy, účastnili se vojenských cvičení se zbraní a podstupovali střeleckou průpravu. Střílelo se na terče z pavilonu u Fryšávky. Terče zde byly ještě v roce 1920. K zániku spolku došlo po první světové válce.
- Spolek zalesňovací a zkrášlovací

Spolek existoval mezi lety 1882–1918, ovšem poslední zápis pochází už z roku 1886, kdy se na náměstí vysázelo lipové stromořadí. Další písemné záznamy se nedochovaly.
- Knihovní spolek

K založení došlo v roce 1897 a v občanské záložně zřídil knihovnu, která obsahovala kolem 2000 svazků knih. Měl velkou zásluhu na národním uvědomění a vylepšení kulturní úrovně obyvatel.
- Občanská beseda

Byla založena roku 1867, další zprávy o činnosti se nezachovaly.
- Odbor Národní jednoty pro jihozápadní Moravu

K založení došlo roku 1907 a činnost byla zaměřena na přednášky, jejichž obsah v některých případech měl za následek stížnosti obyvatel. V roce 1908 následovalo udání u c.k. okresního hejtmanství, vina ovšem nebyla prokázána.
- Pěvecký spolek

Spolek vznikl v roce 1887 a založil jej učitel K. Bastl s kaplanem F. Mikanem. Především se jednalo o církevní sborový zpěv, zpívali však také světské skladby. V roce 1888 je zmiňována pěvecko-hudební akademie. V roce 1889 se novým učitelem stal žďárský rodák Josef Kheil, jenž pocházel ze známé hudebnické rodiny. V Jimramově vyučoval hru na různé hudební nástroje. Kheil ze svých žáků sestavil smyčcový kvintet, jenž později tvořil základ větších hudebních těles. Vrchol hudební produkce v Jimramově představoval Dvořákův koncert v roce 1904, na kterém hrály Slovanské tance č. 7 a 8. V letech 1914–1918 došlo přerušení činnosti.

##### Dosud fungující organizace

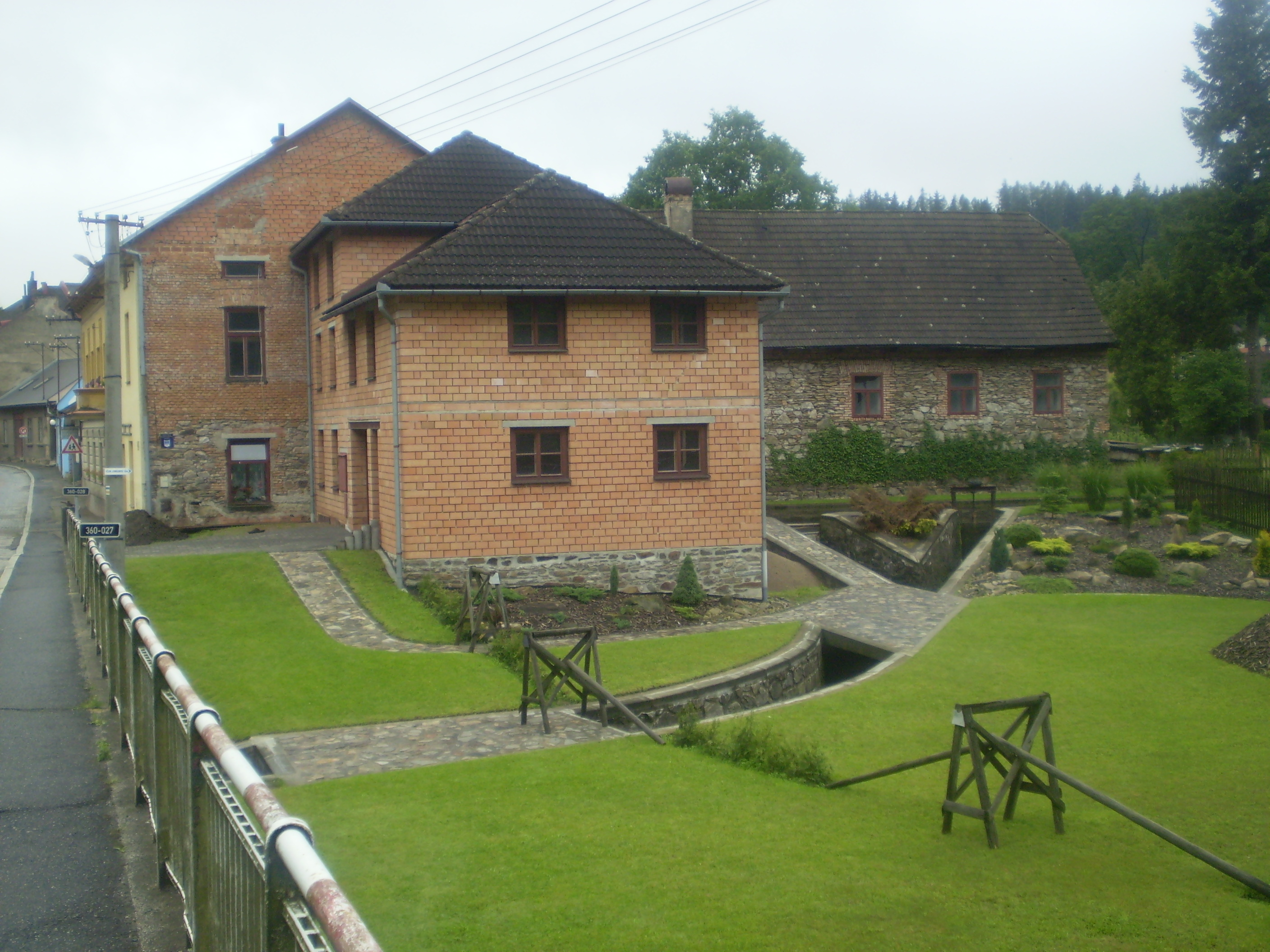
Krausův mlýn, odkud probíhala elektrifikace Jimramova

- Místní organizace Moravského rybářského svazu, o.s. Jimramov
- Základní organizace Českého svazu včelařů, o.s. Jimramov

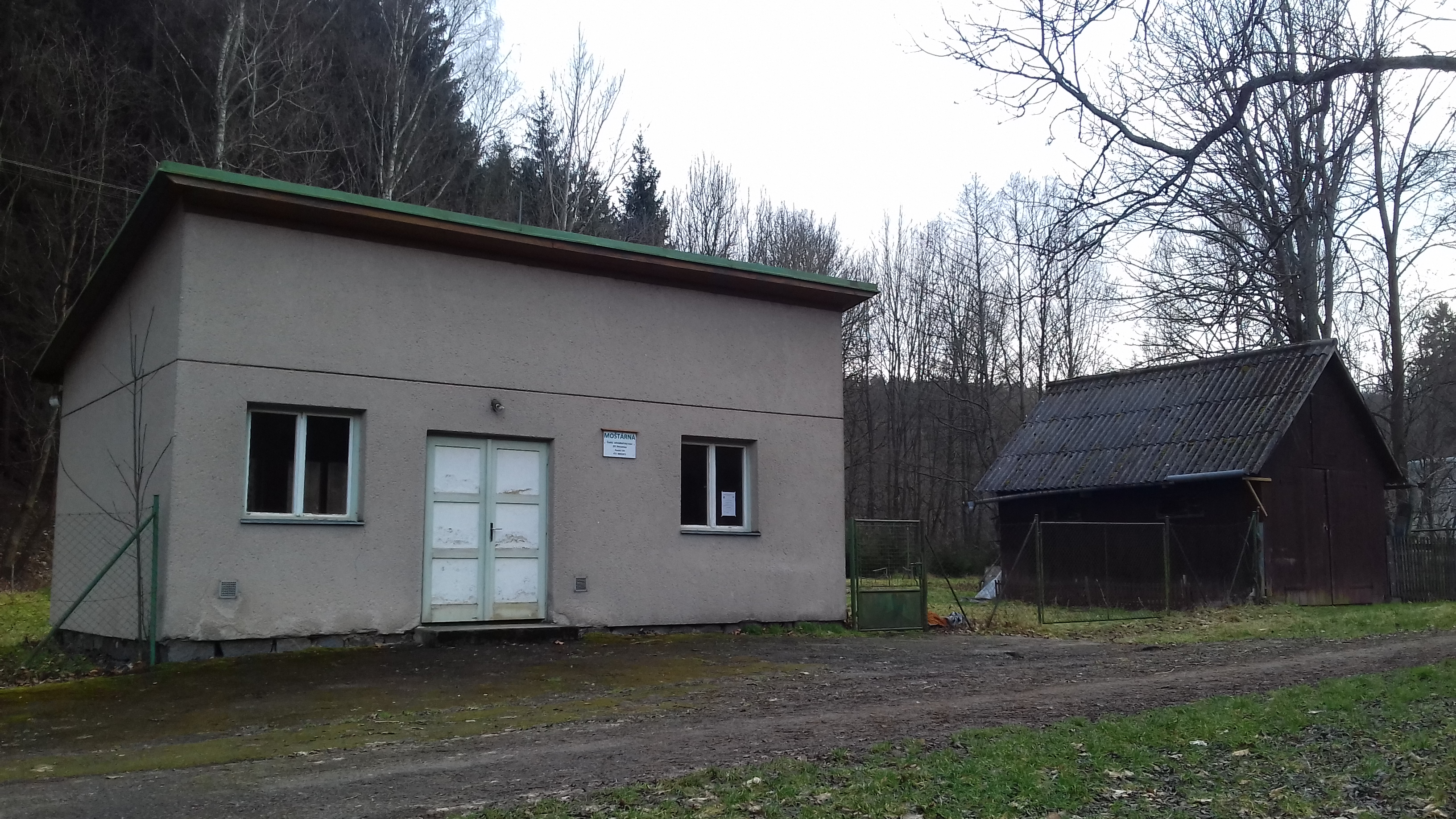
moštárna

- Základní organizace Českého zahrádkářského svazu v Jimramově

K založení organizace došlo v roce 1964 a zakládajícími členy byly Adolf Heger, Bohumil Filipi, Antonín Bradáč, Anna Juránková, Josef Dufek a p. Buchta. Organizace v té době získala pozemek, který částečně využívala jako zelinářskou zahradu, na zbytku proběhla výsadba smrků. V roce 1982 zde byla postavena moštárna, vybavená lisem, kružákem na ovoce a dalším zařízením nutným k moštování ovoce. O něco později u moštárny přibyla kůlna pro uskladnění nářadí a dřeva. K roku 2011 měla organizace 47 členů.
- Sousedské lesy Jimramov

Lesy v minulosti představovaly značný majetek městysu, ze kterého plynuly velké zisky. Značnou část z nich získali jimramovští v 16. století od Pernštejnů a právě tyto dary se staly předmětem řady sporů mezí obcí a vrchností, které se táhly až do 18. století. Majitelé zdejších 76 starousedlických gruntů pak měli právo užívat tyto lesy a zároveň došlo k jejich zavázání určenými dávkami, zapsanými v gruntovních knihách. Spory s vrchností starousedlíci, zv. sousedé, vedli úspěšně, v 19. století pak na ně navázaly spory s tzv. domkáři, neboli nově usedlými obyvateli.
V roce 1863 došlo k ustanovení lesního výboru, schválili se stanovy a následně začala zdlouhavá jednání o rozdělení, přesněji o vyloučení těchto lesů z majetku obce, aby mohlo docházet k jejich spravování starousedlými sousedy, tedy jejich právoplatnými majiteli. K uzavření jednání došlo až po 20 letech v roce 1883, když zemský výbor v Brně odsouhlasil intabulaci lesů do pozemkové knihy pro obec Jimramov, kterou vedl okresní soud v Novém Městě na Moravě, ve prospěch starousedlíků. Zaknihování ovšem nebylo vázáno na jméno vlastníka nemovitosti, nýbrž na vlastní nemovitost, přičemž dispoziční právo měly Sousedské lesy, takže každý převod nemovitosti následně vyžadoval souhlas Sousedských lesů s převodem sousedského práva na nového majitele.
Sousedské lesy měly také velkou zásluhu na elektrifikaci Jimramova. Dne 11. února 1920 došlo k uzavření smlouvy mezi majitelem mlýna p. Krausem a Sousedskými lesy. V této smlouvě s mlynář Kraus zavázal ke zřízení (vlastním nákladem) elektrárny se strojním vybavením. Sousedské lesy následně měly vybudovat rozvodnou síť a veřejné pouliční vybavení. Zároveň došlo k založení Elektrických podniků Sousedských lesů v Jimramově. Kvalita proudu pak často závisela na množství vody v řece, které ne vždy bývalo dostatečné. Nutno ovšem podotknout, že i tak se Jimramov řadil k několika málo obcím, kde se v posledních dnech války v roce 1945 svítilo elektřinou. Postupující elektrifikací v poválečném období došlo k připojení Jimramova do sítě tehdejších Západomoravských elektráren.
V roce 1961 musely Sousedské lesy svoji činnost přerušit a lesy byly předány do neomezeného užívání Lesnímu závodu v Poličce O trvalém užívání pak v roce 1967 rozhodl okresní národní výbor Žďár nad Sázavou. K obnovení činnosti došlo až po sametové revoluci a v letech 1993 a 1994 došlo také k navrácení lesů původním majitelům.

### Tarokový klub

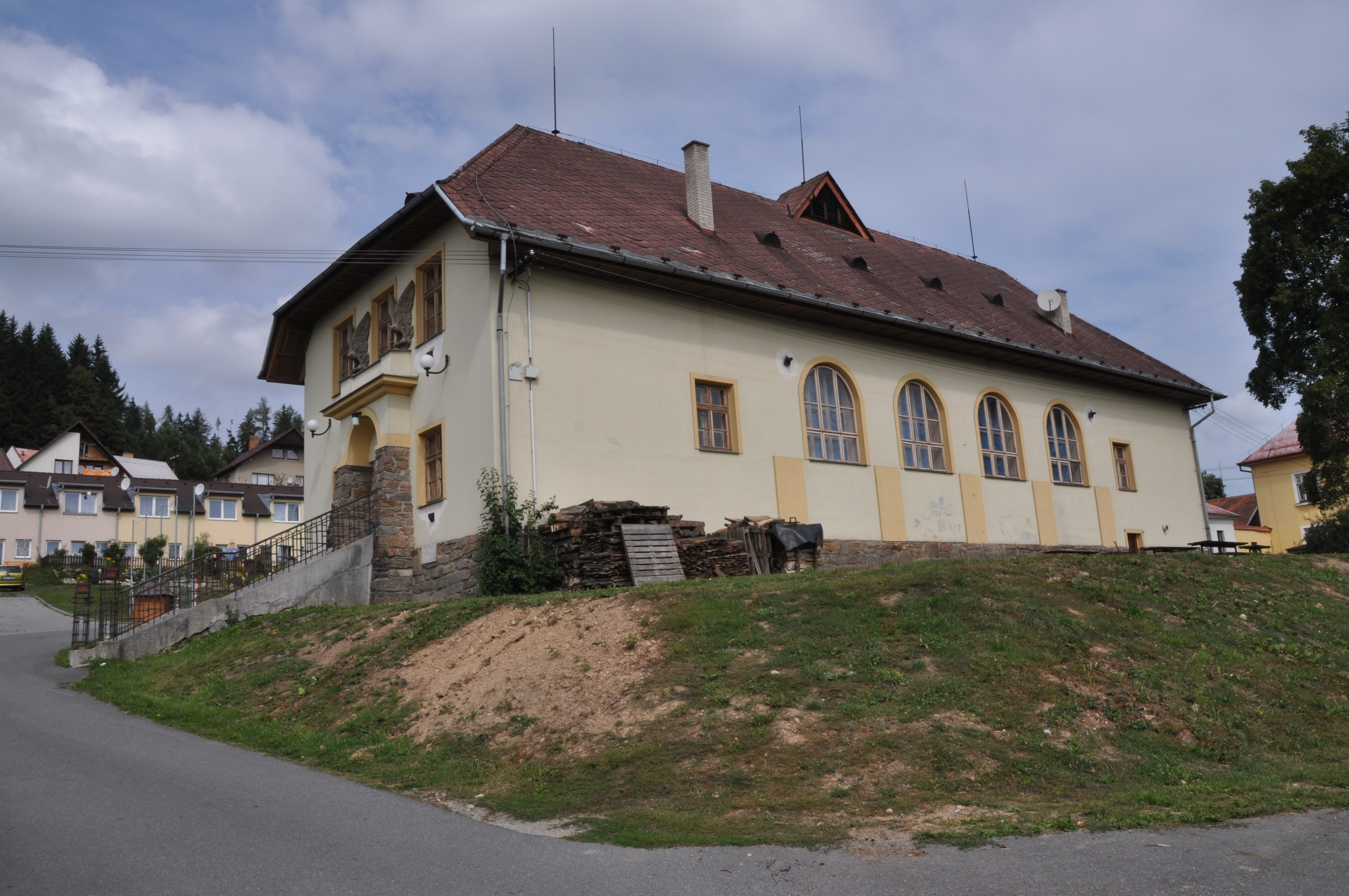
Budova sokolovny, v níž má tarokový klub zázemí

Počátky této hry v Jimramově sahají minimálně do 19. století, ve skutečnosti nejspíš ještě dál do minulosti. Hry probíhaly jak v hostincích, tak i v domácnostech. Hrálo se hlavně v neděli po bohoslužbách a často se jich účastnil také obyvatelé okolních obcí. Koncem 20. století došlo k úbytku hráčů. Přesto se našla skupinka nadšenců, kteří se rozhodli o vzkříšení taroků v Jimramově.
Jimramovský tarokový klub vznikl v roce 1997 jako první registrovaný klub tohoto druhu v České republice. Ministerstvo vnitra jej zaregistrovalo 12. prosince 1996 a dne 1. února 1997 se konala první schůze, na které byly přijaty stanovy klubu. Od roku 1991 se v Jimramově pořádá vánoční turnaj, který tvoří součást GP Vysočiny. V době vzniku měl klub 17 členů, dnes jich je 42. Od roku 1999 hraje klub v sokolovně, kde se jim podařilo zrekonstruovat bývalé šatny a vytvořit z nich klubovnu. Ta je využívána nejen pro potřeby klubu, ale také se zde konají různé společenské akce. Budoucnost taroků však v současné době ohrožuje poker, který získává stále více příznivců a hráčů.

### Klub českých turistů Jimramov a turistika

#### Klub českých turistů Jimramov
Místní odbor Klubu českých turistů navazuje na činnost původního odboru založeného ve 30. letech 20. století, který byl nucen ukončit svoji činnost během německé okupace v roce 1942. Z jeho poslední valné hromady z 18. října 1942 se dochovala prezenční listina účastníků. Z ní vyplývá, že se jí zúčastnilo 20 členů a předsedou byl tehdejší starosta městyse Alois Horák. V roce 1945 se dočkal na krátkou dobu obnovení, ale už v roce 1948 byla činnost znovu ukončena. Druhé obnovení proběhlo až po roce 2000. Z původní skupinky nadšenců se jejich počet rozrostl asi na 20 turistů, pořádajících výšlapy po okolí Jimramova, Korouhve, Strachujova, Dalečína a Bystřice nad Pernštejnem. Zařazen byl do krajské turistické organizace Pardubického kraje a za předsedu zvolen Ivan Kropáček. Ten se spolu s Jaroslavem Škorpíkem také účastnil školení průvodců a značkařů turistických tras. Po jejich odchodu je nahradil Bohumil Kalášek.
V průběhu roku pořádá řadu turistických akcí. Sezonu každoročně zahajuje vycházka z Jimramova do Daňkovic, konaná o prvním jarním víkendu. Řada turistů se účastní akcí v zahraničí, především pak zájezdů do Alp. Tradiční bývá i předsilvestrovský výstup na Prosičku.

#### Turistika
Pěší turisty může do Jimramova přivést trojice značených turistických tras – žlutá, modrá a červená. Žlutá značka vytváří turistický okruh, který spojuje Trhonický mlýn, Benátky, Jimramov a Trhonice. Část trasy od mlýna do Benátek téměř kopíruje tok Trhonického potoka. Do Jimramova vstupuje z Benátek po Benátském mostě přes Svratku, pokračuje Dolní ulicí na náměstí, přechází jej celé a vystupuje Mostní ulicí a přes Poličský most ven z Jimramova. Kousek za Jimramovem se stáčí zpět na Trhonice. Během své trasy tak obchází Horu, jejíž vrcholová partie se nazývá Smutná skála.
Modrá značka přichází od Sedlišť po Poličském mostě přes Svratku, Mostní ulicí a přes horní část náměstí do Kostelní uličky, dále vede nad zámkem Panskou ulicí ven z městysu. Za Starým mostem u Sola pokračuje po lesní cestě rovně a přes Prosičku vede směrem na Doly a Javorek. Červená značka přichází směrem od Unčína a v Benátkách se napojuje na žlutou značku, kterou následuje na jimramovské náměstí, kde přechází na modrou značku. Tu následuje až ke Starému mostu u Sola, kde se odděluje a po lesní silničce vede přes samotu Na Louži směrem na Nový Jimramov.
Ačkoliv se v Jimramově nenachází žádný lyžařský vlek (nejbližší jsou např. v Novém Jimramově, Sedlištích či Věcově), bývá městys vyhledáván i lyžaři. Výchoziště se nachází na svahu Padělka nad hrobkou Belcrediů a po svahu Padělka pokračuje nad osadu Domky, kde se rozděluje. Stezka rovně pokračuje na Jimramovské Pavlovice a po svahu Loučného kopce k rozcestí u Míchova. Stezka od Domků vpravo vede po svazích Padělka a Píckova k rozcestí u Širokého Pole, odkud pokračuje jedna z částí do lyžařského areálu v Novém Jimramově.

#### Jiří Guth-Jarkovský v Jimramově
| „                               | Pracoval jsem na vydání nové učebnice matematiky pro střední školy. Termín byl natolik krátký, že nebyl čas zajistit si dovolenou. Na poslední chvíli jsem získal doporučení od svého známého na pana Kostku, lékárníka z Jimramova, který je ochoten zajistit v tomto městečku slušný byt na letní pobyt. | “ |
| — Jiří Stanislav Guth-Jarkovský | |   |

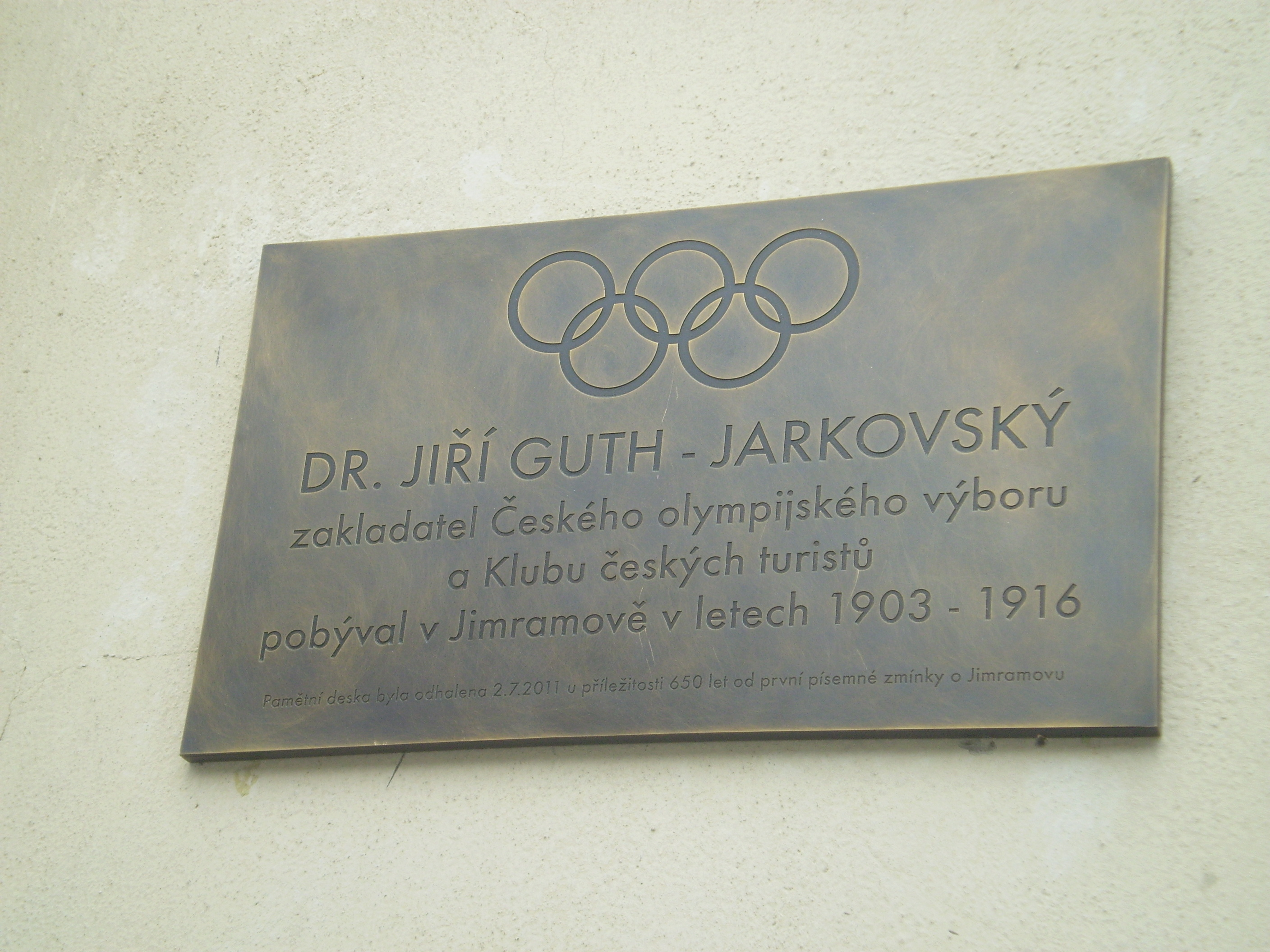
Pamětní deska Jiřího Gutha-Jarkovského v Jimramově

Takto později Jarkovský vzpomínal, jak se vlastně v roce 1903 do Jimramova dostal. Zdejší prostředí jej uchvátilo natolik, že jej nazval Meranem Českomoravské vysočiny. Spolu se svou manželkou se do Jimramova vrátil v následujících letech ještě dvanáctkrát, jejich pobyty přerušila pouze první světová válka. V letech 1906–1913 napsal a v časopise Turista publikoval několik článků o Jimramově a okolí – např. Jimramov (zabývá se zde historií a současným životem Jimramova), Z Jimramova do Chudobína, Údolím Svratky (cesta z Víru údolím Svratky přes Chudobín a Dalečín do Jimramova) či Ze Švýcarska rovnou do Jimramova (cesta údolím Fryšávky do Sněžného). Průvodce mu na jeho cestách dělal jimramovský učitel Josef Kheil, který místa také fotografoval.

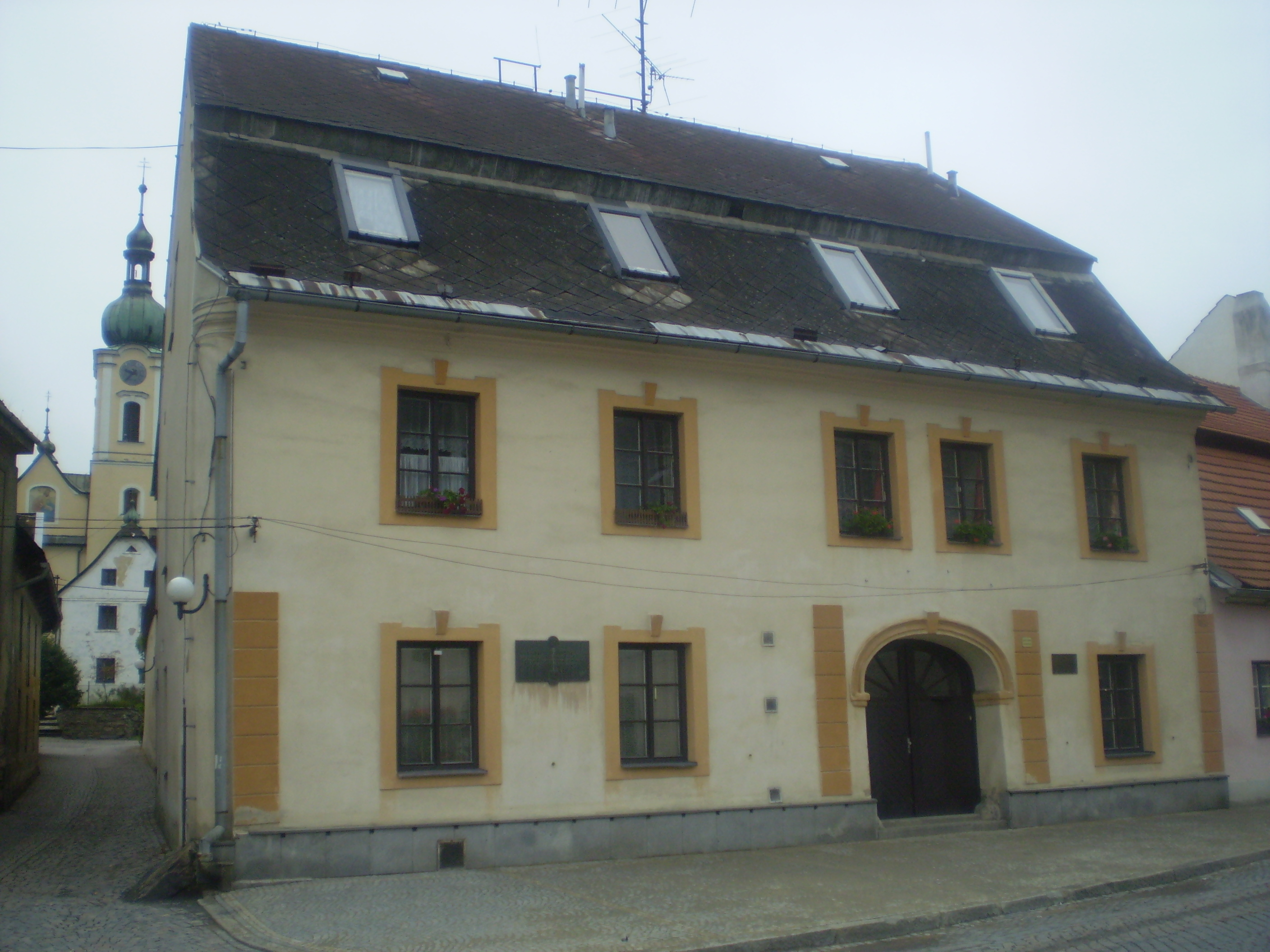
Dům U Slunce, ve kterém Guthovi patrně bydleli

Kde však Guthovi při svých pobytech bydleli? Patrně to nebylo v jednom domě, ale využívali jich několik. Během prvního pobytu zřejmě bydleli přímo u lékárníka Kostky na náměstí v domě čp. 11. Tomu nasvědčuje i fakt, že podle dochovaných zpráv bydleli v domě u řeky, kde jejich syn Gaston jezdil v lodičce spolu s Karlem Mrštíkem (ten pobýval u své tety Jelínkové v čp. 13). Při některém z dalších pobytů bydleli v domě U slunce, jak napovídá zmínka paní Guthové, která vzpomínala, že z okna jejich bytu viděla na protější straně obchodnici paní Zástěrovou (čp. 37), jak jim mává z okna. V dopise Karla Pohořelého, který psal Gastonovi Guthovi, se objevuje možnost, že Guthovi bydleli v Dolní ulici u Šauerů (čp. 5). Pro tuto možnost však neexistuje žádný písemný doklad.
O vztahu dr. Jarkovského k Jimramovu svědčí i jeho poděkování za zaslanou brožuru o Jimramovu z roku 1931:
| „ | ... zvláště děkuji za pěknou a pro mě zajímavou knížku – Jimramov. Vždyť býval Jimramov druhým mým domovem a znal jsem tam každý kout ... | “ |

### Muzeum

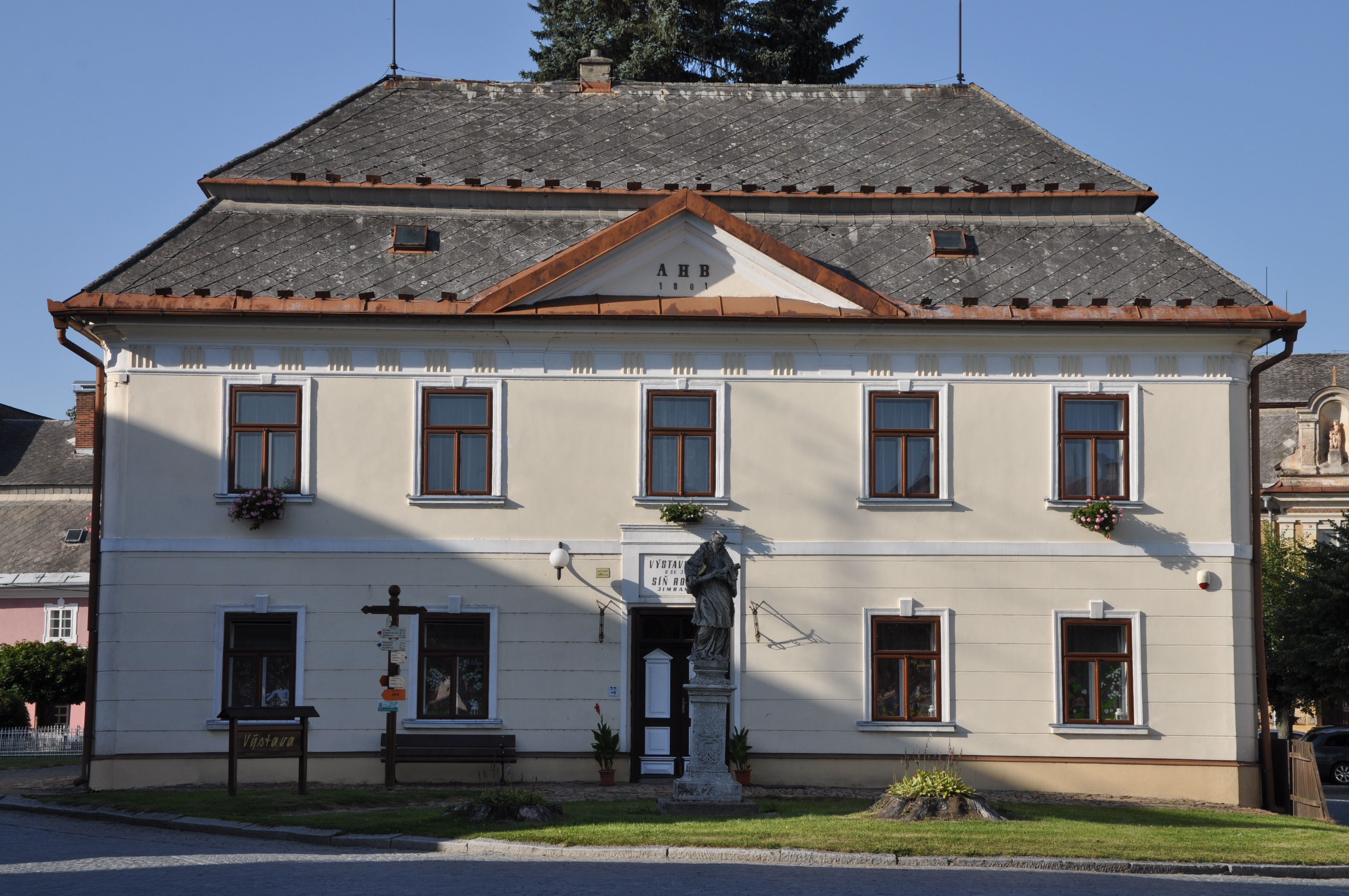
Bývalá horní škola, dnes Síň rodáků a Výstavní síň U svatého Jana

Jediné jimramovské muzeum, Síň rodáků, se nachází v bývalé tzv. Horní škole na náměstí Jana Karafiáta. K jeho otevření došlo v prosince 1998 a výstavní prostory byly upraveny na základě návrhu architekta Ing. Jana Doležala z Brna. Muzeum je rozděleno na tři expozice, přičemž ta hlavní se věnuje osobnostem spojenými s Jimramovem – např. Aloisovi a Vilémovi Mrštíkům, Karlu Slavíčkovi, Matěji Josefu Sychrovi či Michalu Blažkovi. Vlastní expozici má spisovatel Jan Karafiát. Třetí expozice je pak věnována Životu na Vysočina a součástí je betlém od místního řezbáře p. Pivoňky.
Dominantu muzea představuje dioráma Broučci od Jiřího Trnky, původně vytvořený pro světovou výstavu Expo 1939 v New Yorku, která se ovšem kvůli válce neuskutečnila. Poprvé tak bylo vystaveno v roce 1940 v Uměleckoprůmyslovém muzeu v Praze při příležitosti výstavy Malíř naděluje dětem. V roce 1958 se objevilo i na Expu v Bruselu. V roce 2004 se část dioramatu dostala na výstavu o Jiřím Trnkovi v Japonsku. V roce 2011 při příležitosti oslav 100 let od narození Jiřího Trnky a výstavy v Plzni prošlo kompletní rekonstrukcí. Dnes je v majetku Českobratrské církve evangelické, které jej nejprve vystavovalo v jimramovském evangelickém kostele, později přešlo do jimramovského muzea.

### Galerie

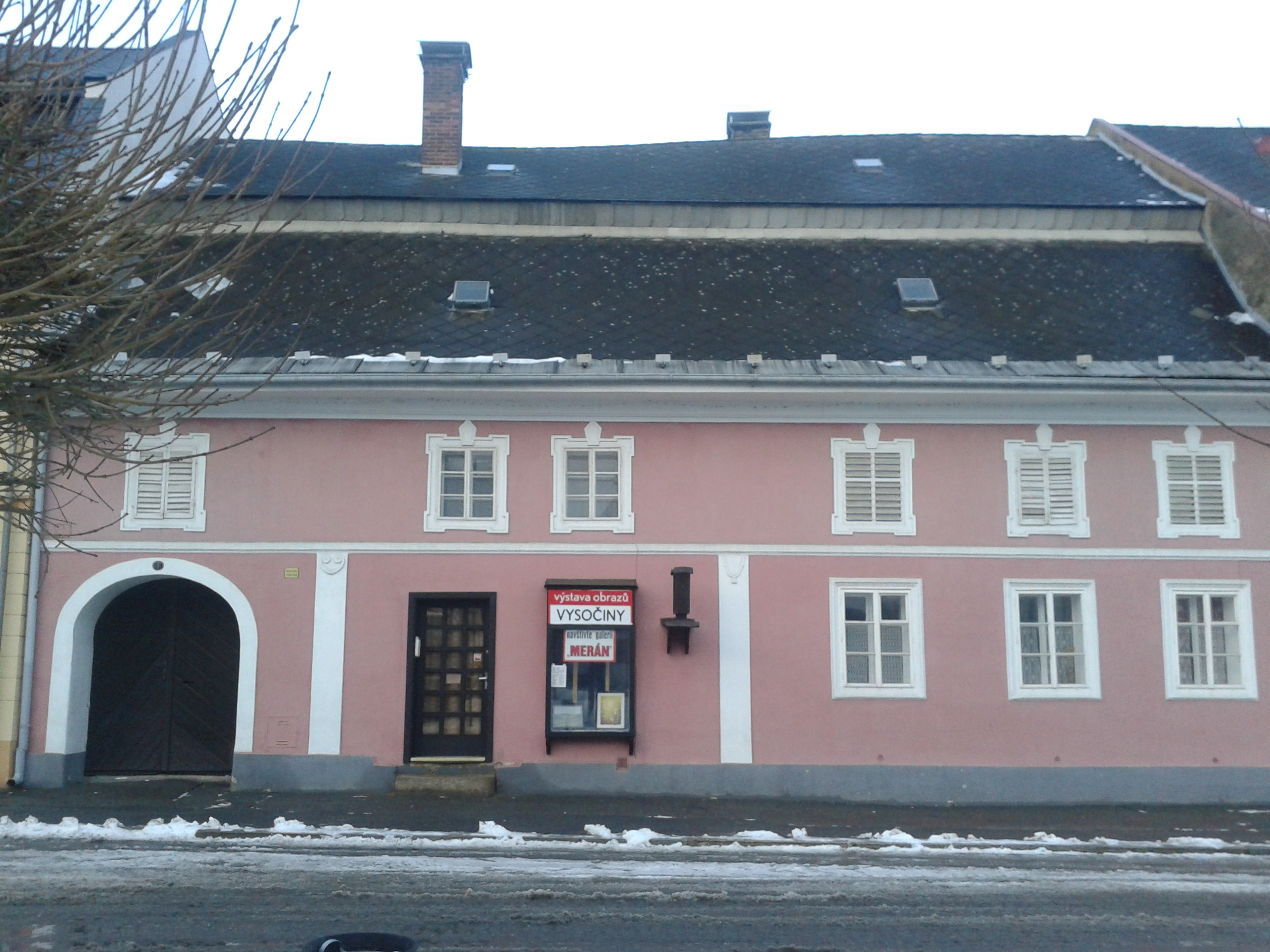
Galerie Merán Jimramov

V roce 2015 se v Jimramově nacházely dvě galerie, resp. jedna výstavní síň a jedna galerie.

#### Výstavní síň U sv. Jana v Jimramově
Výstavní síň U svatého Jana se nachází na náměstí Jana Karafiáta v Jimramově v prostorách tzv. Horní školy, o kterou se dělí s muzeem Síň rodáků.

#### Galerie Merán Jimramov
Prodejní galerie Merán Jimramov s výstavní síní malířů Vysočiny se nachází v domě čp. 38 na náměstí Jana Karafiáta v Jimramově.

## Pamětihodnosti

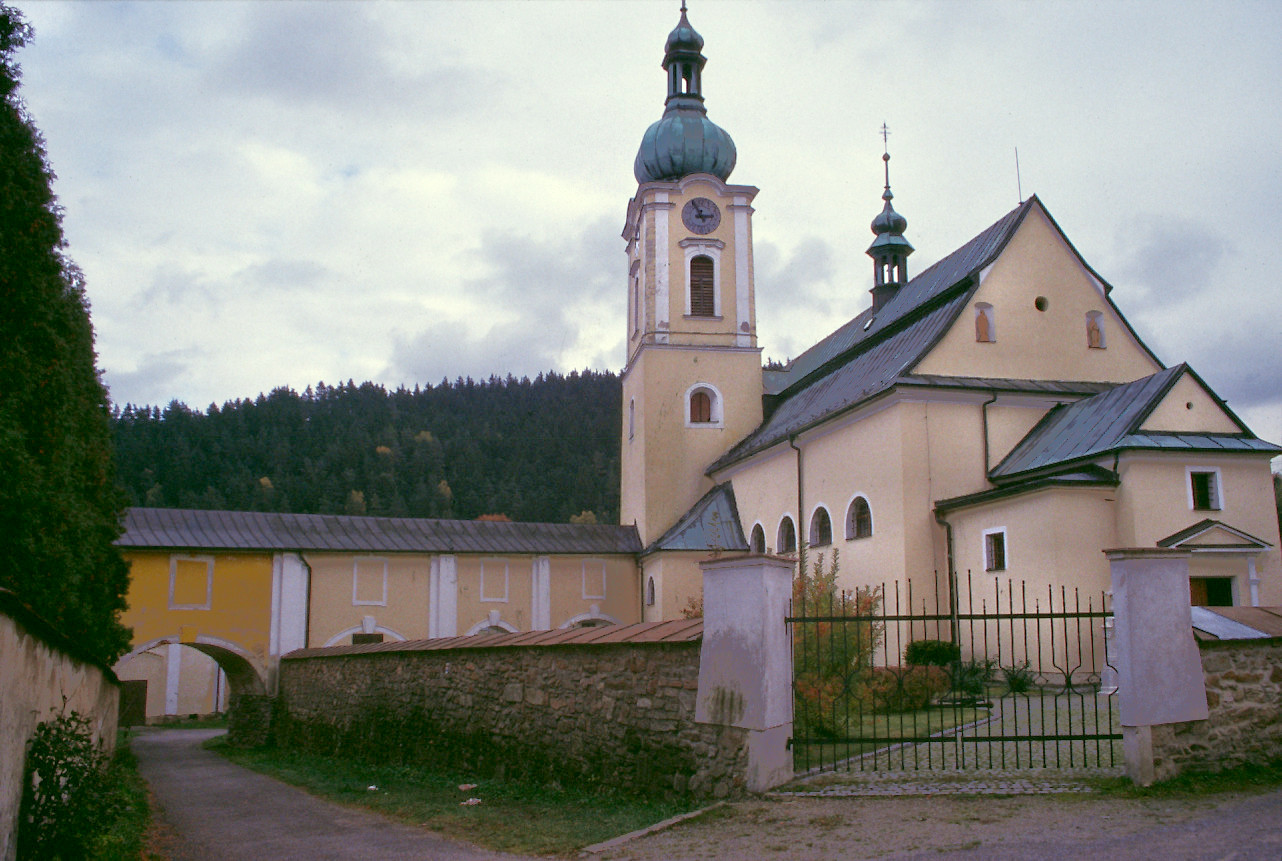
Kostel Narození Panny Marie

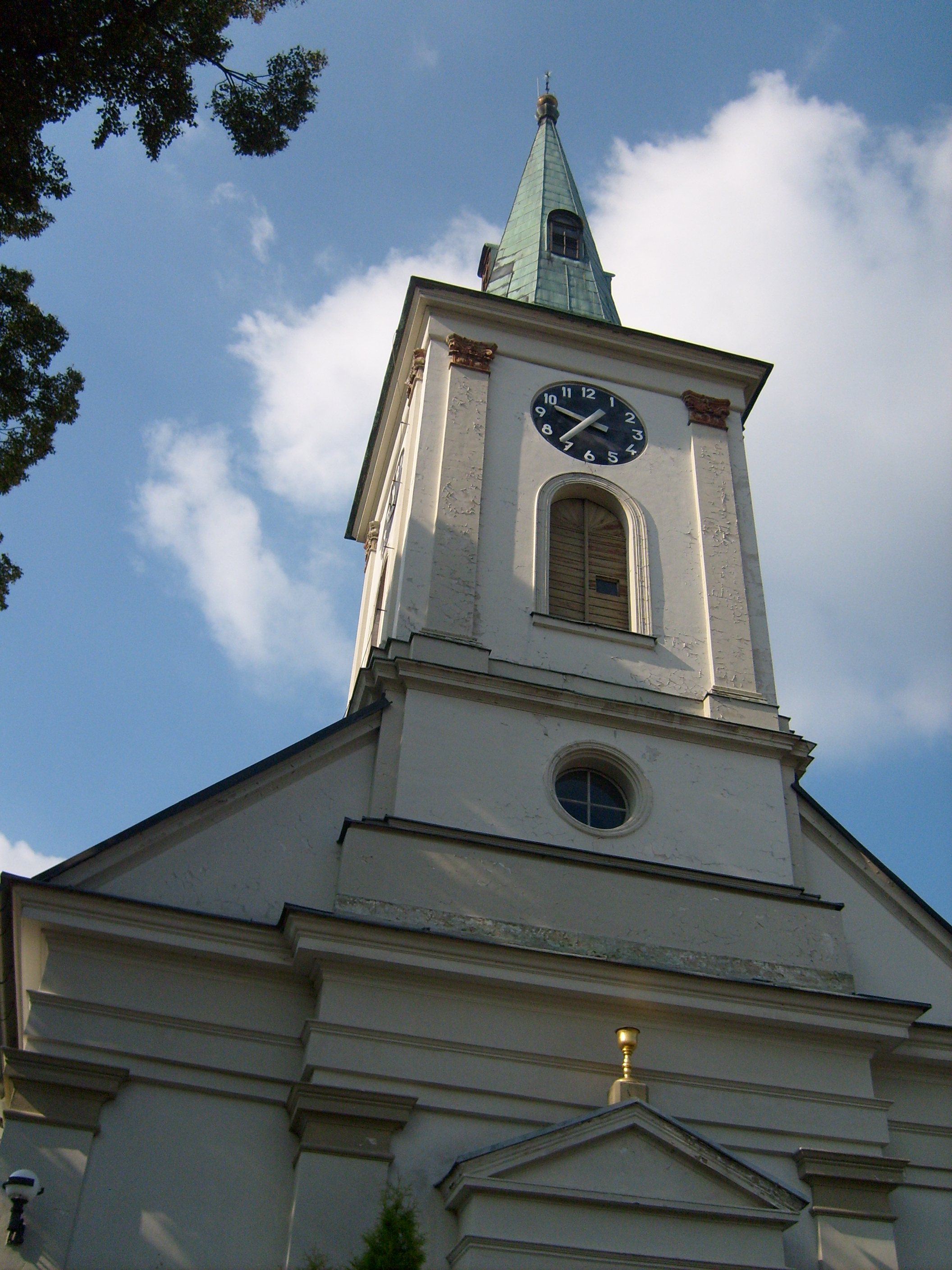
Evangelický kostel

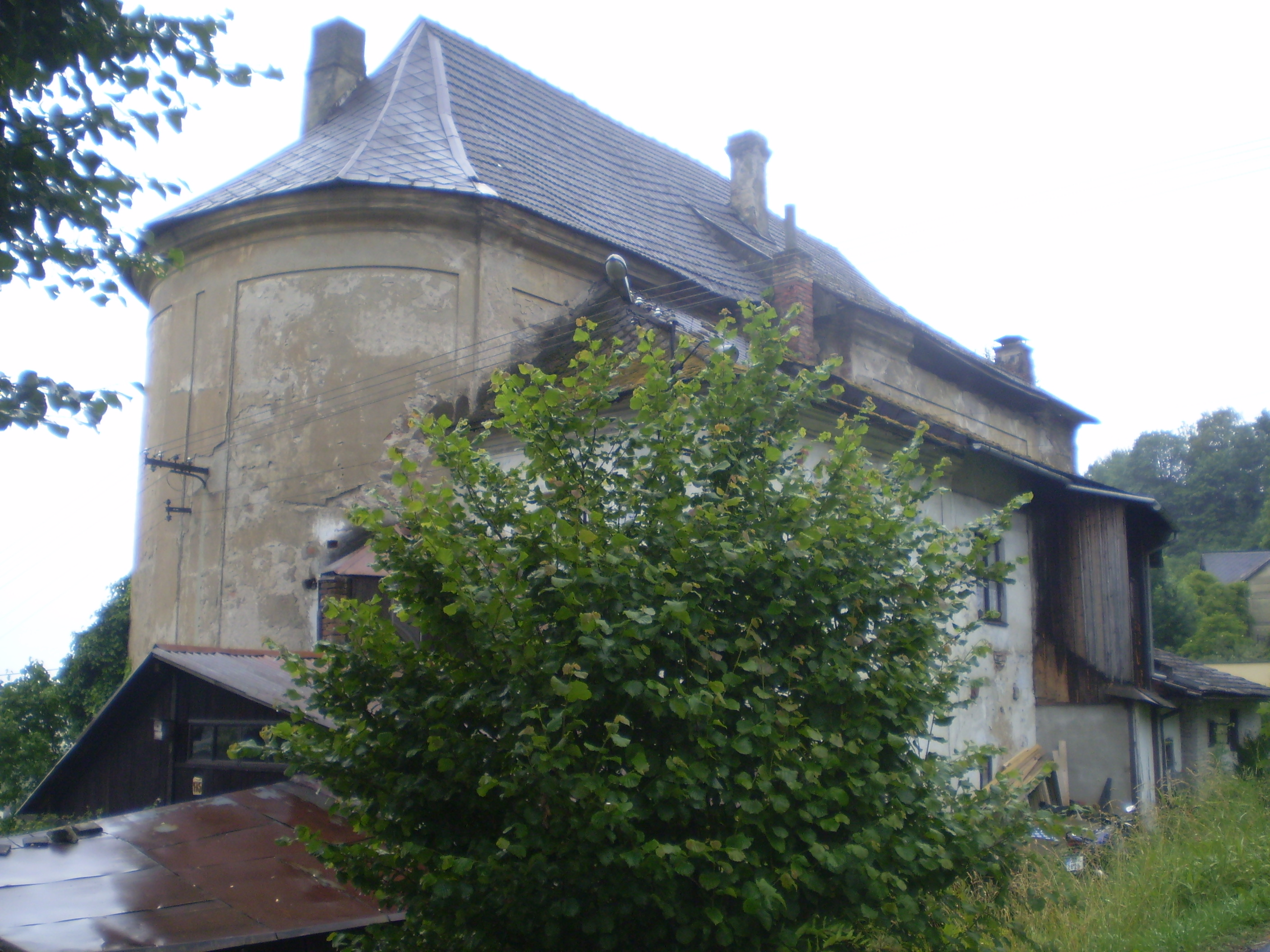
Bývalý kostel sv. Matouše

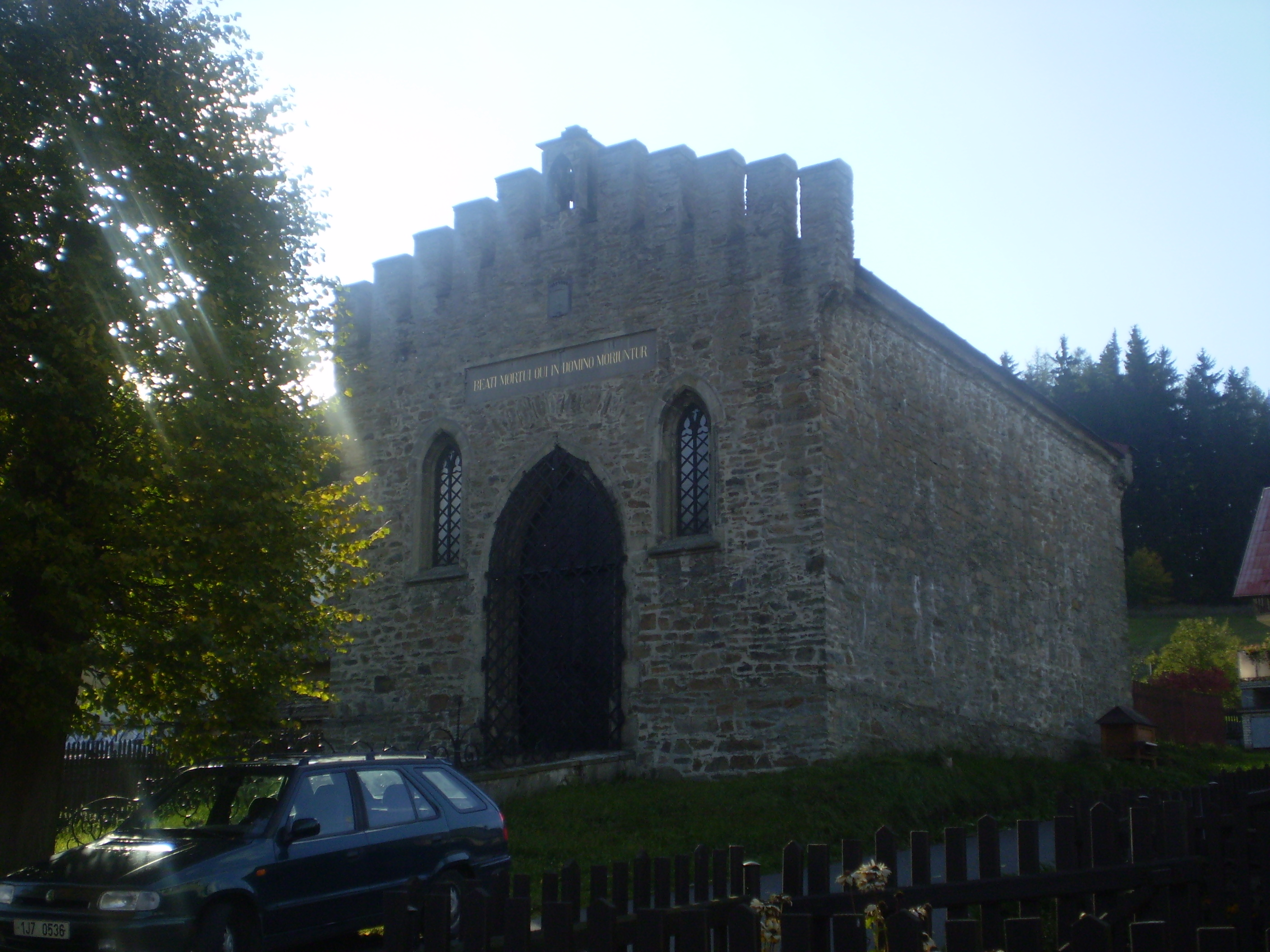
Hrobka Belcrediů

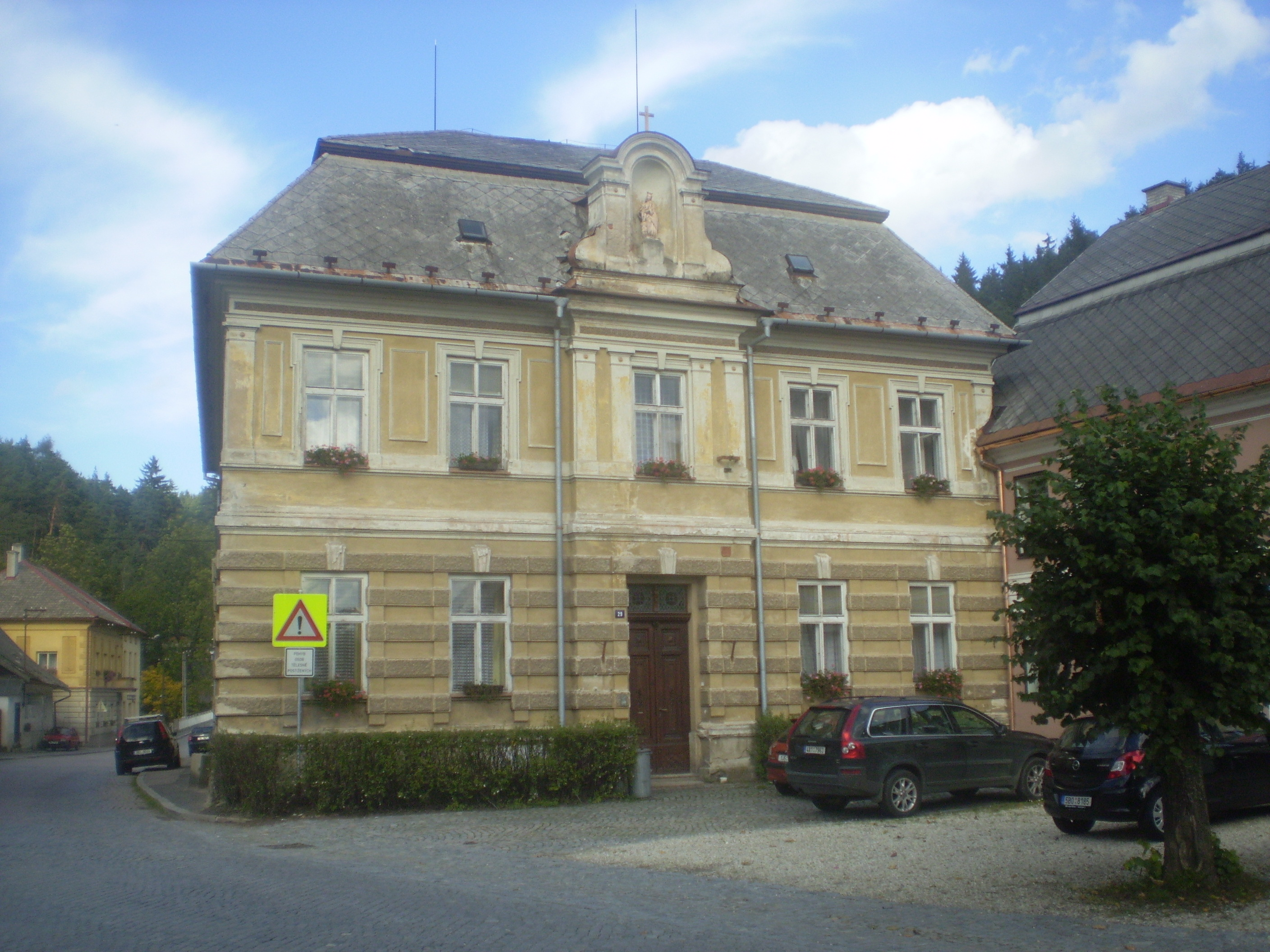
Christianeum

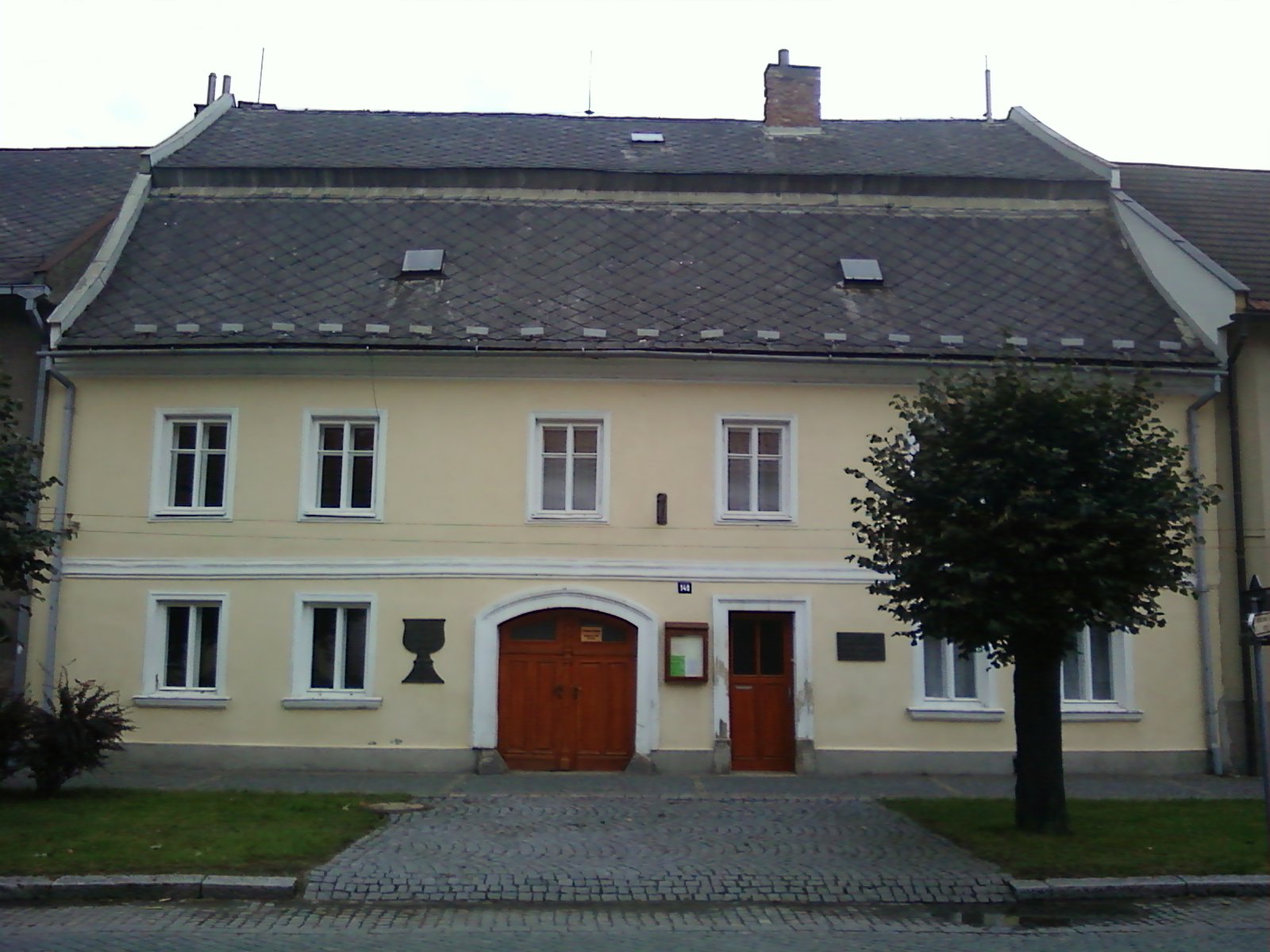
Evangelická fara

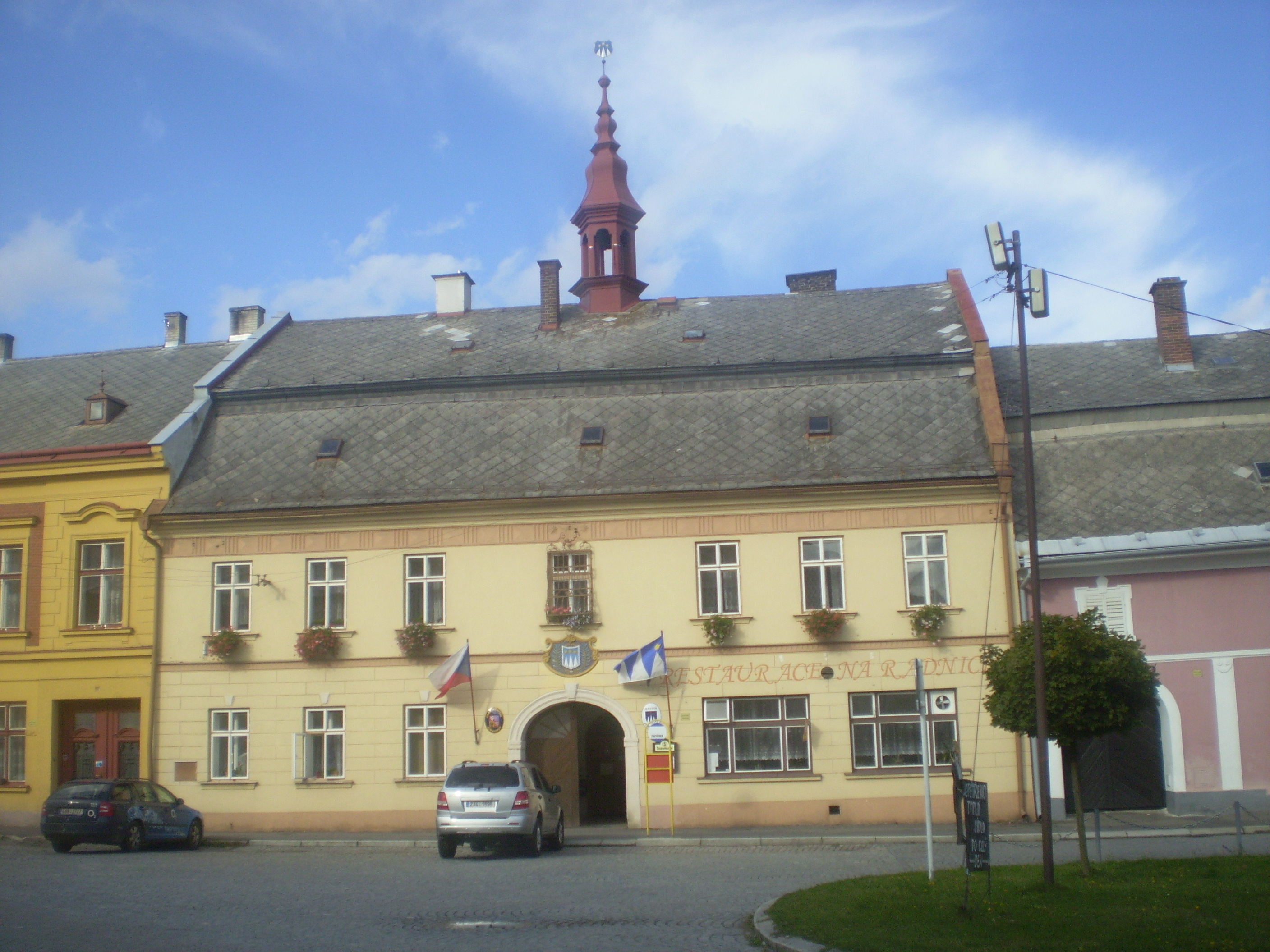
Radnice

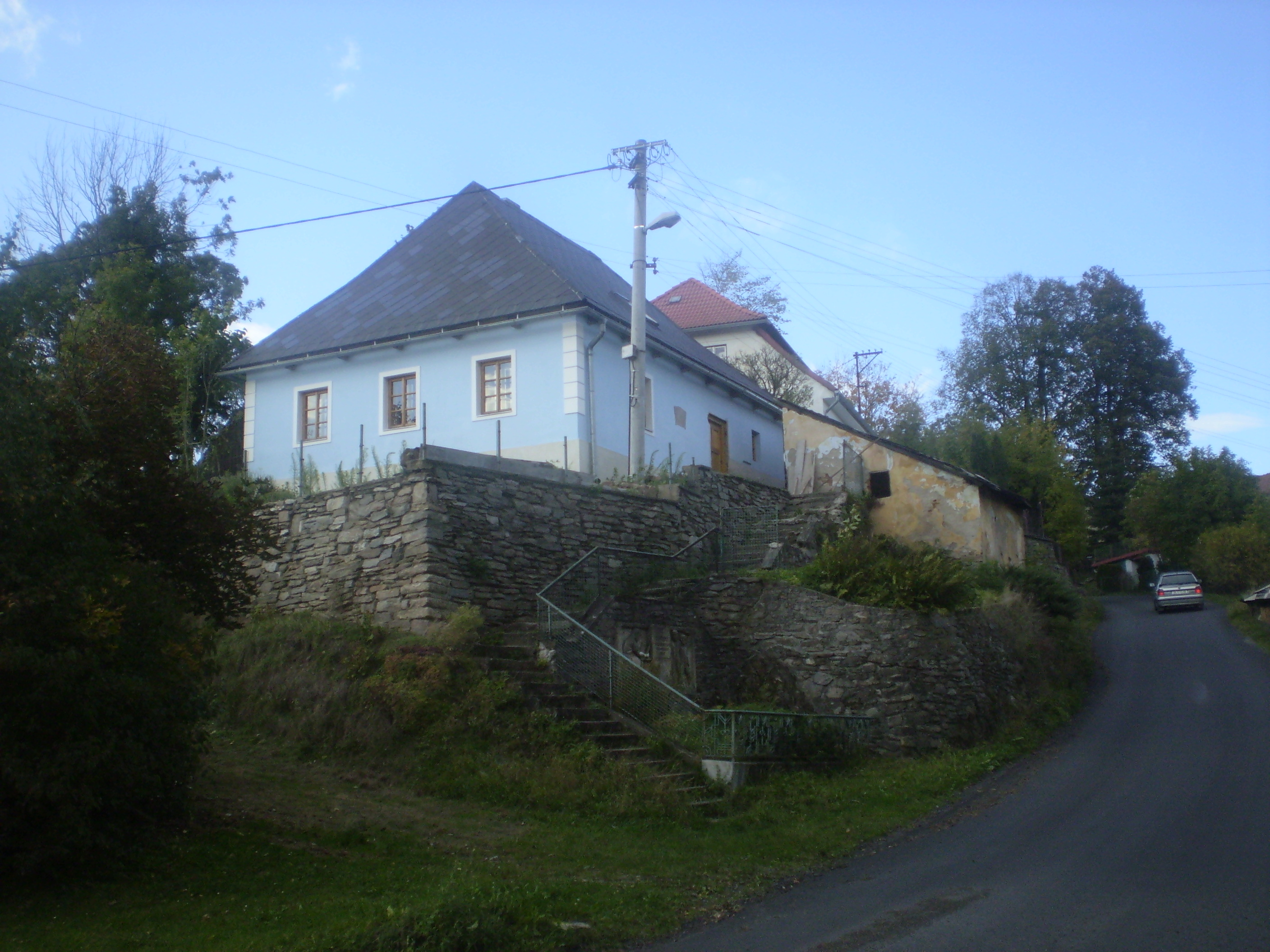
Rodný dům bratří Mrštíků

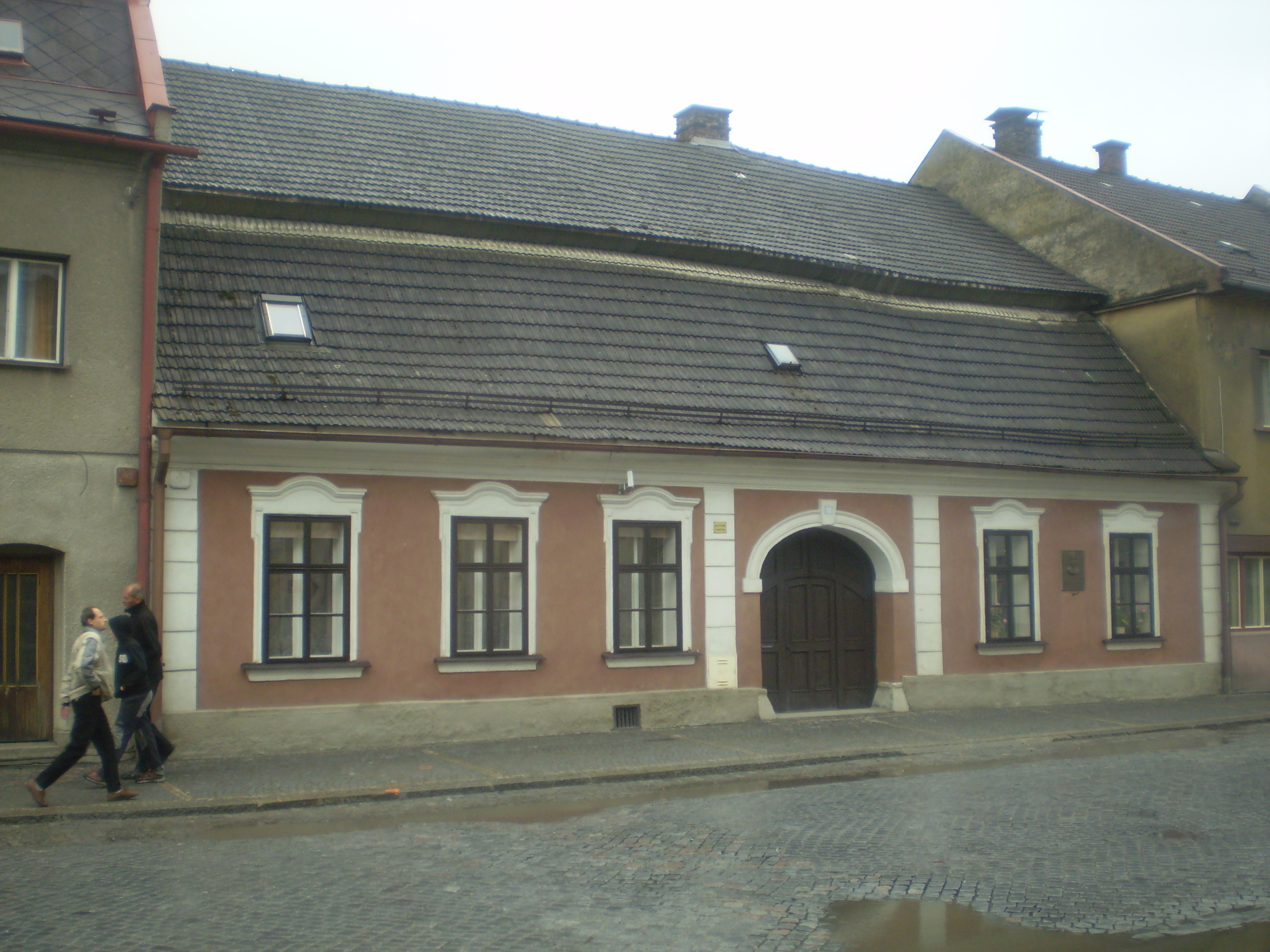
Rodný dům Jana Karafiáta

Jelikož se městysu vyhnula komunistická paneláková zástavba, zachoval si Jimramov starobylý ráz. Převážně v centru obce se nachází přes 60 domů zahrnutých v roce 1991 do Městské památkové zóny. Nedaleko obce se nachází přírodní památka Prosička.

### Kostel Narození Panny Marie
Kostel Narození Panny Marie je farním kostelem v Jimramově, podobu získal při přestavbě ke konci 18. století.

### Evangelický kostel
Evangelický kostel v Jimramově byl postaven naproti kostelu Narození Panny Marie ke konci 18. století. Je chráněn jako kulturní památka.

### Kostel sv. Matouše
Kostel byl vystavěn v letech 1767–1769. Roku 1783 byl však zrušen a přeměněna na byty. Dnes je v havarijním stavu. V jeho blízkosti stávala v minulosti kaple stejného zasvěcení, která byla později přeměněna na byt a roku 1954 zbořena. Podle ní se jmenuje i nedaleká ulice.

### Pohřební kaple Belcrediů
Novogotická pohřební kaple rodiny Belcrediů byla v Jimramově postavena v roce 1832,[zdroj?] v hrobce je pohřbeno 16 členů rodiny.[zdroj?]

### Christianeum
Chrisianeum je budova bývalého kláštera v Jimramově.

### Evangelická fara
K výstavbě došlo krátce po vydání Tolerančního patentu, v letech 1789–1791. Toleranční patent umožňoval kromě římskokatolického vyznání také vyznání augšpurské, helvetské a řeckopravoslavné. V letech 1957–1959 došlo v budově k vybudování sborového sálu, tzv. Karafiátova síň. Autorem byl architekt Pavel Bareš a její zdi zdobí výjevy z Broučků. V roce 1985 došlo na základě návrhu Miroslava Rady k jejímu upravení.

### Socha svatého Jana Nepomuckého před Horní školou
Barokní socha sv. Jana Nepomuckého pochází pravděpodobně z roku 1712. Nechala ji vytvořit Marie Anna z Nübern. Na podstavci se nachází erby Bornstettů a Nübernů a také latinský nápis – HaeC petra DIVo NepoMVCeno posIta est. Velká písmena představují piktogram letopočtu 1712, který je buď rokem příchodu Nübernů na jimramovské panství, nebo rokem zhotovení sochy. Je považována za jednu z nejstarších v bývalém novoměstském okrese.
Původně stávala před zámkem, později před kostelem a nyní je před Horní školou.

### Radnice
Jimramovská radnice stojí v centru Jimramova a je chráněna jako kulturní památka.

### Zámek Jimramov
Klasicistní zámek Jimravov stojí v centru městysu a je chráněn jako kulturní památka.

### Rodný dům bratří Mrštíků (dům čp. 156)
Stojí na skále nad dnešním soutokem Svratky a Fryšávky, za mostem na Borovnici na pozemku Loukotovského gruntu, jeho jádro pochází z roku 1802. V roce 1927 byla ve skále pod domem odhalena pamětní deska Aloisovi a Vilémovi Mrštíkovým. Jejím autorem je akademický sochař Julius Pelikán. Samotná budova má obdélný půdorys a jde o přízemní stavbu s valbovou střechou.

### Rodný dům Jana Karafiáta (dům čp. 10)
Dům se nachází na náměstí Jana Karafiáta v Jimramově. V roce 1846 se zde narodil spisovatel Jan Karafiát. Na fasádě je umístěna bronzová pamětní deska, odhalená roku 1936, od akademického sochaře Antonína Lhotáka nebo výtvarníka Františka Anýže. Ve štítě ve dvoře domu se nachází nápis Postaveno s pomocí Boží nákladem France Mašíkem pod numerem 10 1830. Nápis byl později překryt a znovu objeven roku 1867, jak dokazuje dodatečně připsaný štítek.

### Horní škola
Budovu z let 1800–1806 nechal uprostřed náměstí vystavět hrabě Antonín Belcredi, o čemž svědčí iniciály A.H.B. a letopočet 1801 ve štítě budovy. V roce 1886 byla budova upravena. Dnes je zde výstavní síň a Síň jimramovských rodáků s expozicí p. Karla Slavíčka, spisovatelů bratří Mrštíků a Jana Karafiáta. V expozici je dioráma od Jiřího Trnky Broučci, které bylo vystaveno na světové výstavě v Bruselu v roce 1958.

### Domy v okolí náměstí
Většinou jsou klasicistní, v okolí náměstí se zachovaly i domy roubené z 18. století.

### Vila Josefa Železného
Vilu ve stylu funkcionalismu nechal v letech 1936–1937 v Dolní ulici postavit zdejší obvodní lékař Josef Železný. Autory byli čerství absolventi Akademie výtvarných umění Jaroslav Kincl, Lev Krča a Stanislav Tobek, jejichž učitelem byl Josef Gočár. Budova má ocelovou kostru.
Jelikož se stavba nachází v záplavovém území, nebyla vila podsklepena. Jedná se o typickou funkcionalistickou stavbu s plochou střechou a terasou. Vstupní venkovní schodiště kryté markýzou tehdy ústilo do prvního patra s ordinací a zázemím a za ní s kuchyní a v přilehlé snížené části obývací pokoj s jídelnou a dětským koutem. Ve druhém patře se nacházely kajutové ložnice a terasa nad obývacím pokojem. V přízemí pak pokoj služebné, garáž a další technické zázemí. Během povodní v letech 1938, 1965 a 1997 byla vila částečně zaplavena. Po zániku ordinace došlo k řadám adaptačních úprav interiérů stavby, původní prvky však zůstaly zachovány.
V současné době se jedná v oblasti o ojedinělou ukázku funkcionalistické stavby, srovnatelná snad jen s vilou Gustava Jaroška od Ludvíka Hilgerta v Dalečíně.

### Tírna lnu
Budova bývalé tírny lnu a sušárny, známá také jako Kolotoč, se nachází v západní části Jimramova v údolí Fryšávky. Jde o budovu s válcovitou přístavbou, v současné době již bez původního vybavení. Stroj ke tření lnu byl vynalezen roku 1835 v Jimramovských Pasekách. Objekt je chráněn jako kulturní (od roku 1958) a technická památka.

## Osobnosti

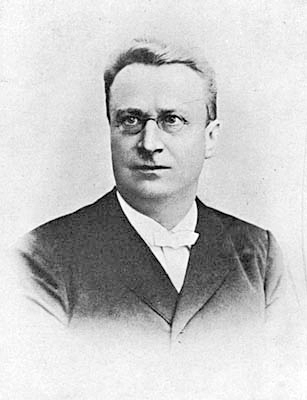
Jan Karafiát

### Rodáci
- hrabě Egbert Belcredi (1816–1894), politik, ekonom, mecenáš
- hrabě Richard Belcredi (1823–1902), politik
- František Břenek (1842–1915), učitel, nadučitel a poštmistr, vynálezce posunovací tabule (1890); otec spisovatele Otýna Břenka
- Jan Bukáček (1861–1940), senátní prezident Nejvyššího soudu
- JUDr. Emil Čermák (1902–1963), právník, autor Kroniky Zubří země
- Čeněk Dobiáš (1919–1980), malíř
- František Dobiáš (1898–1982), malíř, spisovatel
- Václav Dobiáš (1920–1945; Ing. in memoriam), odbojář, popraven nacisty v roce 1945
- Josef Groulík (1906–1984), sbormistr, kapelník, učitel hudby, varhaník
- Alois Horák (1896–1968), starosta Jimramova (1938–1945), předseda místního odboru Klubu českých turistů
- Jan Jelínek (1910–1969), vydavatel, publicista, spisovatel
- Jan Karafiát (1846–1929), českobratrský evangelický farář, autor první české pohádky pro děti Broučci: pro malé i velké děti (1876)
- Bohuslav Kozák (1903–1938), malíř
- Mons. ThDr. Josef Laštovica (1925–2012)
- Ing. Emil Mašík (1861–1925), projektant, profesor na Vysokém učení technickém v Brně
- Alois Mrštík (1861–1925), spisovatel a dramatik
- MUDr. Norbert Mrštík (1867–1905), překladatel z ruštiny a polštiny, fejetonista, lékař
- Vilém Mrštík (1863–1912), spisovatel, dramatik, překladatel a literární kritik
- Karel Pohořelý (1912–2003), úředník, projektant, amatérský historik, autor souboru Velká jimramovská kronika
- Jaroslav Popelka (1917–1987), jezuitský kněz, misionář v USA a Kanadě, podílel se na vydání Kroniky Zubří země
- doc. RNDr. Jan Sedláček, CSc. (1920–1981), docent na matematicko-fyzikální fakultě Karlovy univerzity, matematický statistik
- doc. PhDr. Stanislav Sedláček (1919–2002), emeritní proděkan filosofické fakulty Univerzity Palackého
- Karel Slavíček (1678–1735), jezuitský astronom a geometr na císařském dvoře v Pekingu
- MUDr. Emil Schusswohl (1866–1905), majitel a hlavní lékař Libušiných lázní a vodoléčebného ústavu v Bechyni
- Miroslav Vlček, rychlobruslař, československý reprezentant

### Další osobnosti spojené s Jimramovem
- Michal Blažek (1753–1827), druhý evangelický farář v Jimramově, z Jimramova řídil v letech 1796–1809 jako superintendent celou moravskou superintendenci helvétského vyznání (h.v.)
- PhDr. Jiří Stanislav Guth-Jarkovský (1861–1943), první předseda Českého olympijského výboru a spoluzakladatel Mezinárodního olympijského výboru
- Bohdan Hejduk (1864–1944), pedagog, první ředitel jimramovské měšťanské školy
- Josef Kheil (1866–1946), hudebník, pedagog, fotograf
- Josef Mrštík (1905–1945), pedagog, odbojář; zastřelen Němci
- Jan Evangelista Nečas (1849–1919), básník, překladatel; propagátor Vysočiny
- Matěj Josef Sychra (1776–1830), katolický kněz, jazykovědec, obrozenecký spisovatel

## Sbor dobrovolných hasičů (SDH)

### Historie

#### Hasičství v Jimramově před vznikem SDH
Jimramovu se v minulosti nevyhýbaly velké požáry, přičemž ten patrně největší městečko zasáhl v roce 1589, kdy celé vyhořelo. V roce 1785 vydal císař Josef II. požární řád, který měl pomoci organizovat ochranu sídel proti požárům. Nutnost ochrany obyvatel si uvědomoval i tehdejší majitel jimramovského panství Antonín Belcredi a roku 1800 přesvědčil představitele městečka k nákupu přenosné stříkačky na ruční pohon, přičemž o financování se rovným dílem postarala vrchnost a obec. Z tohoto důvodu došlo na náměstí k výstavbě hasičské skladiště, přičemž klíč od skladiště měl u sebe učitel bydlící ve škole, a žebře a háky byly zavěšeny na domě čp. 37 v Mostní ulici. V roce 1802 vydal hrabě Antonín Belcredi požární řád (jehož znění je dochováno v přepise A. Ženatého z roku 1890), kde bylo uvedeno, co má každý obyvatel během požáru dělat – polovina lidí z každého domu měla ihned běžet k hašení s putnou či jinou nádobou, řemeslníci pak měli rozdělenou práci podle svých schopností a dovedností –, přičemž nedodržení těchto postupů bylo trestáno. Každoročně se také konala dvojice tzv. prub, neboli cvičení. Kromě toho došlo i ke zřízení požární pokladny (tzv. kasy ohně) slouží k úhradám výloh na nářadí a cvičení a jejíž existenci můžeme doložit ještě k roku 1856. V pamětní knize městečka Jimramova je k roku 1842 uvedeno zakoupení velké požární stříkačky od firmy F. Hillera ze Starého Brna. Z dalších zápisů lze vyčíst využití jimramovských stříkaček při požáru v Poličce dne 10. července 1845. Po roce 1848 vyšla dvojice říšských zákonů č. 105 a 142 a v roce 1873 zákon č. 15 s platností pro markrabství moravské nařizující zřízení hasičského dobrovolného sboru v každé obci s více než 50 domy.

#### Historie vlastního SDH

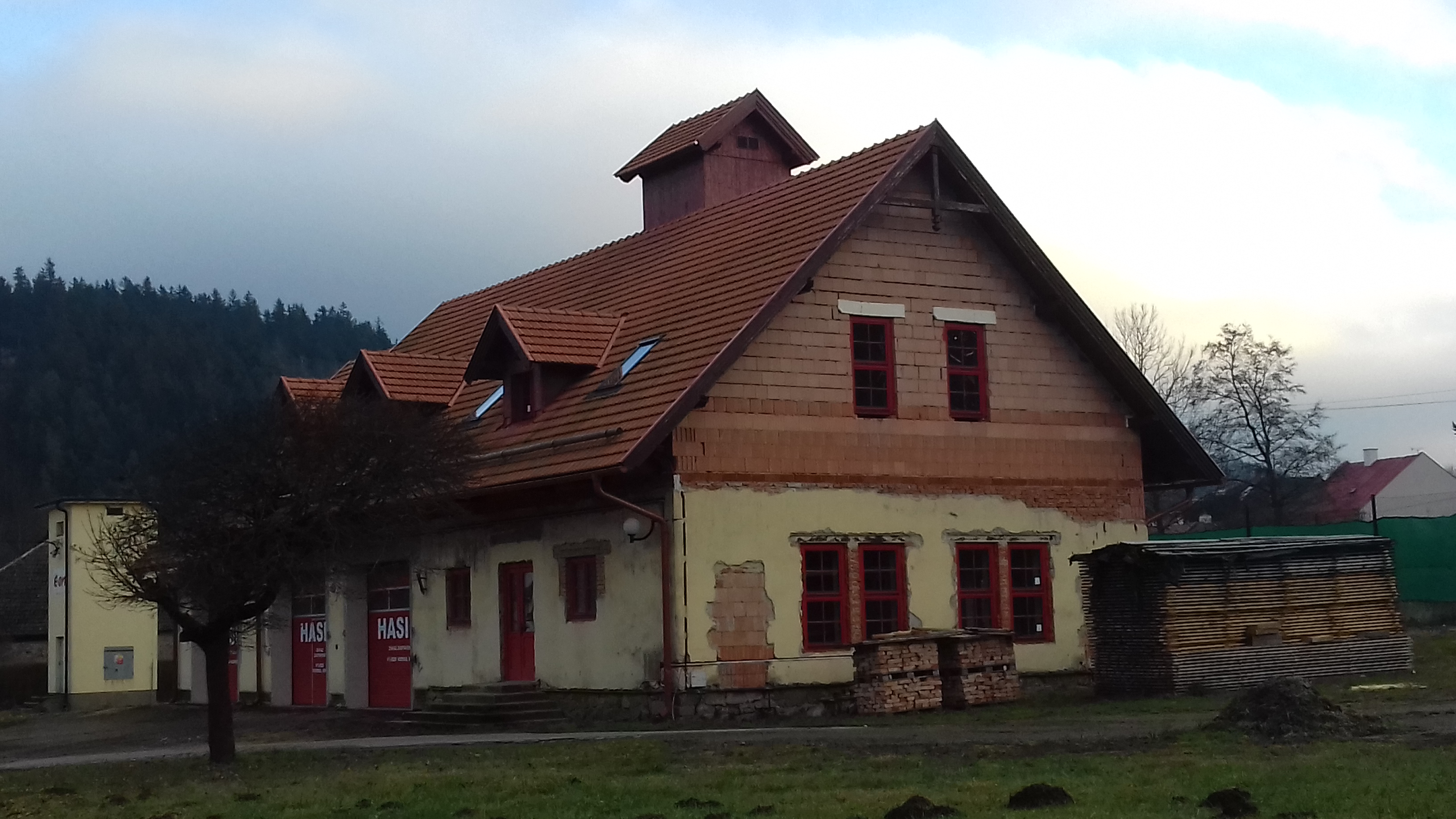
Současná hasičská zbrojnice v Jimramově

Vlastní hasičský sbor vznikl roku 1875 za starosty Františka Mašíka, čímž se řadí k nejstarším hasičským sborům z tehdejšího novoměstského okresu, ačkoliv obecní zastupitelstvo o jeho zřízení jednalo už v únoru 1874. Nicméně stanovy sboru moravské místodržitelství v Brně potvrdilo až 24. června 1875 a 15. července téhož roku se uskutečnila první schůze sboru, na níž zakládající členové složili slib hasičstva. Prvním starostou SDH se stal starosta obce František Mašík, velitelem Josef Pavelka a jeho zástupcem hostinský Josef Ptáček – v době vzniku měl 54 činných členů a 37 přispívajících členů, mezi nimiž nechyběl ani hrabě Egbert Belcredi. K vycvičení sboru obec povolala Jana Syrového z Litomyšle, na zřízení cvičiště u střelnice Solo poskytla půjčku jimramovská občanská záložna a Sousedské lesy v červenci 1876 zakoupily za 1200 zlatých čtyřkolovou stříkačku, pro niž byla postavena zbrojnice u domu čp. 108 (hostinec Koruna). Dne 6. srpna 1876 se pak v Jimramově uskutečnilo první veřejné hasičské cvičení za účasti sborů z Litomyšle, Bystrého, Ústí nad Orlicí, Poličky, České Třebové, Svitav, Bystřice nad Pernštejnem, Olešnice, Nedvědice, Velkého Meziříčí, Nového Města na Moravě a Německého. V letech 1899–1903 existoval při sboru tzv. pohřební fond. Po založení Hasičské pojišťovny se v roce 1899 jimramovští hasiči stali jejími podílníky.
V roce 1907 došlo k demolici skladiště za horní školou a od té doby hasiči využívali pouze zbrojnici u Koruny a místnost ve dvoře radnice. Po válce došlo za hospodářskými budovami zámku k výstavbě nové hasičská zbrojnice, která hasičům slouží dosud. Stará zbrojnice byla zbořena v roce 1973.
Činnost hasičského sboru přerušila první světová válka, kdy většina hasičů musela narukovat. K obnovení a první valné hromadě došlo 9. března 1919. I kvůli armádě počet hasičů klesl. První veřejné cvičení se uskutečnilo až v roce 1921. Na počátku 20. let se také ukázala zastaralost hasičského vybavení, kdy ruční stříkačky přestávaly stačit. Proto došlo k modernizaci vybavení a stříkačka byla vybavena motorovým pohonem, čímž se z ní stala první motorová stříkačka na Novoměstsku. Ta ovšem chyběla při požáru v Dolní ulici dne 17. července 1923, při němž nakonec vyhořelo 7 domů (dnešní čp. 1–6 a 109). V roce 1922 v městečku zemřel tehdejší starosta novoměstské hasičské župy František Vilím, který je pochován na zdejším hřbitově.
Ve 20. letech se postupně rozrůstalo vybavení hasičského sboru. K němu v roce 1934 přibyl automobil Austro Daimler, zakoupený od hraběte Belcrediho k přepravě osob a materiálu k požárům. Po havárii v roce 1938 došlo k jeho přestavbě na hasičské auto. V období protektorátu nedošlo k přerušení činnosti, neboť Němci si uvědomovali důležitost požární ochrany, nicméně se celý sbor ocitl pod dohledem protektorátních úřadů.

### Velitelé a náčelníci SDH Jimramov
Seznam velitelů a náčelníků SDH v Jimramově (v závorce s uvedenou dobou ve funkci):
- Josef Pavelka (1875–1877)
- Jan Bukáček (1877–1878)
- Josef Pavelka (1878–1882)
- Karel Jelínek (1882–1885)
- Josef Koza (1885–1895)
- Karel Bukáček (1895–1896)
- Jan Sklenář (1896–1905)
- Augustin Freisleben (1905–1906)
- František Homolka (1906–1926)
- Emil Koza (1926–1929)
- Hugo Antes (1929–1930)
- František Poláček (1930–1931)
- František J. Rybář (1931)
- František Poláček (1931–1932)
- František J. Rybář (1932–1939)
- Karel Antes (1939–1954)
- Alois Peňáz (1954–1957)
- Karel Šindler (1957–1962)
- Antonín Bradáč (1962–1965)
- Karel Šindler (1965–1985)
- Zdeněk Bureš (1985–2000)
- Roman Konvalinka (od 2000).

### Starostové a předsedové SDH Jimramov
Až do roku 1926 jsou uváděni starostové obce – František Mašík, Adolf Ženatý a Josef Koza. Po vzniku Československa, resp. po roce 1926, měly jednotlivé SDH svoje starosty. V Jimramově to byli (v závorce s uvedenou dobou ve funkci):
- František Homolka (1926–1939)
- František J. Rybář (1939–1954)
- František Samek (1954–1955)
- Alois Peňáz (1955–1957)
- František Svoboda (1957–1985)
- Jiří Semerád (1985–1991)
- Bohuslav Neděla (1991–1999)
- Ladislav Kafka (od 1999).

## Zajímavosti
- V roce 2005 se Jimramov překvapivě probojoval do celostátního finále soutěže o město roku. V roce 1997 se dostal mezi 4 nejlepší obce v soutěži městských památkových zón – O nejlepší přípravu a realizaci programu regenerace památkových zón.[114]
- Městys si také oblíbili filmaři. Natáčela se tu např. část předposledního dílu Četnických humoresek či pohádka O kominickém učni a dceři cukráře. Na podzim 2014 zde probíhalo natáčení nového seriálu Česká televize s názvem Četníci z Luhačovic.
- Pravděpodobně světovým primátem se může městys pyšnit v soudnictví. Od počátku 17. století (asi od r. 1611) zde totiž Jan Dubský z Třebomyslic zavedl podmíněné tresty a místo vysedávání v žaláři nucenou práci.
- V Jimramově existovalo také 5 mlýnů. Dodnes stojí pouze dva.
- Jimramov je zmiňován v textu písně Kinedryl kapely Květy na albu Květy Květy z roku 2020.

## Partnerská obec
- Meyrargues, Francie

## Galerie

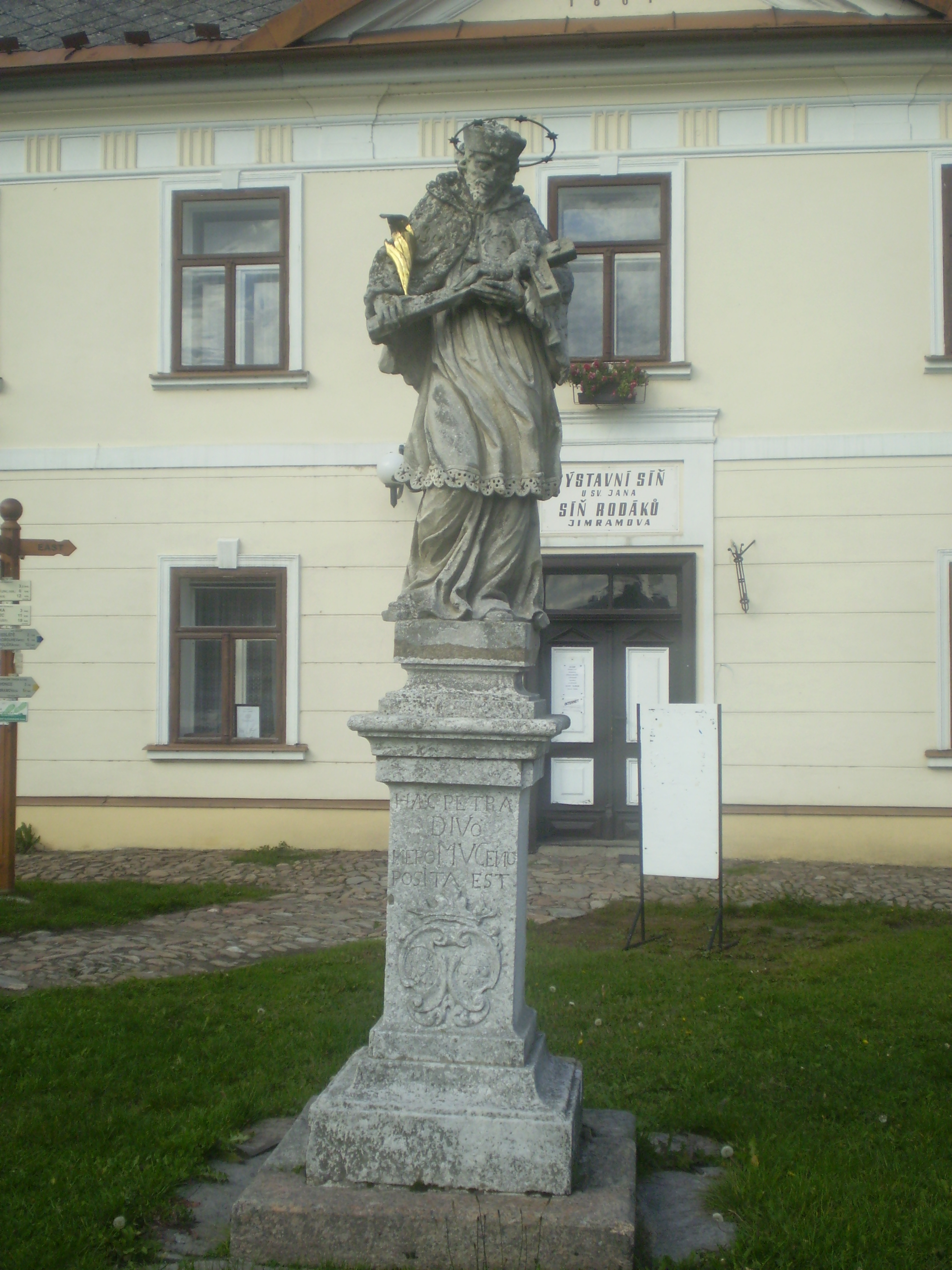
Socha sv. Jana Nepomuckého
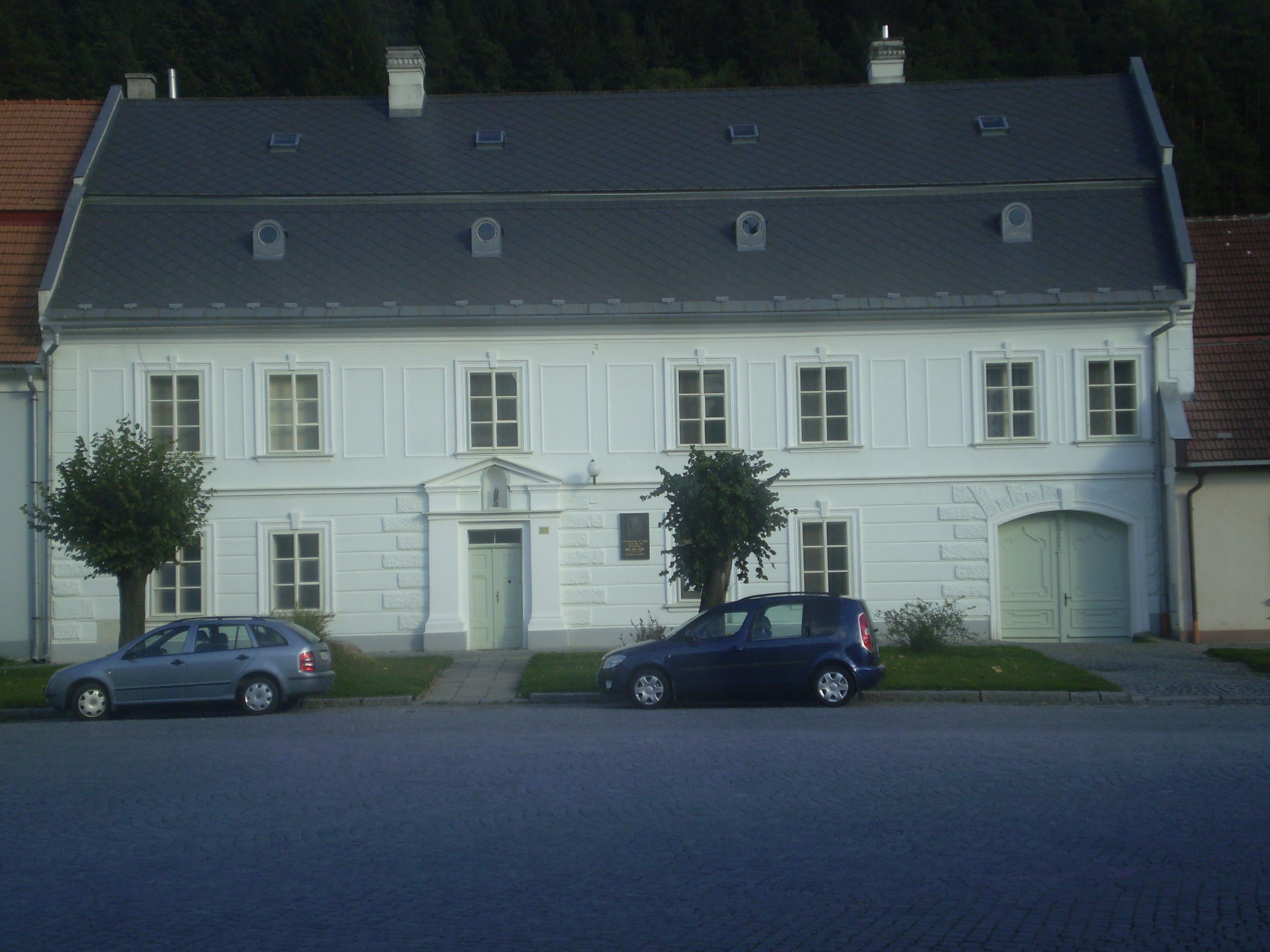
Katolická fara